# 大阪環状線
大阪環状線（おおさかかんじょうせん、英: Osaka Loop Line）は、大阪府大阪市内の天王寺駅 - 京橋駅 - 大阪駅 - 西九条駅 - 新今宮駅間を結ぶ西日本旅客鉄道（JR西日本）の鉄道路線（幹線）である。
「大阪環状線」の呼称が指す区間は典拠や目的により、次のように使い分けられている。
1. 国鉄分割民営化時に当時の運輸省に提出された事業基本計画、国土交通省監修の『鉄道要覧』および、JR西日本が発行している『データで見るJR西日本』[2]では、大阪環状線は天王寺駅 - 新今宮駅間20.7 kmの路線で、新今宮駅 - 天王寺駅間1.0 kmは関西本線であり、今宮駅 - 新今宮駅間1.2 kmは関西本線との重複区間となっている。
2. 『JR 線路名称公告』では、大阪環状線は大阪駅を起点・終点とする21.7 kmの路線であり[† 3]、今宮駅 - 天王寺駅間2.2 kmは関西本線との重複区間となっている。
3. 運行管理や旅客案内、『JR時刻表』、『JTB時刻表』（2023年3月号）での大阪環状線は、天王寺駅 - 大阪駅 - 天王寺駅となっている。
4. 2025年3月までJRの旅客営業規則第78条第1項第1号に規定され、同第86条第5号の図中に太線区間で示されていた電車特定区間の「大阪環状線内」は、大阪環状線（大阪駅 - 天王寺駅 - 大阪駅）のほか、桜島線（JRゆめ咲線）全線と関西本線（大和路線）天王寺駅 - JR難波駅間が含まれていた[7]。この区間内を相互発着する場合は運賃計算などに関する特例が適用された。

以下、特記がない限りは 1. （運行系統としては3.）に従って記述する。なお、大阪をはじめとする近畿圏においては、当路線を単に「環状線」と呼称する場合も多く、本項でも一部でそのように表記している。

## 概要
大阪環状線は、大阪市の都心部外周を環状運転している環状線であり、JR西日本のアーバンネットワークの中心路線として機能している。ラインカラーは赤（■）で、大阪のダイナミズムをイメージしている。駅ナンバリングで使われる路線記号はO。当路線で運行された101系・103系・201系電車の車体色はオレンジバーミリオン（■ 朱色1号）で、現用車両の323系電車でもドア横のアクセントカラーや黒とともに帯色で使用されている。

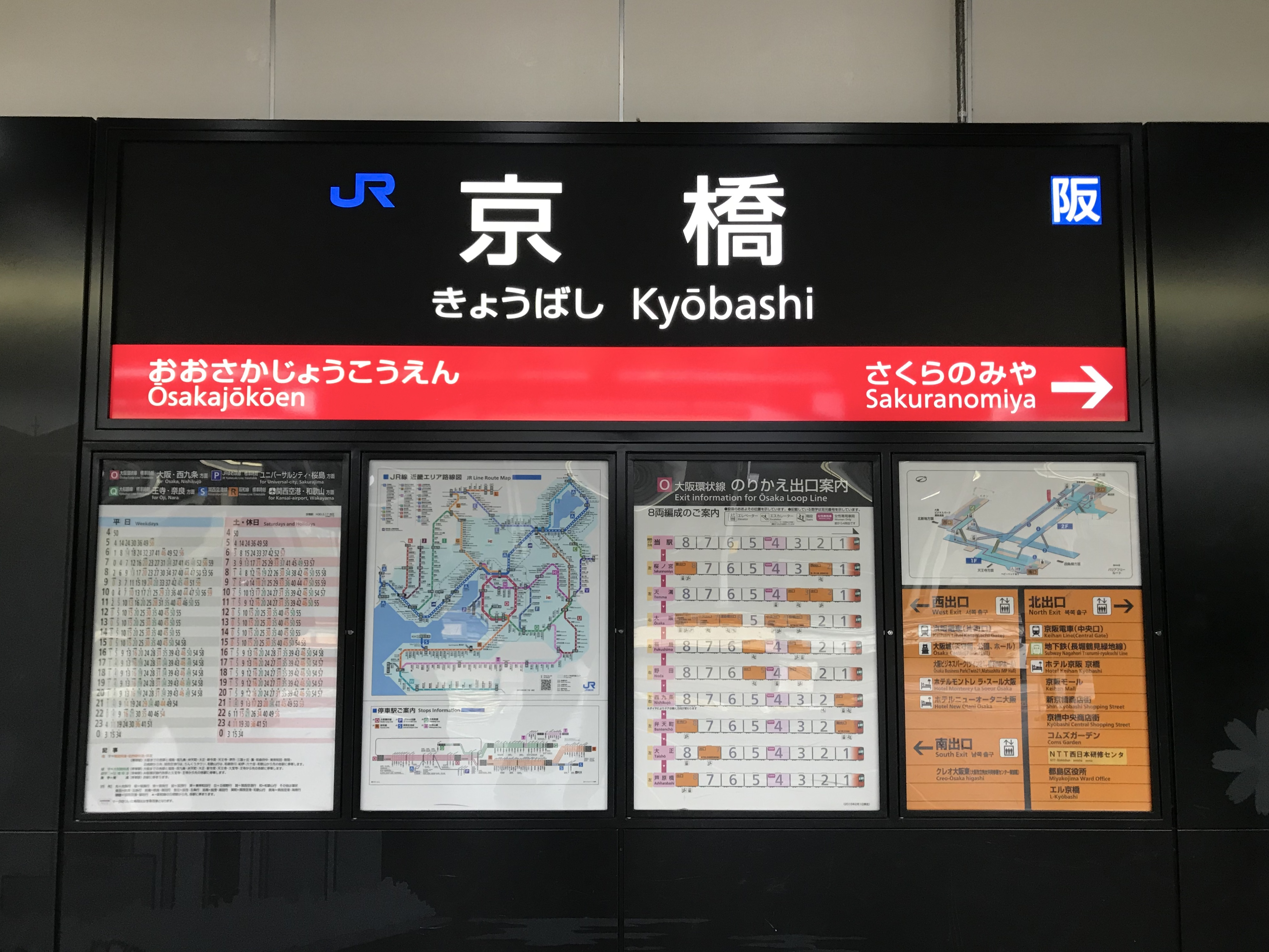
ラインカラーを用いた駅名標

多くの駅で各方面へのJR・私鉄各線および都心部を走る大阪市高速電気軌道 (Osaka Metro) の地下鉄各路線と連絡している。また、大阪環状線では線内で環状運転や区間運転を行なっている普通列車以外に、大和路線（関西本線）と阪和線、JRゆめ咲線（桜島線）、JR京都線（東海道本線）といったJR他路線と直通運転している普通列車や快速列車、及び特急列車が走行する。
大阪環状線は、南側の関西本線の一部区間、関西本線と東海道本線を連絡する東側の城東線、安治川の右岸を走る北西側の西成線の一部区間、南西側の関西本線貨物支線の一部区間を、第二次世界大戦後の高度経済成長期に西側の未成区間に新線を造って接続したものである。発足時の大阪市域のほぼ全域を取り囲んでおり、大阪環状線の内側を横断・縦断する地上路線は存在しないものの、地上区間により大阪環状線の内側に入り込む路線は9路線（天王寺駅阪和線ホームを含めると10路線）ある。地下路線ではOsaka Metro（旧大阪市営地下鉄）線が従来から大阪環状線の内側を横断・縦断しているが、地下鉄以外でもJR・私鉄ともに地下区間により横断・縦断路線を建設する計画が何度か立てられ、2009年までにJRではJR東西線、私鉄では阪神なんば線・近鉄奈良線（難波線・大阪線）の西九条駅 - 鶴橋駅間の2つの横断路線が実現しているほか、2031年度には縦断路線のなにわ筋線（JR西日本、南海電鉄）が開通する予定となっている。
堂島・中之島・船場（本町など）・島之内（心斎橋など）といった都心部（旧来の中心市街）およびミナミの玄関口である難波が大阪環状線の内側に位置するため、前述の通り元私鉄を含む多数の路線が大阪環状線の内側に入り込んでいる。加えて新幹線接続駅がないため、新大阪駅 - 梅田駅（大阪駅直下） - 難波駅 - 天王寺駅間を直線的に通るOsaka Metro御堂筋線が市内交通の大動脈として都心部への移動の主力を担い、大阪環状線や他のOsaka Metro各線および大阪シティバスがそれを補完する形になっている。これらは他路線との直通列車が存在することとともに、同じく環状運転を行なっている東京の山手線と大きく異なる点である。
南側と東側は特に都心部から離れて敷設されたため、南海、京阪、近鉄（かつての大軌）がそれぞれ大阪環状線の内側に難波駅、天満橋駅、大阪上本町駅を構えた一方、比較的都心部に近接して敷設された北側では阪神、阪急とも大阪駅付近に大阪梅田駅 (阪神)、大阪梅田駅 (阪急)を構え、南側でも後発の近鉄（かつての大鉄）が天王寺駅付近に大阪阿部野橋駅を構えた経緯から、梅田、天王寺・阿倍野の副都心が形成された。大阪駅一帯の梅田は大規模な再開発の進展によって旧来の中心市街の相対的な地位を低下させるまでに発展している。また、河川が集中して土地の制約が大きかった京橋駅の周辺も大阪ビジネスパーク（OBP）と一体となった副都心が形成されている。
また、東側の大阪駅 - 京橋駅 - 天王寺駅間では、全列車が各駅に停車するのに対し、西側の大阪駅 - 西九条駅 - 天王寺駅間では、特急や快速は大阪環状線内で通過運転を行っているため、日中時間帯では特急・快速が全て停車する駅に1時間に15本が停車する一方で、特急や快速が通過する野田駅、芦原橋駅と今宮駅は1時間に4本しか停車する列車がない。これも日中は各駅とも1時間12本以上が停車する山手線と異なる点である。
路線の大半は高架であるが、天王寺駅付近と大阪城公園駅付近だけは地平を走っている。故にこの2駅だけは地上駅となっている。ただし、天王寺駅は掘割式の地下駅に分類される場合もある。また内回り線の新今宮駅 - 天王寺駅間には大阪環状線で最後まで残った踏切である一ツ家踏切があった。
大阪都心部を走る路線でありながら、他の私鉄・地下鉄線と直接競合していないこともあり、2013年に「大阪環状線改造プロジェクト」が開始されるまでは環状運転の大半の普通列車が国鉄時代の車両で占められ、新車導入や駅の美装化といった設備投資が、私鉄と競合し看板列車の新快速が運転されているJR神戸線やJR京都線などの主要路線と比べるとかなり遅れた。
JR線で唯一、全列車が掲載されている紙の時刻表が存在しない路線である（他路線に直通する列車の時刻はすべて掲載されている）。ただし、八峰出版がかつて発行していた『KATT 関西圏JR線私鉄線時刻表』では大阪環状線が特集として、また『携帯全国時刻表』特別付録として2017年4月号に別冊付録として大阪環状線の快速も含む全列車の時刻が掲載された。なお、『携帯全国時刻表』2018年4月号にも別冊付録で大阪環状線全列車時刻表（こちらは特急列車も含む）が掲載された。
全線が旅客営業規則の定める大都市近郊区間の「大阪近郊区間」、電車特定区間、およびIC乗車カード「ICOCA」エリアに含まれており、JR西日本近畿統括本部の管轄である。
なお、平均駅間距離は1.15 km（新今宮駅 - 天王寺駅間を含む場合は約1.14 km）で、JR西日本管内の路線では最も短い。

### 路線データ
- 管轄・路線距離（営業キロ）：全長 20.7 km
  - 西日本旅客鉄道（第一種鉄道事業者）：
    - 天王寺駅 - 大阪駅 - 新今宮駅間 20.7 km

  - 日本貨物鉄道（第二種鉄道事業者）：
    - 福島駅 - 西九条駅間 (2.6 km)
- 軌間：1067 mm
- 駅数：19（起終点駅を含む）
  - 大阪環状線所属駅に限定した場合、上記の駅数から東海道本線所属の大阪駅、関西本線所属の今宮駅・天王寺駅[9]の3駅が除外され、16駅となる。なお、新今宮駅は大阪環状線所属[9]と扱われる。
- 複線区間：
  - 3線：福島駅 - 西九条駅間
  - 複線：大阪駅 - 福島駅間、西九条駅 - 今宮駅間、天王寺駅 - 鶴橋駅 - 大阪駅間[† 7]
- 電化区間：全線電化（直流1500V）
- 閉塞方式：自動閉塞式
- 保安装置：ATS-P（全線P）[5]
- 運転指令所：大阪総合指令所
- 列車運行管理システム：大阪環状・大和路線運行管理システム
- 最高速度：100 km/h[6]
- IC乗車カード対応区間：
  - ICOCAエリア：全線（全線PiTaPaポストペイサービス対象区間）
- 2020年度の混雑率：外回り109%（鶴橋→玉造 7:40-8:40）、内回り73%（玉造→鶴橋　7:25-8:25）[10]

## 沿線概況
以下に示す記述はすべて内回り（反時計回り、左回り）の沿線概況であり、外回り（時計回り、右回り）の場合は風景の順番が逆で、大阪駅の発着ホームも2番のりばとなる。
天王寺駅は関西本線・阪和線が分岐しているほか、近鉄南大阪線、Osaka Metro御堂筋線・谷町線、阪堺電気軌道上町線との接続駅で、天王寺は南大阪の玄関口であるとともに、ミナミ・キタなどと並ぶ大阪市の都市核の一つである。駅周辺には天王寺ミオやあべのキューズモール、日本一の高さ300 mの駅ビルあべのハルカス（あべのハルカス近鉄本店）などの商業施設が多く、JR西日本の駅別乗車人員数では第3位である。
天王寺駅を出ると左にカーブして、天王寺駅の北側にある阪和線をくぐって北上する。寺田町駅を出て桃谷駅に向かう間は、マンションの立ち並ぶ天王寺区、下町情緒豊かな生野区を分けるように高架の線路を北上し、鶴橋駅に到着する。近鉄大阪線・奈良線、Osaka Metro千日前線との接続駅で、ホームには近鉄との連絡改札口があり、乗り換え客も非常に多い。駅前は在日コリアンによって造られたコリア・タウンが中核を担っている。周辺に焼肉店や朝鮮料理店が多く、駅周辺の賑わいは環境省のかおり風景100選にも選ばれている。
鶴橋駅からは引き続き住宅街を北上し、玉造駅を過ぎると今度は京セラドキュメントソリューションズや森下仁丹、サクラクレパスなどの本社建物が立ち並ぶ区域を通り、Osaka Metro中央線・長堀鶴見緑地線との連絡駅、森ノ宮駅に至る。森ノ宮駅を過ぎると左手に大阪城がある大阪城公園、右手に吹田総合車両所森ノ宮支所やOsaka Metroの森之宮検車場が見える。線路は高架から地上へ下り大阪城公園駅に着く。さらに進むと同支所の入出区線が右手から接近し、左手に多数のビル群が林立する大阪ビジネスパークを過ぎると京橋駅に着く。京橋駅には 片町線（学研都市線）・JR東西線と京阪本線のほか、Osaka Metro長堀鶴見緑地線が乗り入れ、飲食店街や歓楽街も発展していることから、「キタ」「ミナミ」に対して「ヒガシ」と呼ばれることもある。
京橋駅を出ると正面にはかつての淀川電車区・淀川駅に至る連絡線があった空き地が広がるが、大阪環状線は左にカーブする。桜の名所、桜ノ宮駅を過ぎ、旧淀川（大川）を渡って右にカーブすると、阪神高速12号守口線をくぐり大阪環状線の最も北に位置する天満駅と続く。天満駅を出てすぐ天神橋筋商店街を高架で跨ぎ、住宅街やビルの合間をかいくぐって行き、右手から東海道本線（JR京都線）が合流してくると大阪駅に着く。
大阪駅では最も南側（サウスゲートビルディング寄り）の1番のりばから発車する。大阪駅を出ると、東海道本線（JR神戸線・JR宝塚線）と並走し、やがて東海道本線は右に分かれていく。大阪環状線はそのまま直進して福島駅に着く。福島駅付近で東海道本線貨物支線が合流しているが、貨物線は地平線を走り、福島駅を出ると右手から貨物線が地平線から高架橋へ上ってくる。阪神本線を越えると、野田駅である。野田駅からはかつて、大阪環状線の北側から高架を下って直進方向に進んで三菱製紙などに至る専用鉄道と、大阪環状線をくぐって大阪市中央卸売市場本場にあった大阪市場駅へと至る貨物支線（1984年〈昭和59年〉2月1日廃止）が分岐しており、野田駅ホームからはその地上への分岐部の跡が確認できる。現在は、専用鉄道の線路跡には住宅などが建っており当時を偲ばせるものはないが、大阪市場駅への貨物支線跡は遊歩道として整備されている。
続く西九条駅は島式2面5線であるが、このうちホームがあるのは内側の3線のみである。桜島線（JRゆめ咲線）・梅田貨物線が分岐しており、大阪方面から桜島線に乗り入れているほか、梅田貨物線を経由して新大阪方面から特急列車も大阪環状線に直通している。西九条駅の真上に位置している阪神なんば線をくぐり、内・外回り線に挟まれて桜島線が地平に降りて西進して分かれていく。安治川を渡って大きく左にカーブすると、右手から阪神高速17号西大阪線・国道43号が寄り添い始め、ORC200などの高層ビルが建ち並ぶ弁天町駅に着く。弁天町駅は大阪環状線の最も西部に位置しており、Osaka Metro中央線との接続駅で、大阪ベイエリアの入口に当たる。高架下にはかつて交通科学博物館があり、内回りホームからは保存車両の一部を見ることができた。駅前は中央大通と国道43号が交差して車の交通量も多く、大阪環状線と直角に阪神高速16号大阪港線が交差している。
弁天町駅を出て一度左にカーブして東に向くと内回り・外回りの間に空き地があるが、これがかつての境川信号場跡で、大阪臨港線が分岐していた。正面から左手に京セラドーム大阪とガスタンクのモニュメントのある大阪ガスのドームシティ（岩崎地区）が見えると、その最寄り駅である大正駅に着く。大正駅はOsaka Metro長堀鶴見緑地線との連絡駅であるとともに大正区の最北端に位置しており、鉄軌道網がない同区内の大阪環状線以南の各方面に多数の大阪シティバスが運行されており、ラッシュ時には急行バスも運行されている。
大正駅の先で南海汐見橋線と交差すると芦原橋駅・今宮駅と続く。今宮駅は関西本線（大和路線）を越えるために内回り線のホームは3階となっているが、外回り線はその必要がないため2階にホームがあり、関西本線の下り線と同一ホームで乗り換えることができる。なお、1997年までは今宮駅には大阪環状線のホームがなく、当時地上にあった関西本線の両側の築堤上を内回り・外回りに分かれて走行していた。
新今宮駅は南海本線・高野線、Osaka Metro御堂筋線・堺筋線および、阪堺線との接続駅である。島式2面4線のうち、外側2線を大阪環状線の列車が、内側2線を関西本線および大阪環状線と直通運転する列車が使用している。新今宮駅を出ると、左手に通天閣や大阪市天王寺動物園といった主要ランドマークが立ち並び、天王寺駅に着く。この間、外回り線は高架橋で関西本線を越えるが、2012年6月まで、この交点付近に大阪環状線で最後の踏切となる一ツ家踏切があった。その踏切跡付近から天王寺駅にかけては、1993年に廃止された南海天王寺支線の廃線跡が南側に並行して残っている。

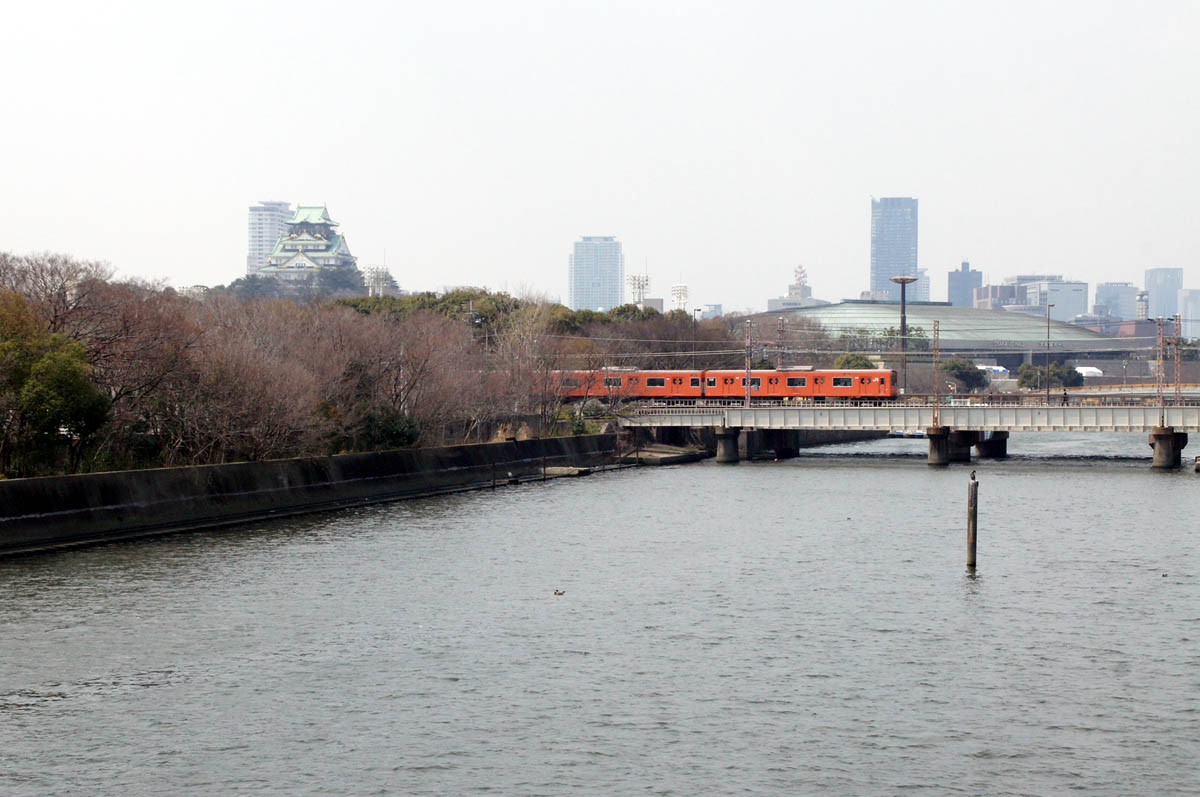
平野川橋梁を渡る大阪環状線の列車と大坂城天守および大阪城ホール。
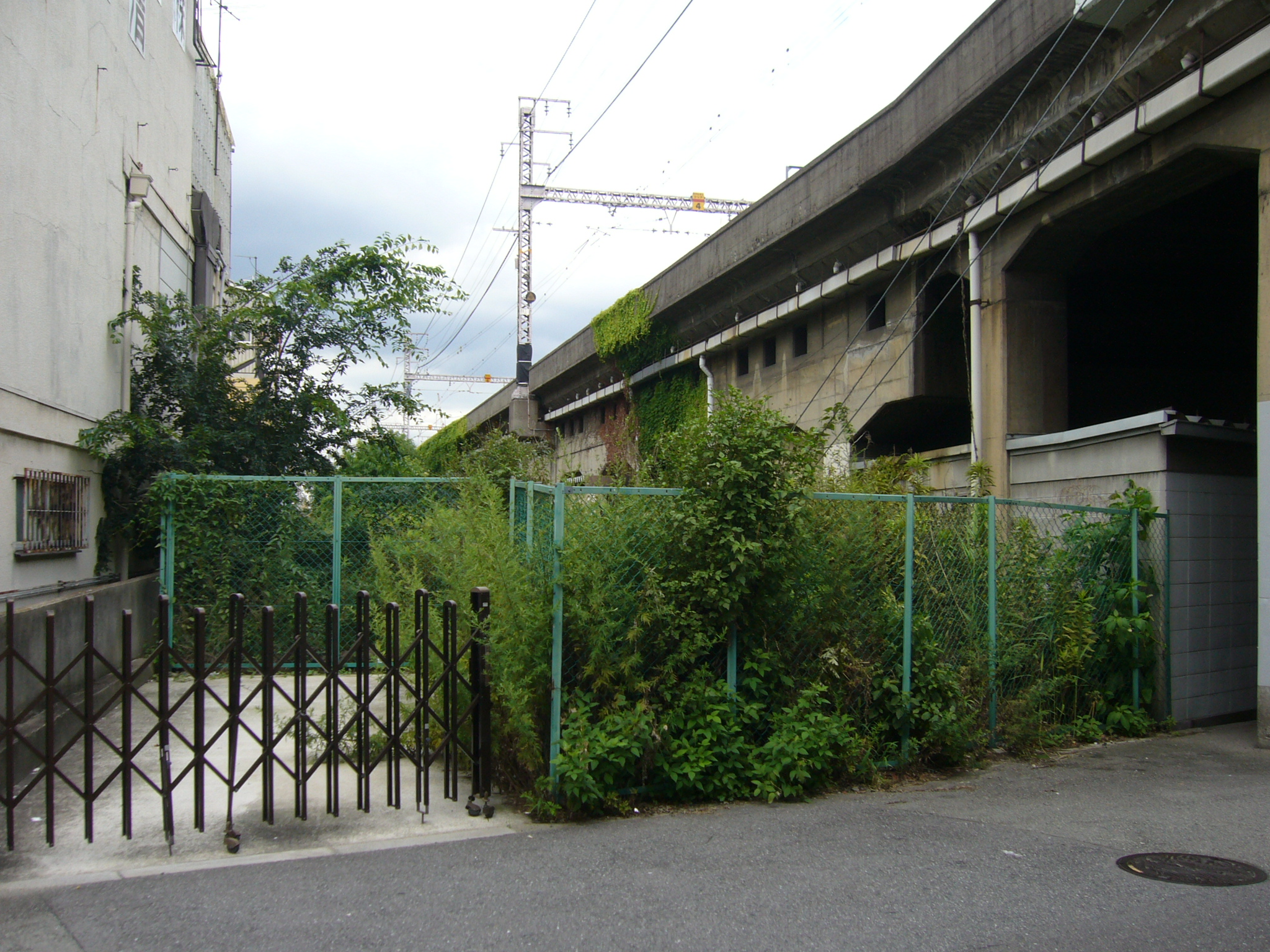
野田駅 - 大阪市場駅貨物支線跡。野田駅西側にある、高架線へのアプローチ部分跡。現在は雑草などは刈り取られアスファルトで固められている。
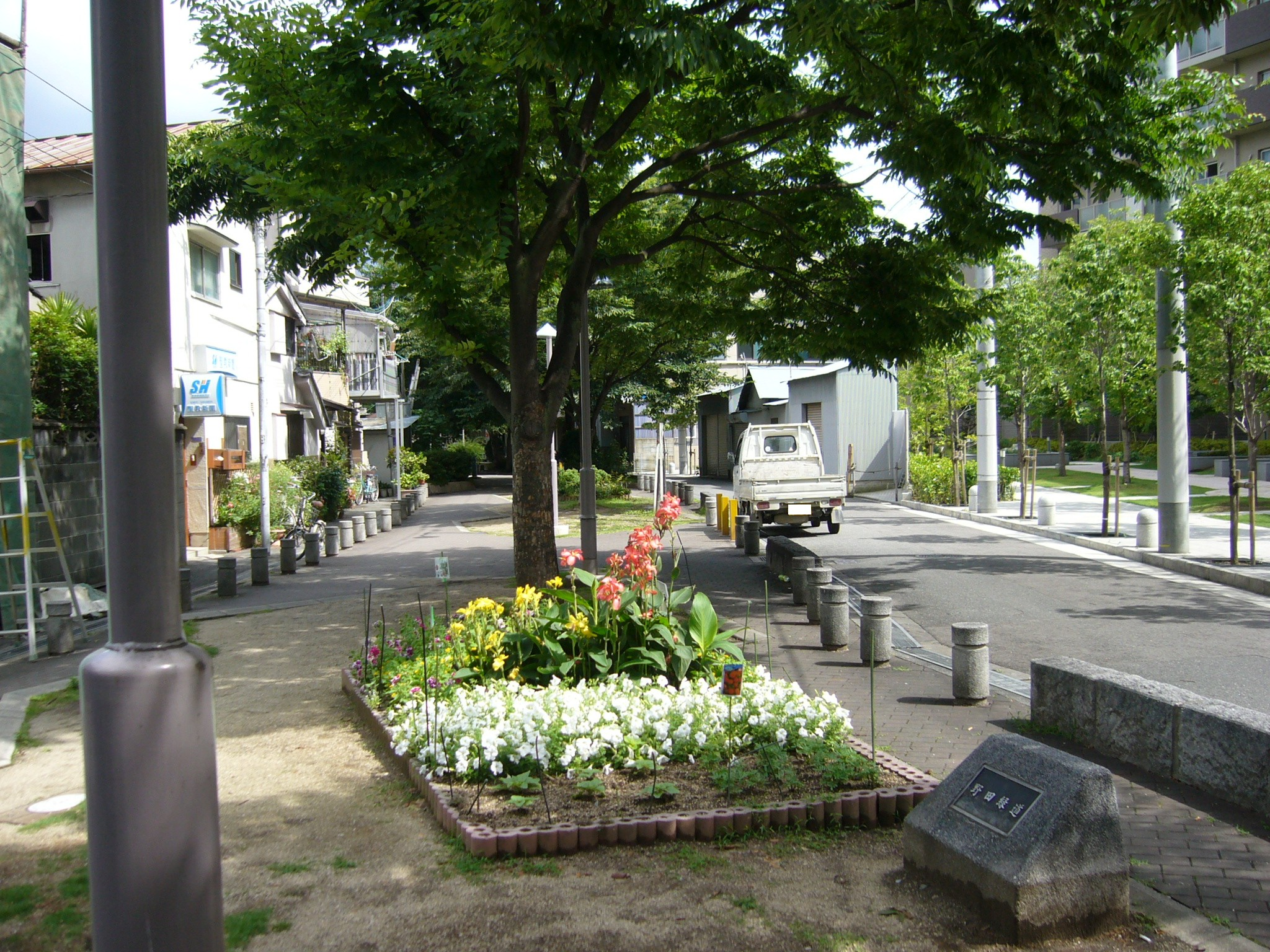
野田駅 - 大阪市場駅貨物支線跡。現在は遊歩道（左側）。
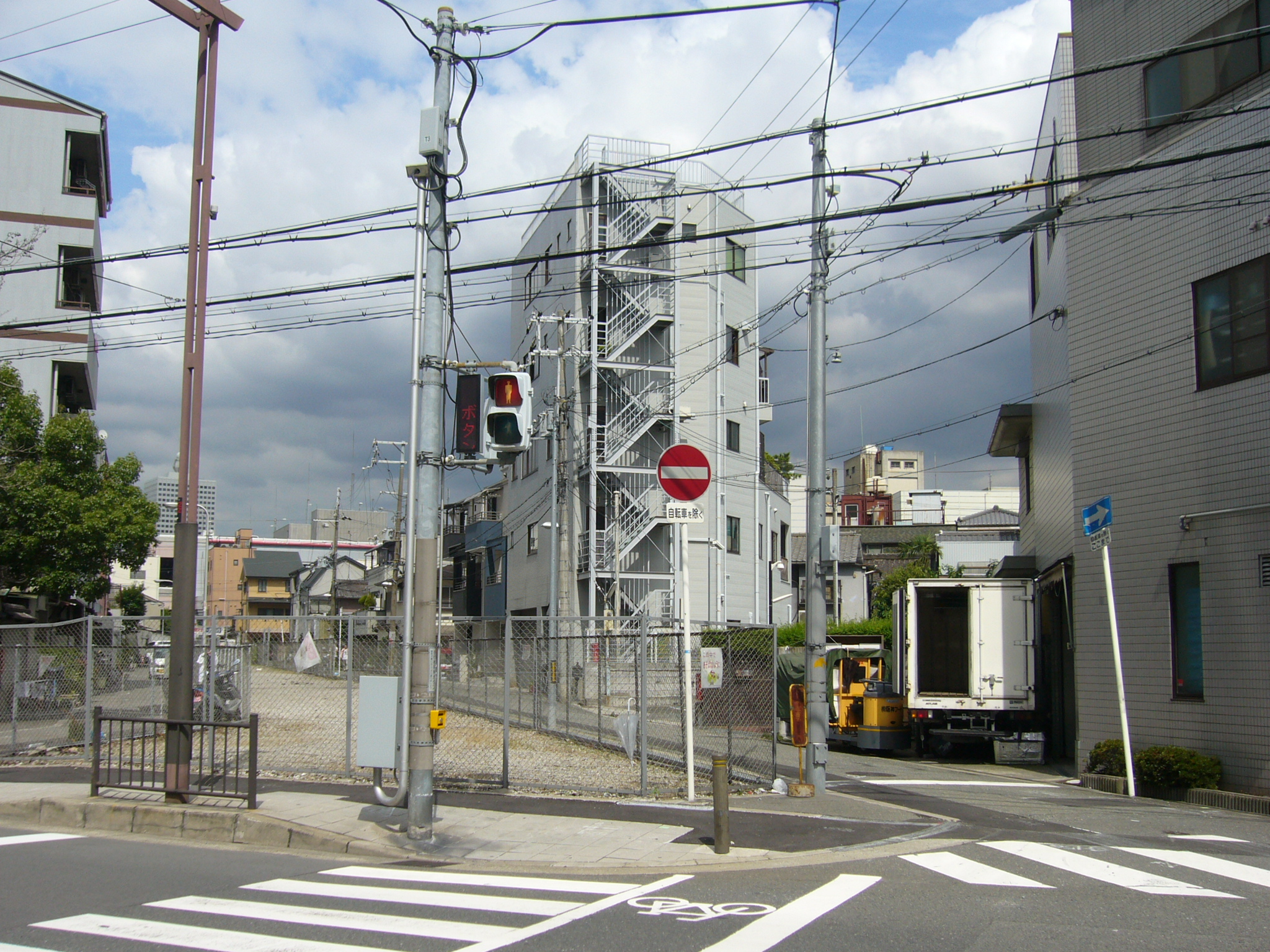
野田駅 - 大阪市場駅貨物支線跡（2009年当時。現在は遊歩道として整備されている）。突き当たりが大阪市中央卸売市場本場（旧大阪市場駅）。
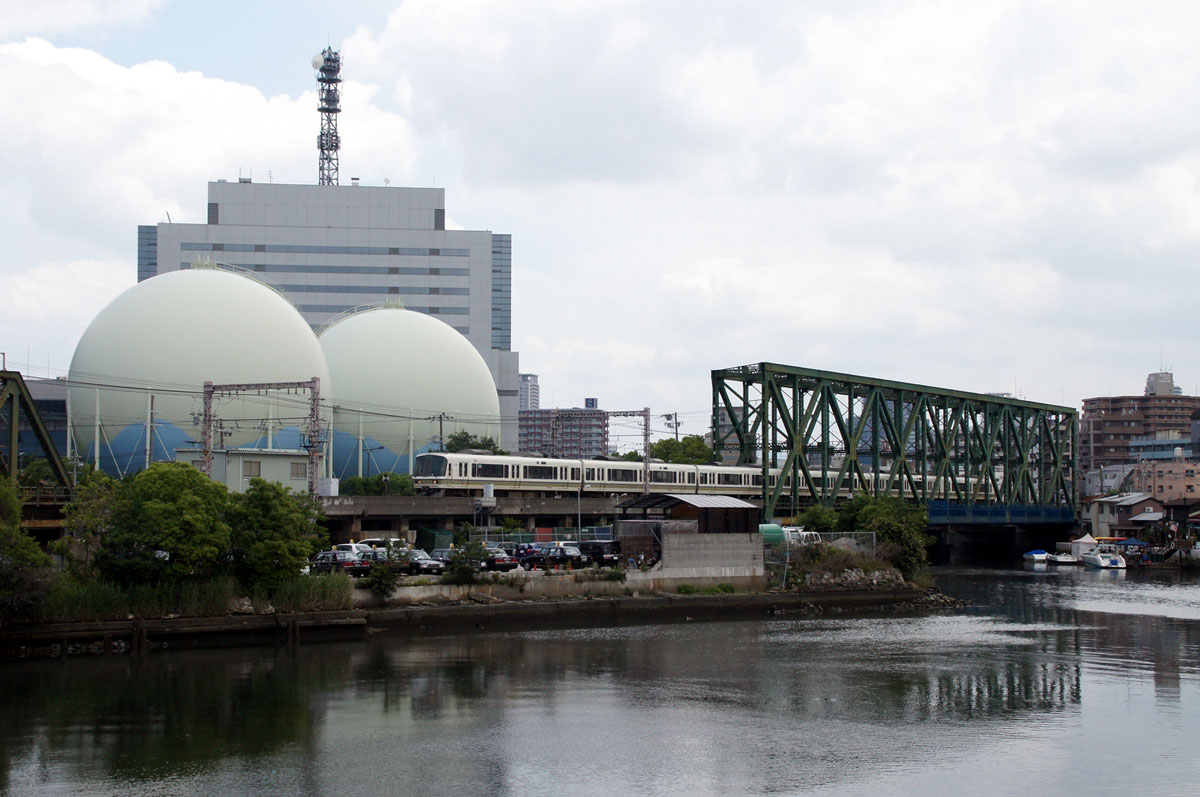
岩崎運河橋梁を渡る大和路快速と大阪ガスのガスタンク。左端にはもう尻無川橋梁が見える。
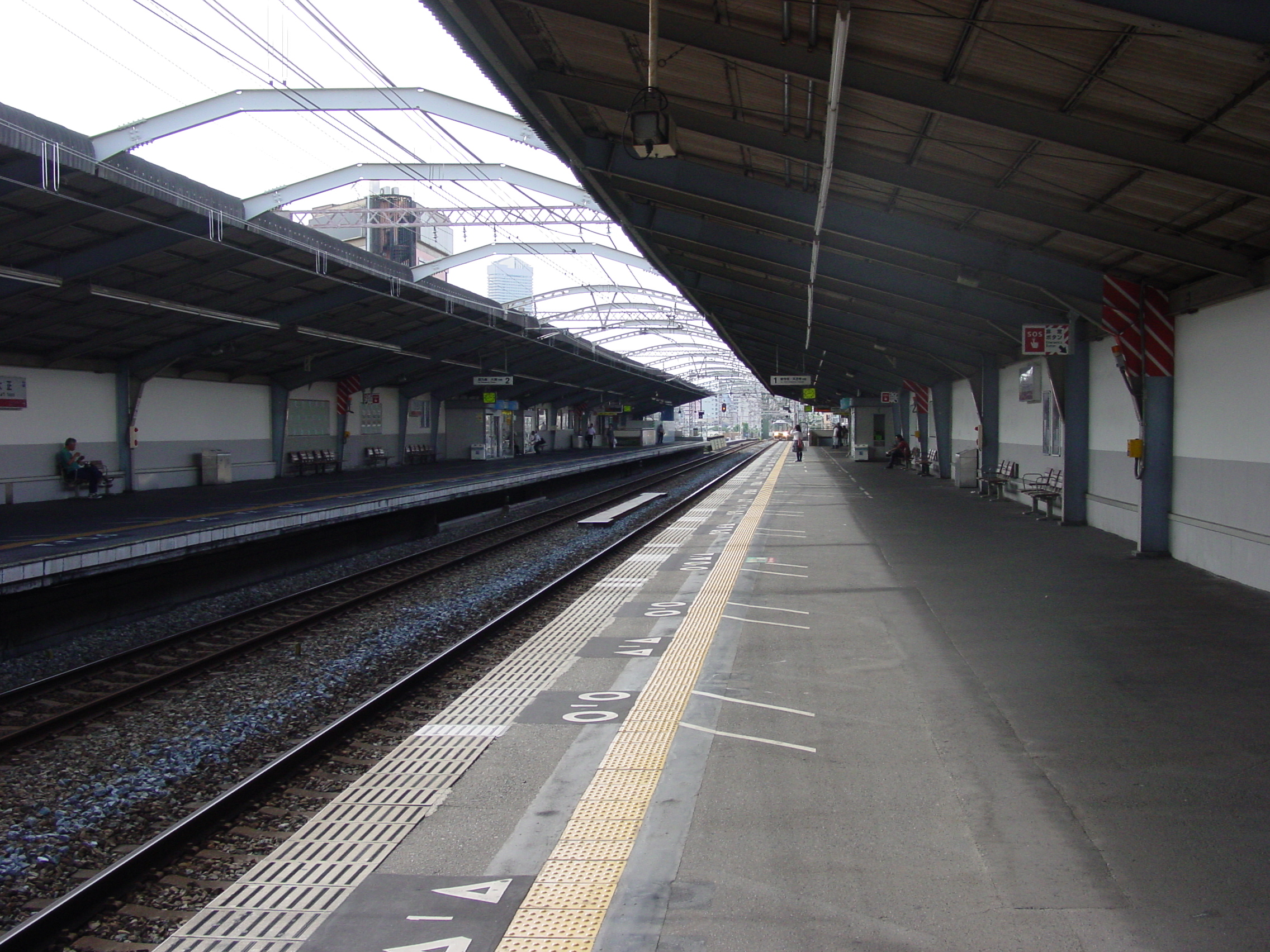
大正駅ホーム。線内の架線吊架方式は一部区間を除いてツインシンプルカテナリー式を採用。
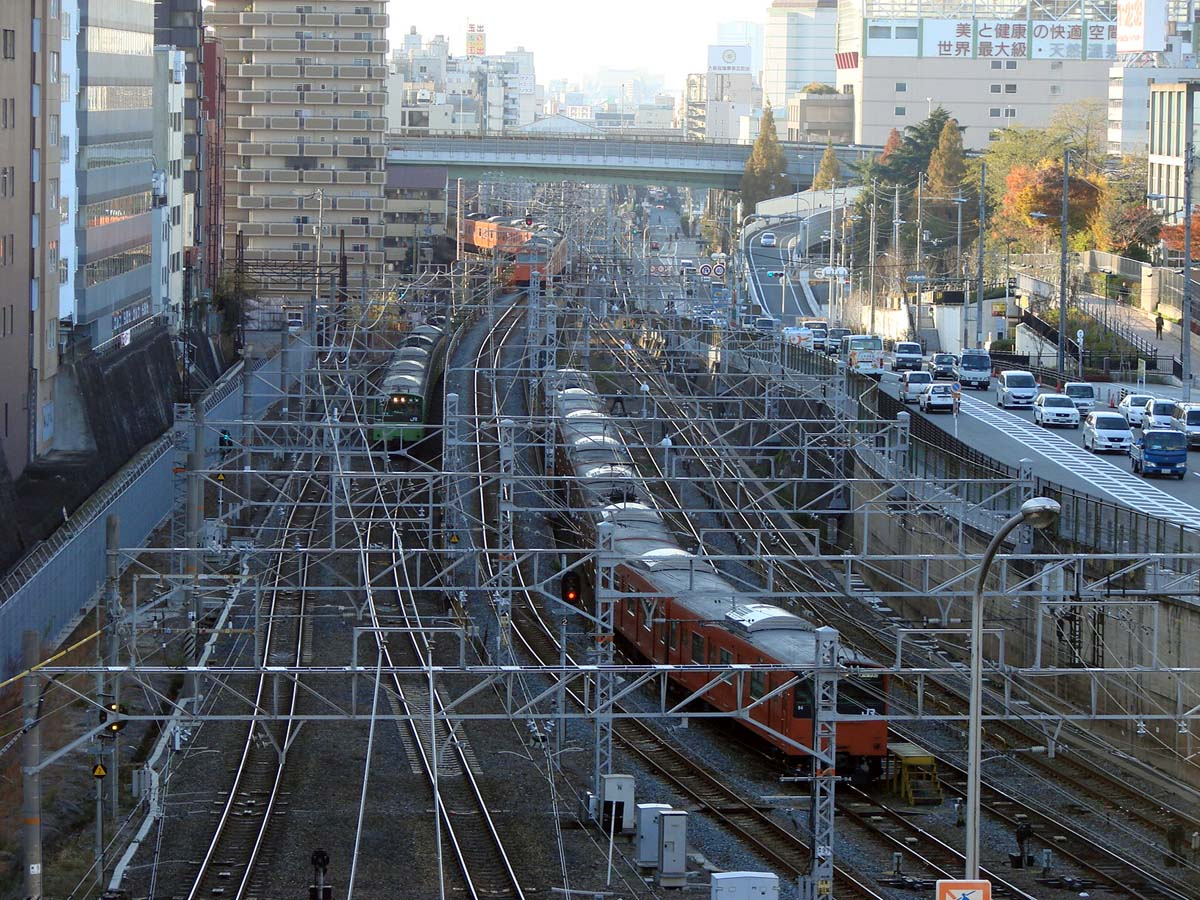
新今宮駅 - 天王寺駅間の複々線区間。
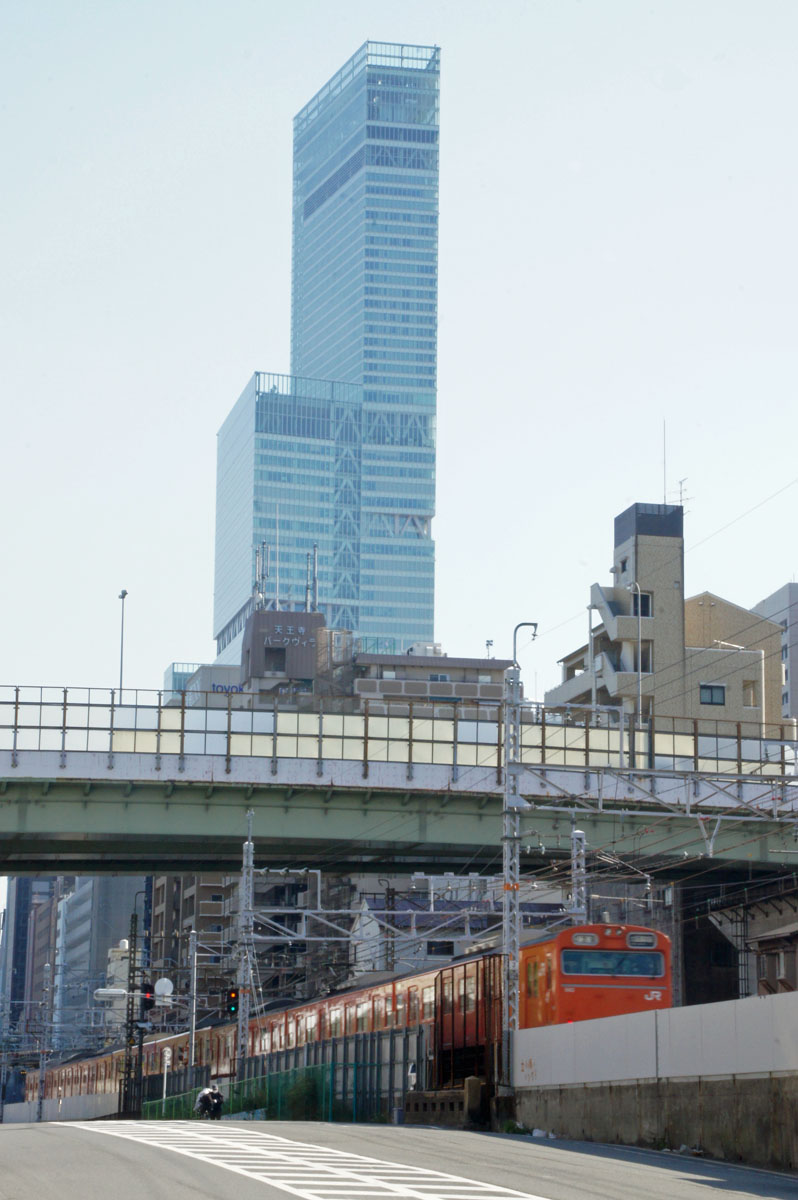
ジャンジャン横丁地下道および阪神高速14号松原線交差部を走る大阪環状線の列車とあべのハルカス。

### 一ツ家踏切

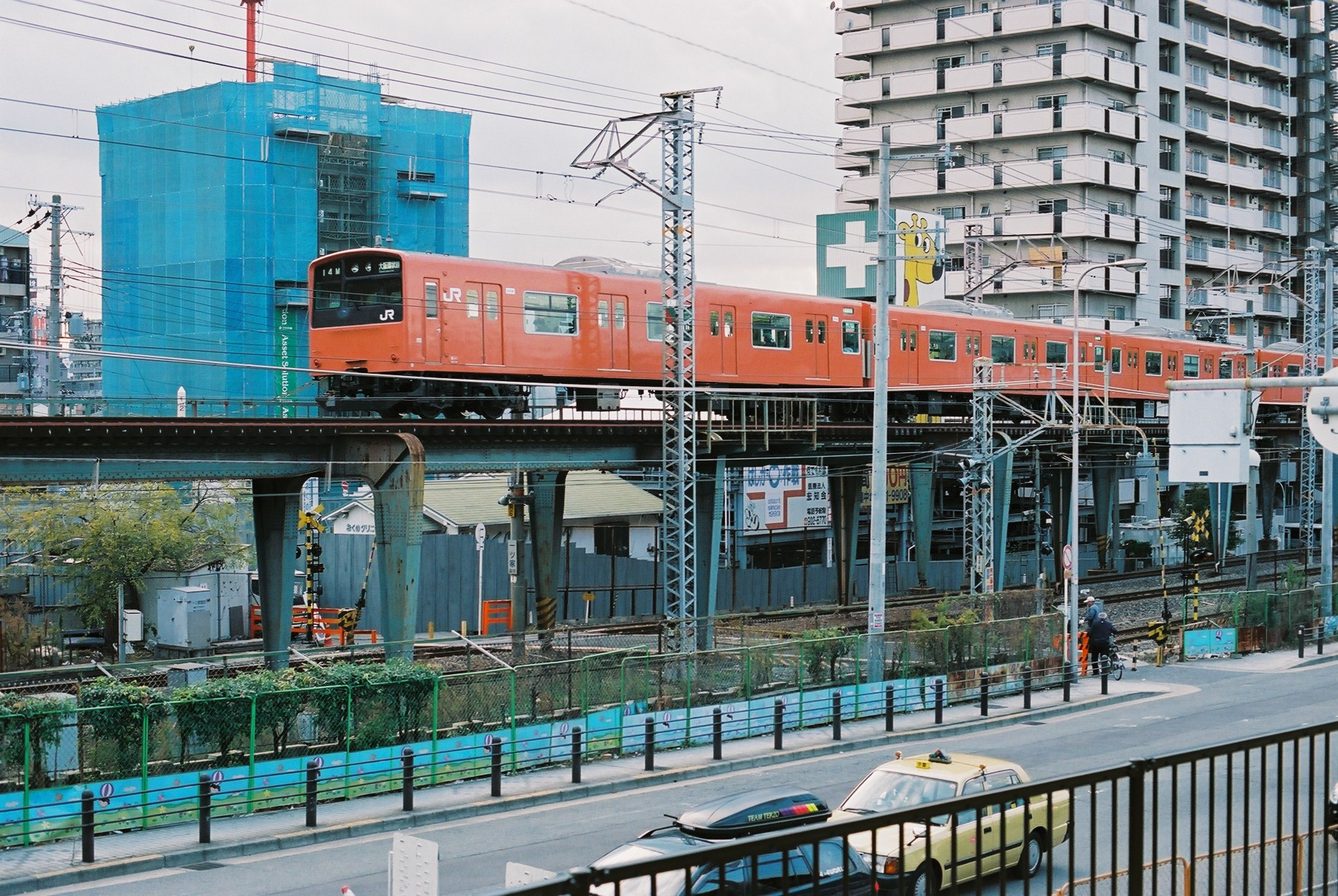
2012年7月1日に廃止された一ツ家踏切。手前から内回り、関西本線上り・下り。高架線は外回り。

新今宮駅 - 天王寺駅間にあった一ツ家踏切は、大阪環状線に最後まで残った踏切で、内回り線（外回り線の同区間は関西本線を乗り越すため高架線になっている）・関西本線（大和路線）の列車のほかに、阪和線との直通列車も通過するため、朝ラッシュ時は1時間で最大54分踏切が閉まる開かずの踏切であった。JR西日本が所有する踏切の中でも線路内に立ち入るトラブルが多く、人身事故につながるケースもあったことから、2012年7月1日をもって廃止された。
この踏切で人身事故が発生するとその影響が広範囲に波及することから、JR西日本ではその対策として、最末期には踏切照明灯を青色にするなどの対策を取っていた。鉄道会社で青色の照明灯をいち早く導入したのはJR西日本で、実際に人身事故や踏切事故の抑止に効果があるとされたことから、青色の踏切照明灯は他線区にも導入され、その後、他社にも広がっている。

### ルーフアート

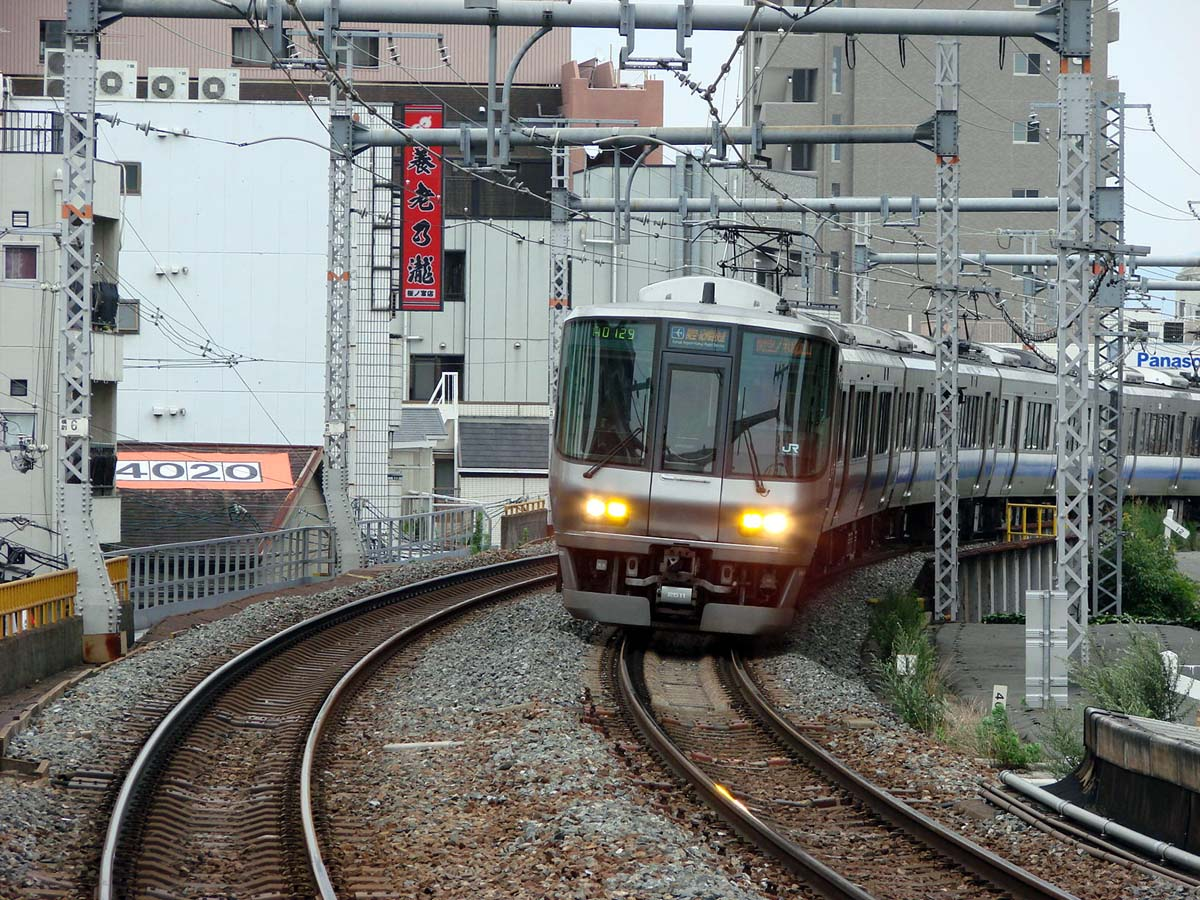
大阪環状線の7箇所で見ることができたルーフアート。現在は2箇所で見ることができる。

沿線では、民家の屋根上を作品展示の場所としたルーフアートが行われている。すべての作品は、車内や駅ホームから見える所にあり、堺市の芸術家である余田卓也が1994年から設置し始めたもので、2010年まで「家庭のパスワード」として、その家の住人が選んだ4桁の数字がシンボルカラーと共にそれぞれに数字と異なる色が掲げられていた。

## 運行形態
環状運転含む大阪環状線内相互発着の普通のほか、桜島線（JRゆめ咲線）に直通する普通、関西本線（大和路線）・阪和線へ直通する快速列車が運転されている。快速列車は、区間快速・直通快速を除いて、大阪駅 - 西九条駅 - 天王寺駅間で快速運転が行われている。また、東海道本線（JR京都線）・紀勢本線（きのくに線）方面から特急が、大阪駅 - （西九条駅） - 天王寺駅間を走行している。
日中は、全線にわたり1時間に12本の運転で、内訳は環状運転の「普通」、大和路線直通の「大和路快速」、阪和線・関西空港線直通の「関空快速・紀州路快速」がそれぞれ4本ずつである。大阪駅 - （西九条駅） - 天王寺駅間は特急「くろしお」1本、「はるか」2本が加わり、1時間に15本の運転となる。午前中と夜間は、JRゆめ咲線直通の普通（天王寺駅 - 京橋駅 - 大阪駅 - 西九条駅 - 桜島駅間）が4本入るため、天王寺駅 - 京橋駅 - 大阪駅 - 西九条駅間は1時間に16本、特急「くろしお」「はるか」を含めると大阪駅 - 西九条駅間は1時間に19 - 20本の運転となる。平日の朝夕は大和路快速に代わって区間快速が、朝ラッシュ時は関空・紀州路快速に代わって直通快速（外回りのみ）が運転されている。なお、特急は天王寺駅と2023年3月17日まで一部が西九条駅にしか停車せず、大和路快速と関空快速・紀州路快速は野田駅・芦原橋駅・今宮駅の3駅を通過するため、この3駅は日中は1時間あたり4本のみの停車となる。
国鉄時代から終電時刻はほとんど変わらなかったが、2009年3月14日のダイヤ改正で、乗務員の睡眠時間確保のために大幅な繰り上げが行われ、大阪環状線では最大21分繰り上がった。

### 旅客列車

#### 普通
平日の朝夕ラッシュ時は約3分間隔で運転されており、ほとんどが環状運転列車であるが、天王寺駅 - 京橋駅 - 大阪駅間の区間運転列車（朝ラッシュ時のみ）またはJRゆめ咲線直通列車も運転されている。この時間帯の前後には吹田総合車両所森ノ宮支所への入出区の関係から、京橋駅発着（内回り・外回り）・大阪城公園発（外回りのみ）となる列車がある。夕方ラッシュ時は2015年3月14日の改正で京橋駅発着を天王寺駅発着に延長して区間が統一された。
日中は環状運転列車が1時間に4本（15分間隔）運転されている。午前中と夜は、JRゆめ咲線直通列車が天王寺駅 - 京橋駅 - 大阪駅 - 西九条駅 - 桜島駅間で1時間に4本（15分間隔）運転されている。時間調整のため、大阪駅・京橋駅・森ノ宮駅・新今宮駅で1 - 2分ほど停車するほか、新今宮駅で快速を待ち合わせる列車もあるため、先発先着の平行ダイヤにはなっていない。
車両は全て3ドア車で、原則としてロングシートの323系が使用されているが、ラッシュ時の一部の列車は転換クロスシートのある223系・225系や221系も使用されている。
環状運転を行っているため、運転取り扱い上や旅客案内上は「上り・下り」という概念はなく、「外回り・内回り」という表現が用いられている。列車番号は内回りを奇数（大和路線直通列車を除く）としているが、奇数だから「下り」という意味ではなく、起点である大阪駅で、東海道本線と列車の方向と列車番号の奇数・偶数を合わせて内回りを奇数としただけである。
環状運転する電車の各駅での行き先案内は、主要6駅（大阪駅、西九条駅、新今宮駅、天王寺駅、鶴橋駅、京橋駅）から直近の2駅を挙げて「○○・△△方面行き」としている（たとえば、天満駅での外回り電車は京橋・鶴橋方面行きと案内する）。
列車番号は、引き続き環状運転列車となる列車は1000番台を使用し、天王寺駅で列車番号が変わる。途中駅が終点となる列車は2000番台が使用されている。なお、大阪環状線内のみを走行する列車には、JRの客車列車と同様に列車番号の末尾にアルファベットが付かない。JRゆめ咲線に直通する列車は、列車番号の末尾にEがつく。

#### 大和路線（関西本線）直通列車
大阪環状線と大和路線（関西本線）を直通する列車として、大和路快速・区間快速が運転されている。大和路快速は大阪環状線内の野田駅・芦原橋駅・今宮駅の3駅を通過するが、区間快速は大阪環状線内は各駅に停車する。日中および土・休日の朝と夜間に、大和路快速が1時間に4本（15分間隔）運転されている。朝と平日の夕方・夜間は大和路快速の代わりに区間快速が運転されている。
関西本線に直通する快速列車は1973年から113系で運転を開始し、1989年3月11日の221系導入と同時に「大和路快速」の愛称が付けられた。日中時間帯を中心に、天王寺駅 - 京橋駅 - 大阪駅 - 西九条駅 - 天王寺駅 - 奈良駅 - 加茂駅間で運転（JR時刻表では大阪駅発着で案内）されているが、土休日ダイヤでは和歌山線高田駅・五条駅へ直通する列車がある。ラッシュ時間帯には大阪環状線内で各駅に停車する区間快速が運転されていて、京橋駅までの列車や和歌山線高田駅・五条駅へ直通する列車も設定されている。また天理教祭典（「こどもおぢばがえり」やお節会含む）開催時や土曜・休日ダイヤには臨時列車として桜井線（万葉まほろば線）に直通する列車もある。
夕方・夜間の一部の奈良駅・加茂駅発の区間快速は新今宮駅で阪和線方面からの特急列車の通過待ちを行う。
車両は全列車221系の8両編成で、区間快速には2016年9月まで103系・201系の8両編成が運用されていた。
また、2011年3月11日までの平日ダイヤの夜間には「やまとじライナー」が大阪駅 - 加茂駅間で運転されていた。大阪環状線内の停車駅は新今宮駅・天王寺駅であるが、大阪駅では両駅に停車する案内はされていなかった。
2023年10月23日より平日朝ラッシュ時間帯の加茂駅発大和路線区間快速2本に、有料座席サービス「快速 うれしート」（指定席）を設定している。なお、当該座席は天王寺駅からは無料開放（自由席）となる。
大和路快速は、大阪環状線の東半分（天王寺駅 - 京橋駅 - 大阪駅間）では列車番号は数字だけだが、西半分（大阪駅 - 西九条駅 - 天王寺駅間）および大和路線内では末尾にKがつく。区間快速は列車番号の末尾にYがつく。
天王寺始発で大阪環状線の内回りを1周し、再度天王寺駅を経由してから大和路線（関西本線）に直通する列車は、始発である天王寺駅の環状線ホームでは本来の種別及び行先を案内・表示せず、あたかも大阪環状線の内回りの普通列車であるかのように「普通 鶴橋・京橋方面」と案内されており、次駅の寺田町駅から本来の種別及び行先（「大和路快速 奈良」等）での案内・表示に変わる。

#### 阪和線・関西空港線直通列車
大阪環状線と阪和線を直通運転する列車として、関空快速・紀州路快速・快速・直通快速が運転されている。関空快速・紀州路快速・快速は大阪環状線内の野田駅・芦原橋駅・今宮駅の3駅を通過し、直通快速は大阪環状線内は各駅に停車する。
日中と夜間は関空快速・紀州路快速が1時間に4本（15分間隔）運転されている。朝ラッシュ時の外回りは関空快速・紀州路快速の代わりに直通快速が運転される。
阪和線との直通運転は、1990年3月10日から新大阪発新宮行きの夜行快速列車が運転されたのが最初で、その後1994年9月4日に関西国際空港が開港したことにより、関西空港線直通列車として京橋駅 - 大阪駅 - 関西空港駅間で関空快速の運転が開始された。当時の大阪環状線内の停車駅は、京橋駅・大阪駅・西九条駅・弁天町駅・新今宮駅・天王寺駅であったが、翌1995年4月20日から1999年5月9日まで、関空快速の停車駅のうち西九条駅・弁天町駅・新今宮駅を通過する「関空特快ウイング」が運転されていた。和歌山方面では新大阪駅発着の快速のみであったが、1999年5月10日から京橋駅 - 日根野駅間で関空快速と併結する紀州路快速の運転を開始し、大阪環状線に乗り入れることとなる。
大阪環状線の天王寺駅発着の列車は、2008年3月14日までは早朝・深夜にのみ設定され、内回りでは京橋駅 → 大阪駅間でも快速運転も行っていたが、翌15日のダイヤ改正で天王寺駅の阪和線への連絡線が複線化されたことにより、朝ラッシュ時間帯に大阪環状線へ直通する列車が増発されて直通快速として運転されるようになると、大阪環状線を一周する列車が増加するとともに、関空快速・紀州路快速・快速は大阪駅 - 京橋駅 - 天王寺駅間で各駅に停車するようになり、快速通過駅での停車時刻の間隔が所々で広がっていた問題が解決された。さらに、2012年3月17日のダイヤ改正では日中のJRゆめ咲線直通列車が削減され、この時間帯の大半の列車が大阪環状線天王寺駅発着に変更されたため、京橋駅で折り返す列車は午前中・夕方の一部列車と深夜時間帯のみになっている。また夜間時間帯には日根野駅までの列車もある（種別上は快速）。
また、2003年10月4日から2006年3月12日までの土曜・休日ダイヤの朝に、鳳駅 - 天王寺駅 - 大阪駅 - 天王寺駅間では直通快速と同じ停車駅で、区間快速が運転されていた。車両は日根野電車区（当時）の103系8両編成が使用されていた。
紀州路快速は一部の列車を除き、列車番号の末尾にHがつくが、関空快速と併結する大阪環状線内および阪和線天王寺駅 - 日根野駅間での列車番号末尾はMとなる。
天王寺始発で大阪環状線の内回りを1周し、再度天王寺駅を経由してから阪和線に直通する列車は、始発駅となる天王寺駅から次駅の寺田町駅まで大和路線（関西本線）直通列車と同様の案内体制が取られている。

#### 特急列車

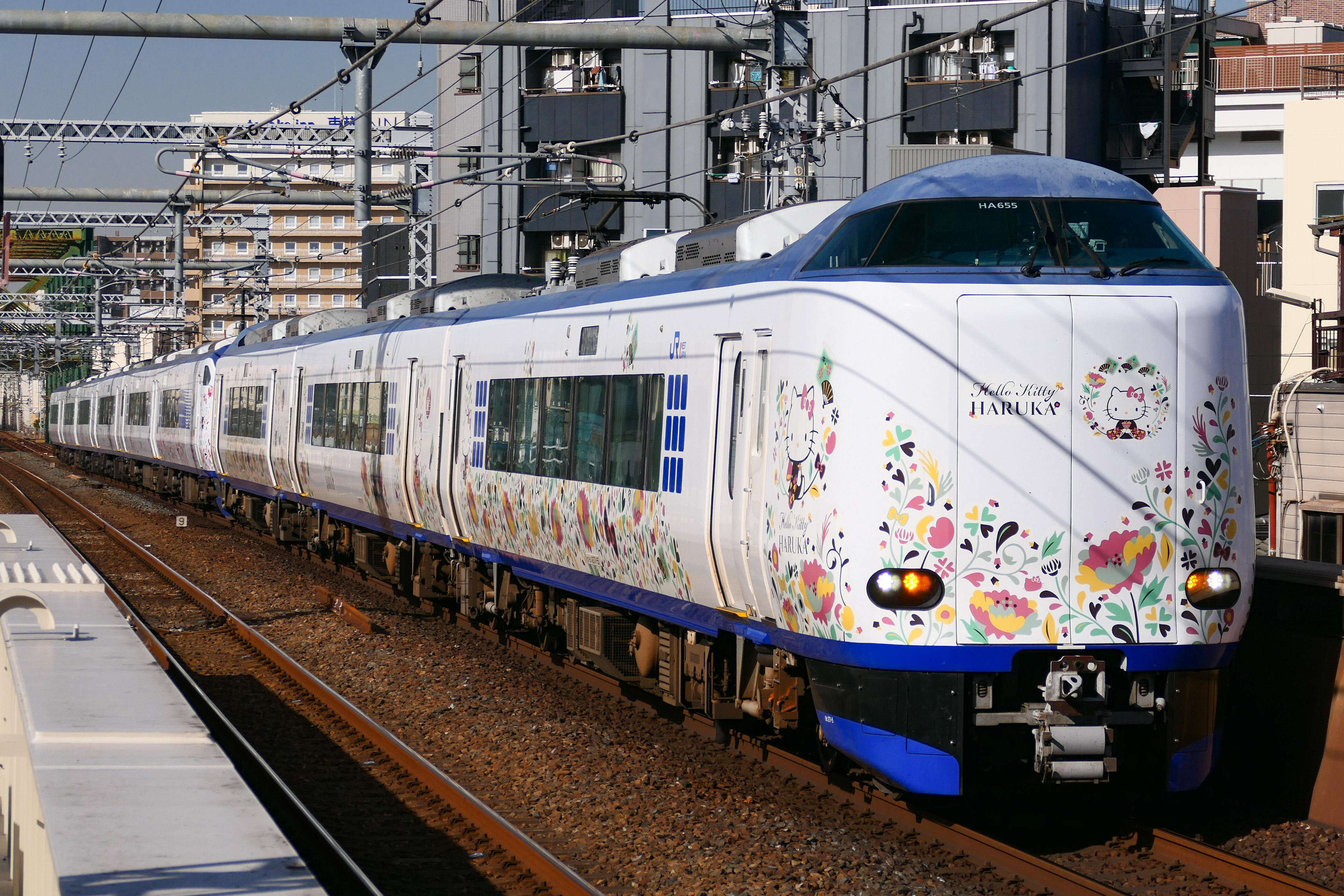
271系
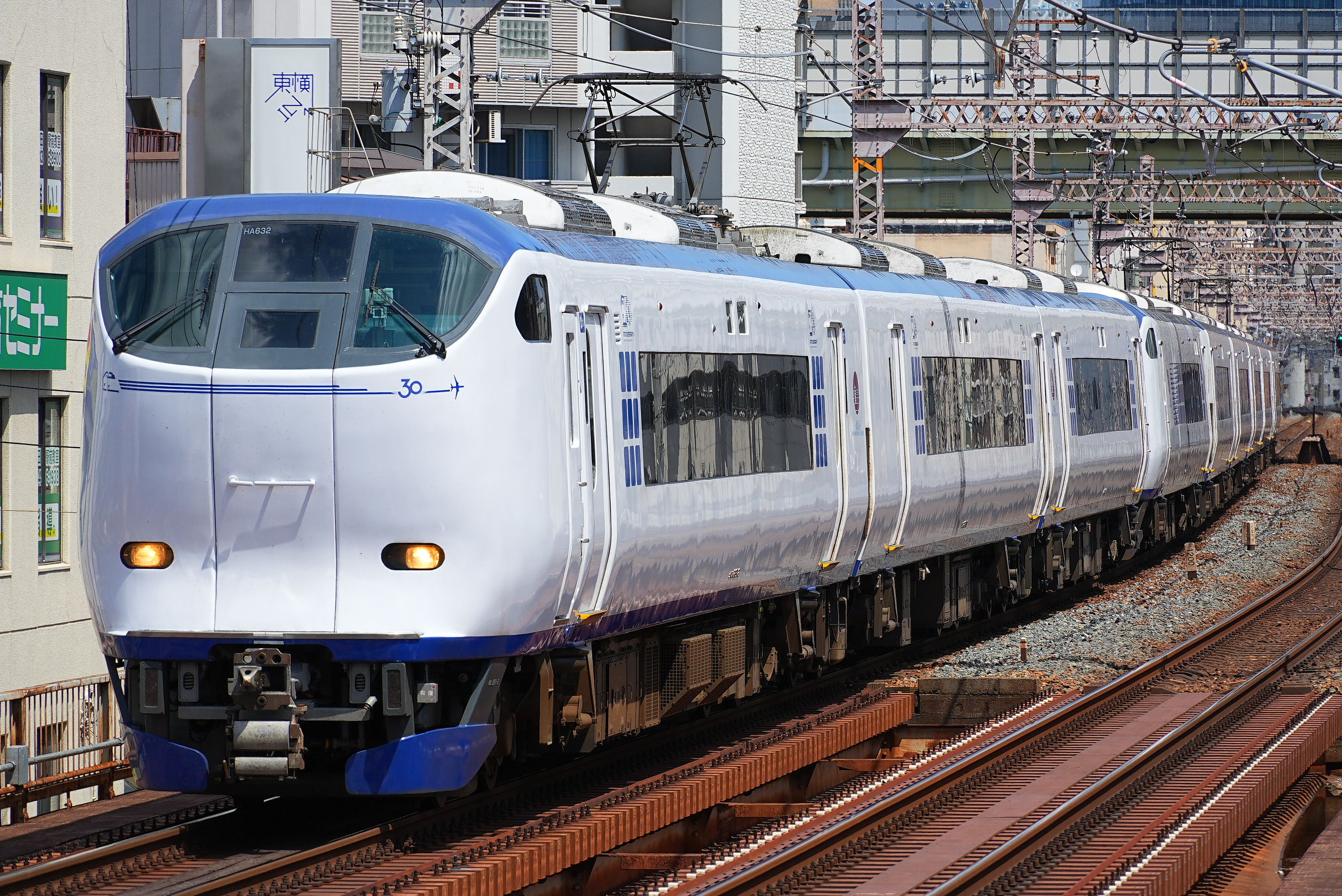
281系
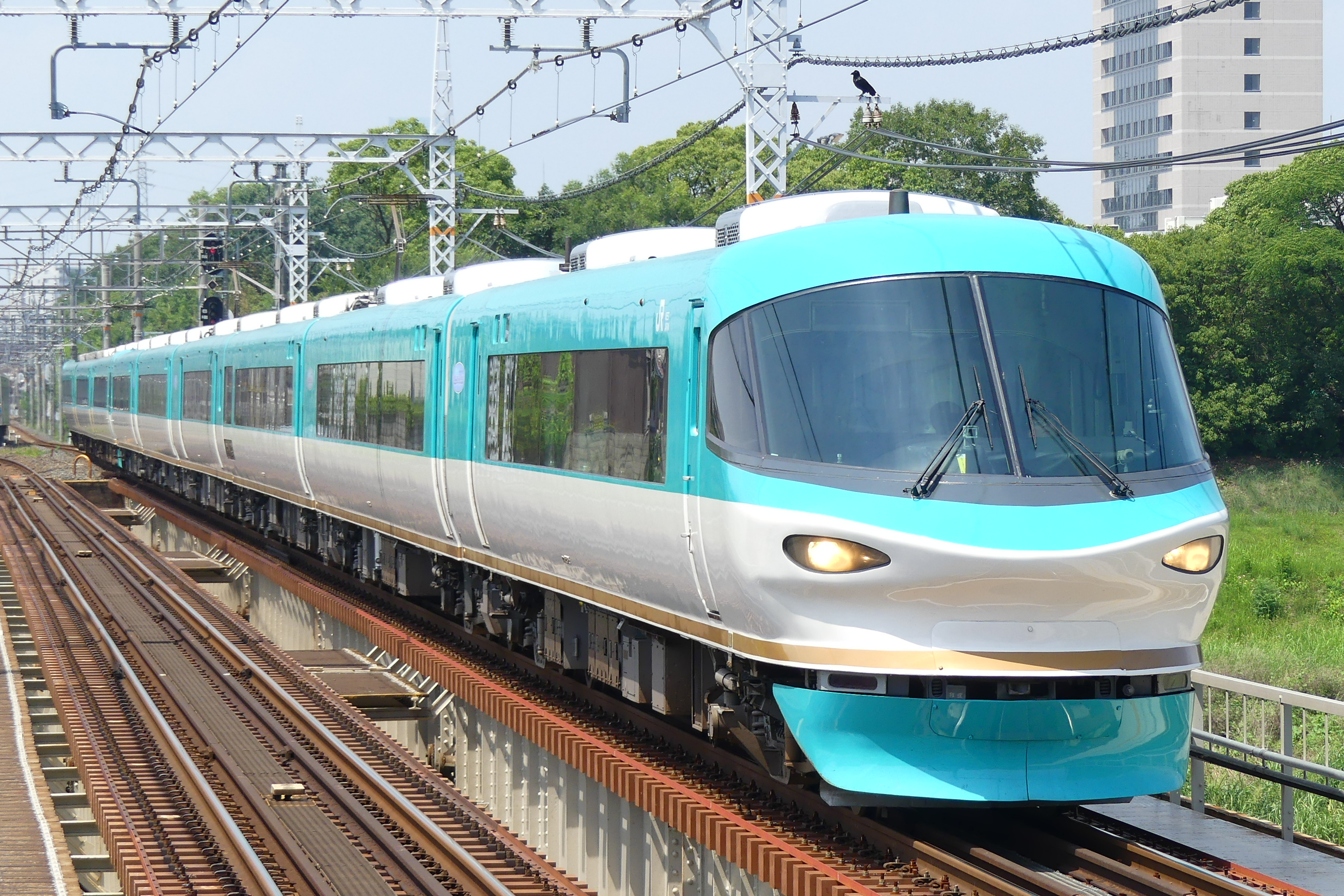
283系
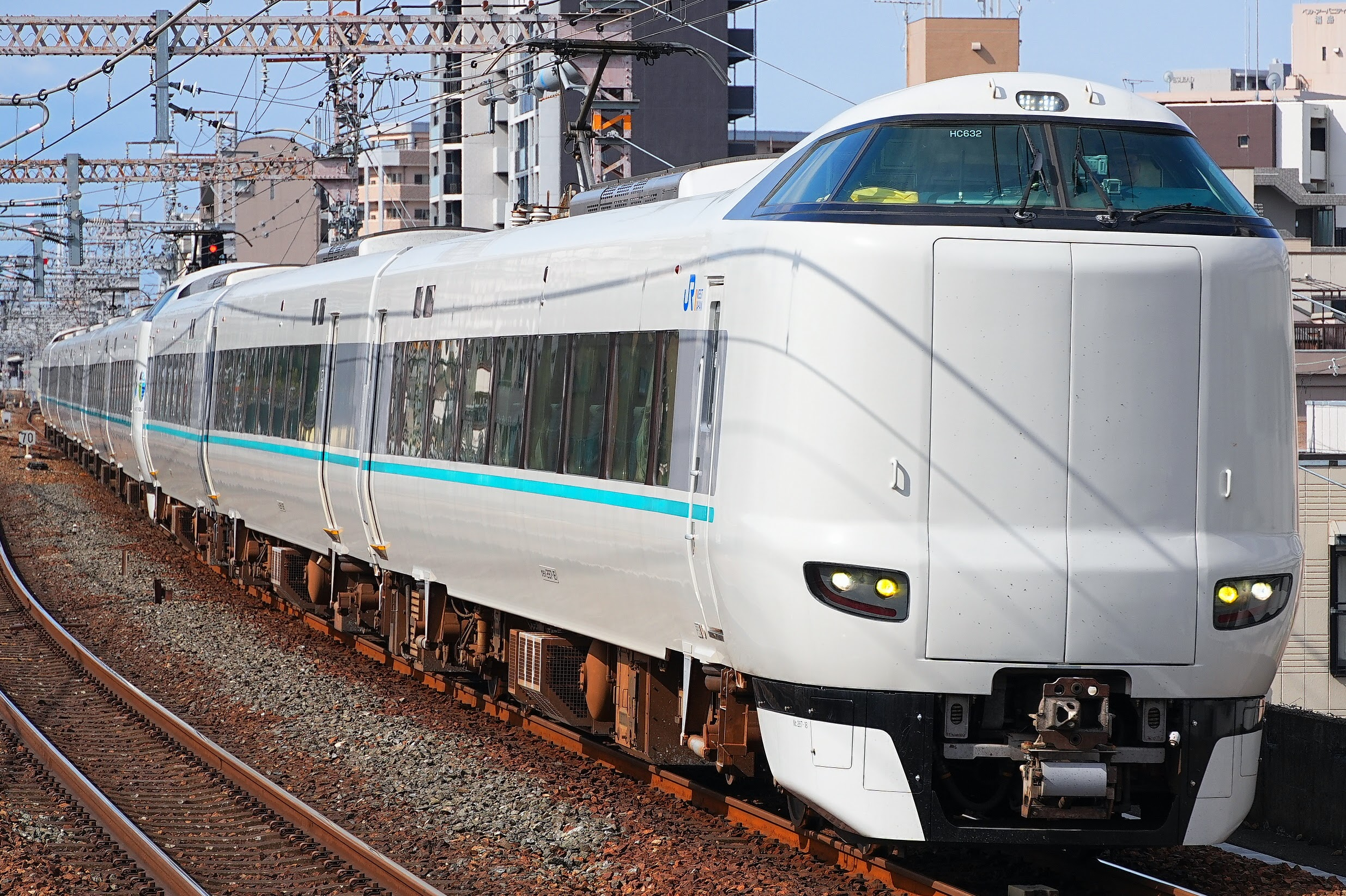
287系
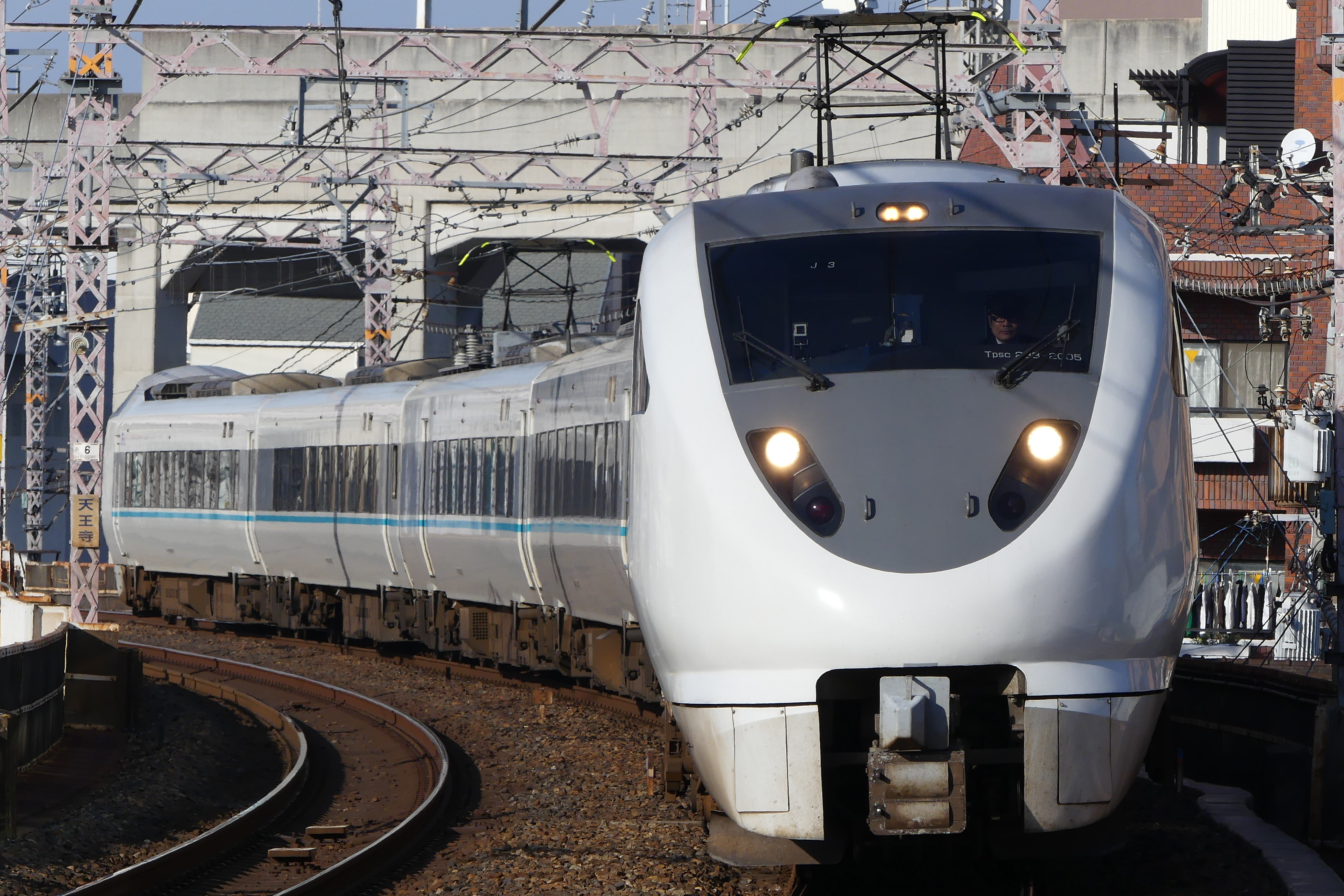
289系

1989年7月22日から、特急「くろしお」が大阪環状線に乗り入れて新大阪駅または京都駅へと直通運転されるようになった。関西国際空港が開港した1994年9月4日からは関西空港線直通の特急「はるか」、2024年3月18日からは平日に限り大和路線特急「らくラクやまと」も運転されている。過去には、1990年に臨時特急「エキスポ雷鳥」が、2000年代に臨時特急「ユニバーサルエクスプレス」が、2010年に臨時特急「まほろば」が、それぞれ運転された。
「くろしお」が直通運転を開始する前年の1988年に奈良市内で開催された「なら・シルクロード博覧会」会場への東海道・山陽新幹線（新大阪駅）からのアクセス向上のため、西九条駅構内の配線を変更（大阪環状線と梅田貨物線との間に渡り線を設置）した上で加茂駅・奈良駅 - 湊町駅（現在のJR難波駅）間の快速の一部を新大阪駅発着に変更して大阪環状線から梅田貨物線の直通運転を行ったが、翌1989年には天王寺駅構内における大阪環状線と阪和線との連絡線設置工事が完了したことにより、阪和線・紀勢本線に直通する特急列車の運転も可能となった。
ただし、大阪環状線内での特急列車の運行区間は、西半分側にある大阪駅 - 天王寺駅間のみであり、2023年2月13日に梅田貨物線が地下新線に切り換えられるまで大阪駅を経由せず、切り換え後も同年3月17日までは大阪駅には停車しなかったためや、天王寺駅に全列車が停車する以外は同日まで一部の「くろしお」が西九条駅に停車するのみであったため、大阪環状線内において特急列車を利用できる機会は僅かであった。同年3月18日からは特急列車が大阪駅（うめきたエリア）に停車するようになり、大阪駅では地下ホーム発着になるものの大阪駅 - 天王寺駅間で特急列車が利用可能になったが、すべての特急列車が通過するようになった西九条駅は利用できなくなっている。

#### 大晦日終夜運転
アーバンネットワークエリアでは一部の線区・区間を除いて大晦日から元日にかけての終夜運転が実施されているが、ここ最近では環状運転列車およびJRゆめ咲線との直通列車（いずれも普通）を両者合わせて10 - 30分間隔で運転し、大晦日から元日にかけて特別営業を行うユニバーサル・スタジオ・ジャパン (USJ) へのアクセスなどに活用されている。
2001年（平成13年）3月の USJ の開業前、つまり2000年（平成12年）12月31日から翌2001年1月1日にかけての終夜運転までは、普通が奈良駅 - 天王寺駅 - 西九条駅 - 大阪駅 - 京橋駅 - 天王寺駅間（いわば大和路快速のような運行形態）の形でおおむね30分間隔で運転されていた（大和路線の項も参照）。

### 運行本数
|                  |              | ←外回り 内回り→ | ←外回り 内回り→ | ←外回り 内回り→ | ←外回り 内回り→ | ←外回り 内回り→ | ←外回り 内回り→ | ←外回り 内回り→ | ←外回り 内回り→ | ←外回り 内回り→ | ←外回り 内回り→ | ←外回り 内回り→ | ←外回り 内回り→ | ←外回り 内回り→ | ←外回り 内回り→ | ←外回り 内回り→ |              |                 |
| 種別＼駅名       | 発着駅       | 天王寺          | …               | 京橋            | …               | 大阪            | 大阪            | 福島            | 福島            | …               | 西九条          | 西九条          | …               | 新今宮          | 新今宮          | 天王寺          | 直通先       | 発着駅          |
| ---------------- | ------------ | --------------- | --------------- | --------------- | --------------- | --------------- | --------------- | --------------- | --------------- | --------------- | --------------- | --------------- | --------------- | --------------- | --------------- | --------------- | ------------ | --------------- |
| 特急はるか       | 京都         | 梅田貨物線←     | 梅田貨物線←     | 梅田貨物線←     | 梅田貨物線←     | 梅田貨物線←     | [ † 11 ]        | [ † 11 ]        | [ † 11 ]        | [ † 11 ]        | [ † 11 ]        | 2本             | 2本             | 2本             | [ † 13 ]        | [ † 13 ]        | →阪和線      | 関西空港        |
| 特急くろしお     | 新大阪       | 梅田貨物線←     | 梅田貨物線←     | 梅田貨物線←     | 梅田貨物線←     | 梅田貨物線←     | [ † 11 ]        | [ † 11 ]        | [ † 11 ]        | [ † 11 ]        | [ † 11 ]        | 1本             | 1本             | 1本             | [ † 13 ]        | [ † 13 ]        | →阪和線      | 白浜/新宮       |
| 大和路快速       | 天王寺       | 4本             | 4本             | 4本             | 4本             | 4本             | 4本             | 4本             | 4本             | 4本             | 4本             | 4本             | 4本             | 4本             | 4本             | 4本             | →大和路線    | 加茂/奈良       |
| 関空・紀州路快速 | 天王寺       | 4本             | 4本             | 4本             | 4本             | 4本             | 4本             | 4本             | 4本             | 4本             | 4本             | 4本             | 4本             | 4本             | 4本             | 4本             | →阪和線      | 関西空港/和歌山 |
| 普通             | （環状運転） | 4本             | 4本             | 4本             | 4本             | 4本             | 4本             | 4本             | 4本             | 4本             | 4本             | 4本             | 4本             | 4本             | 4本             | 4本             | （環状運転） | （環状運転）    |

### 貨物列車

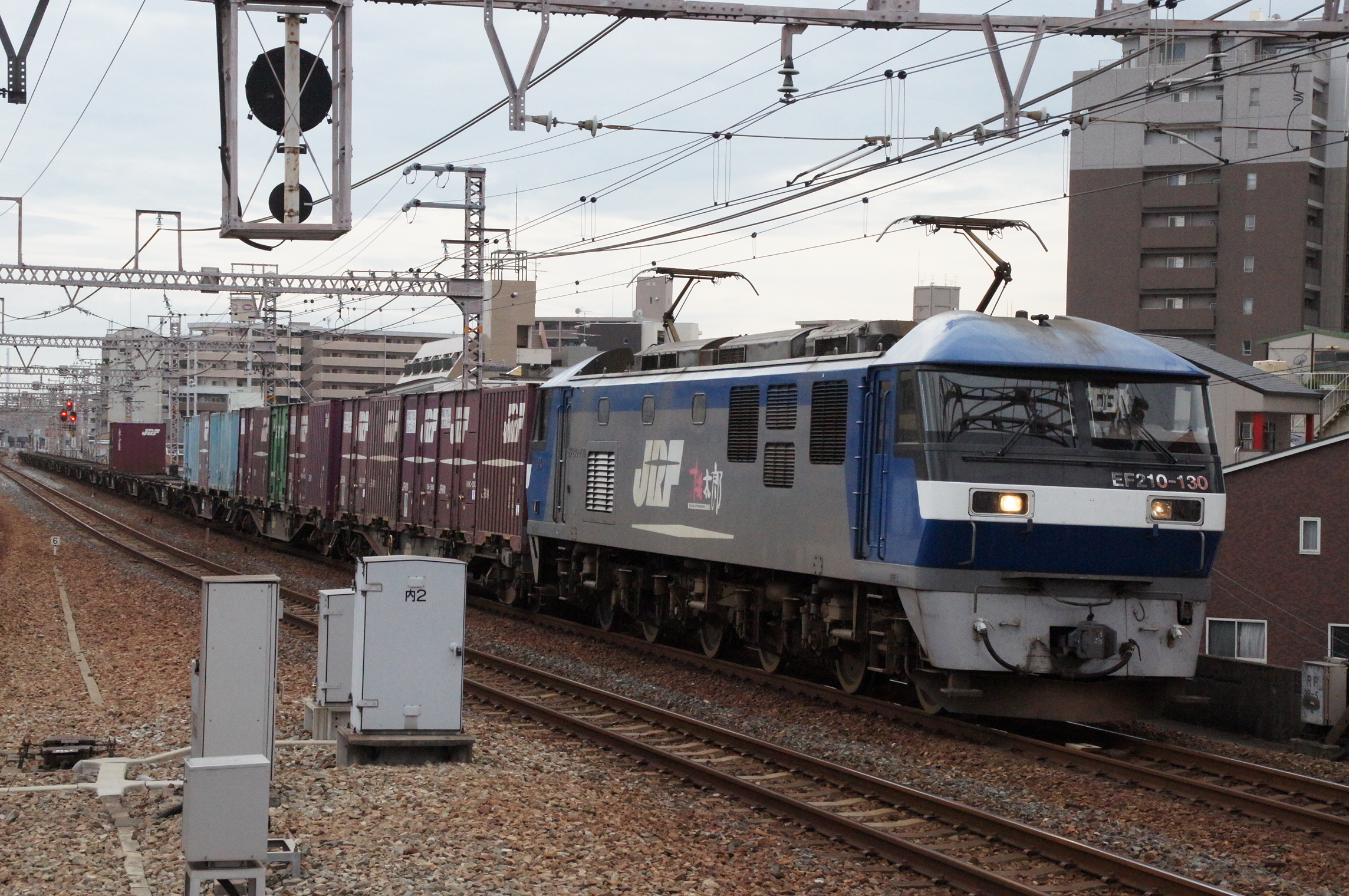
福島駅 - 西九条駅間を走行する貨物列車

福島駅 - 西九条駅間では、梅田貨物線を経由して毎日運転の列車が1日2往復と、特定曜日運休の列車が1日3往復運転されている。全列車が桜島線安治川口駅発着である。
かつて弁天町駅 - 大正駅間にあった境川信号場からは大阪臨港線と呼ばれる非電化単線の貨物支線が分岐していた。大阪港からの貨物輸送を担っていたが、大阪臨港線のうち最後まで残っていた境川信号場 - 浪速駅間は、貨物運送の衰退により2004年11月から休止となり、2006年4月1日に廃止された。末期は1日2往復のダイヤが組まれていたが、扱い貨物がないため運休する日も多かった。
このほかにも、浪速駅から大阪港駅（地下鉄中央線の大阪港駅とは別）・大阪東港駅および、野田駅から大阪市場駅までの貨物支線を有していたが、いずれも1984年2月1日に廃止されている。

## 旅客案内

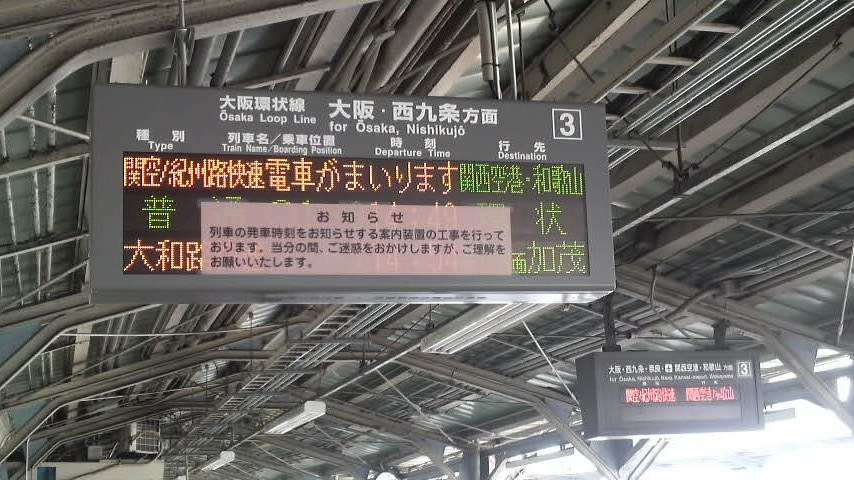
左側が運行管理システムに対応する試験稼働中の発車標、右側が旧式の発車標（京橋駅）

かつて大阪駅・西九条駅・新今宮駅・天王寺駅以外の駅において、環状線ホームの発車標に発車時刻・乗車位置を表示する機能がないものが使用されてきたが、2009年10月4日の大阪環状・大和路線運行管理システム導入に伴い、発車時刻・乗車位置などのほかに列車の遅延表示を行う機能を持つ旅客案内情報処理装置 (PIC) 対応の発車標が設置された。ただし、大阪駅の一部の発車標では関西本線・阪和線・関西空港線方面へ直通する快速列車のみ案内されている。
なお運行形態上、環状運転から区間運転へ移行する列車や、前述の通り他線区との直通列車が数多くあるため、途中で行先を変更する列車が存在する。
また、これまで島式ホームである野田駅・福島駅・西九条駅・新今宮駅・天王寺駅と過去に島式ホームだった天満駅（現在は単式2本の2面2線ホーム）のみホーム番号が振り当てられていて、相対式ホームにはホーム番号が振り当てられていなかった。大阪駅では環状線ホームのみ「環状内回りのりば」「環状外回りのりば」という名称であり番号ではなかったが、大阪駅改良工事に伴い、のりば番号が割り当てられたのをはじめ、2006年9月ごろから相対式ホームの駅にも順次のりば番号が割り当てられ、2008年3月に京橋駅を最後にすべての駅で完了した。
環状運転を行う電車の場合は、発車標では行先が「環状」と表示されていたが、2019年3月のダイヤ改正以降は323系電車と同じように、天王寺駅・鶴橋駅・京橋駅・大阪駅・西九条駅・新今宮駅の主要6駅から直近の2駅を使って「○○・△△方面」と表示するようになっている（例：大阪駅では内回りが「西九条・新今宮方面」、外回りが「京橋・鶴橋方面」と表示される）。この方式は山手線でも古くから用いられている。
乗車位置は、JR西日本の標準として、3ドア車が△印、4ドア車が○印で案内されており、201系が運行を終了した2019年6月以降は△印のみで案内されていたが、2021年2月6日より、大阪環状線とJRゆめ咲線（桜島線）に限り、323系で運行される列車（女性専用車両設定あり・ロングシート車）は○印、221系・223系・225系で運行される列車（トイレ付き・クロスシート車）は△印で案内されるように変更された。

### 発車メロディ
各駅の環状線ホームには、車掌が扱う押ボタンスイッチがあり、発車直前に車掌がボタンを押すと内回り・外回りともに「ドアが閉まります。ドアが閉まります。ご注意ください」と放送されている。かつてはこのボタンを押すと、発車ベル（1999年 - 2003年の間は発車メロディ）の後に放送されていた。
1999年5月に発車メロディと接近メロディ、入線メロディが各駅に順次導入された。これらは、「さわやかでシンプル」「八百八橋と川の流れ」をコンセプトとしたメロディであったが、2003年12月下旬から速達化による停車時間短縮のため、発車メロディの使用が各駅で順次停止された。
その後2014年3月から、JR西日本では「大阪環状線改造プロジェクト」の一環として、駅ごとに異なるメロディを導入することになった。導入された駅と曲は下表の通り。2014年3月15日のダイヤ改正から森ノ宮駅・京橋駅・西九条駅で、5月1日から大阪駅で使用開始し、残りの駅も2015年3月22日に使用開始した。
| 駅名         | 使用曲                                                   | 備考 |
| ------------ | -------------------------------------------------------- | --- |
| 天王寺駅     | あの鐘を鳴らすのはあなた                                 | 近くにある四天王寺の鐘にちなむ。地元天王寺区出身の歌手、和田アキ子の代表曲。                                |
| 寺田町駅     | Life Goes On                                             | 大阪を拠点に活動するヒップホップグループ、韻シストによる書き下ろし曲。大阪環状線のイメージソング。          |
| 桃谷駅       | 酒と泪と男と女                                           | 桃谷にゆかりのある河島英五の代表曲。                                                                        |
| 鶴橋駅       | ヨーデル食べ放題                                         | 駅周辺のイメージとして焼肉が定着していることにちなむ。桂雀三郎withまんぷくブラザーズの曲。                  |
| 玉造駅       | メリーさんのひつじ （アメリカ民謡）                      | 高架下の商業施設「ビエラ玉造」で、窓枠を音階に見立てて同曲を表現していることにちなむ。                      |
| 森ノ宮駅     | 森のくまさん （アメリカ民謡）                            | 駅名の「森」と、駅全体が「森」をコンセプトに改良が進められていることにちなむ。                              |
| 大阪城公園駅 | 法螺貝 （オリジナル曲）                                  | 大坂の陣にちなむ。                                                                                          |
| 京橋駅       | 大阪うまいもんの歌 （原曲:ゆかいな牧場〈アメリカ民謡〉） | 駅周辺の「うまい」「賑やかさ」といったイメージにちなむ。                                                    |
| 桜ノ宮駅     | さくらんぼ                                               | 大川の桜や駅名の「桜」にちなむ。大阪出身の大塚愛の代表曲。                                                  |
| 天満駅       | 花火                                                     | 大阪天満宮で夏に開かれる天神祭にちなむ。大阪出身のaikoの曲。                                                |
| 大阪駅       | やっぱ好きやねん                                         | 大阪を心から愛していたやしきたかじんの代表曲。                                                              |
| 福島駅       | 夢想花                                                   | 大阪環状線が周回運転することと、歌詞の「回って回って…」にちなむ。大阪出身の歌手兼タレント、円広志の代表曲。 |
| 野田駅       | 一週間 （ロシア民謡）                                    | 近くにある大阪市中央卸売市場と、歌詞の「日曜日に市場へ出かけ」にちなむ。                                    |
| 西九条駅     | アメリカン・パトロール （ミーチャム〈作曲〉）            | USJへの乗換駅であることにちなむ。                                                                           |
| 弁天町駅     | 線路は続くよどこまでも （アメリカ民謡）                  | かつて駅前に交通科学博物館があったことにちなむ。                                                            |
| 大正駅       | てぃんさぐぬ花 （沖縄県民謡）                            | 沖縄文化色の濃いまちのイメージにちなむ。                                                                    |
| 芦原橋駅     | 祭 （芦原橋太鼓集団「怒」〈作曲〉）                      | 太鼓が盛んな駅周辺にちなむ。                                                                                |
| 今宮駅       | 大黒様 （文部省唱歌）                                    | 近くにある大国主神社にちなむ。                                                                              |
| 新今宮駅     | 交響曲第9番「新世界より」 （ドヴォルザーク〈作曲〉）     | 近くにある新世界にちなむ。                                                                                  |

### 路線記号を活用した案内
2014年度の路線記号導入に合わせて、2015年3月14日のダイヤ改正から大阪環状線に直通する大和路快速・関空快速・紀州路快速に路線記号を活用した種別表示が行われている。大阪環状線に直通する列車は、赤色のラインカラーに大阪環状線の路線記号 O を表示した種別幕が、関西空港行きの列車は、青色のラインカラーに関西空港線の路線記号 S と飛行機マークを表示した種別幕が、和歌山方面行きの列車は、橙色のラインカラーに阪和線の路線記号 R を表示した種別幕が、奈良方面行きの列車は、緑色のラインカラーに大和路線の路線記号 Q を表示した種別幕が、JRゆめ咲線方面行きの列車には紺色のラインカラーにJRゆめ咲線の路線記号 P が入った種別幕が使用されている。

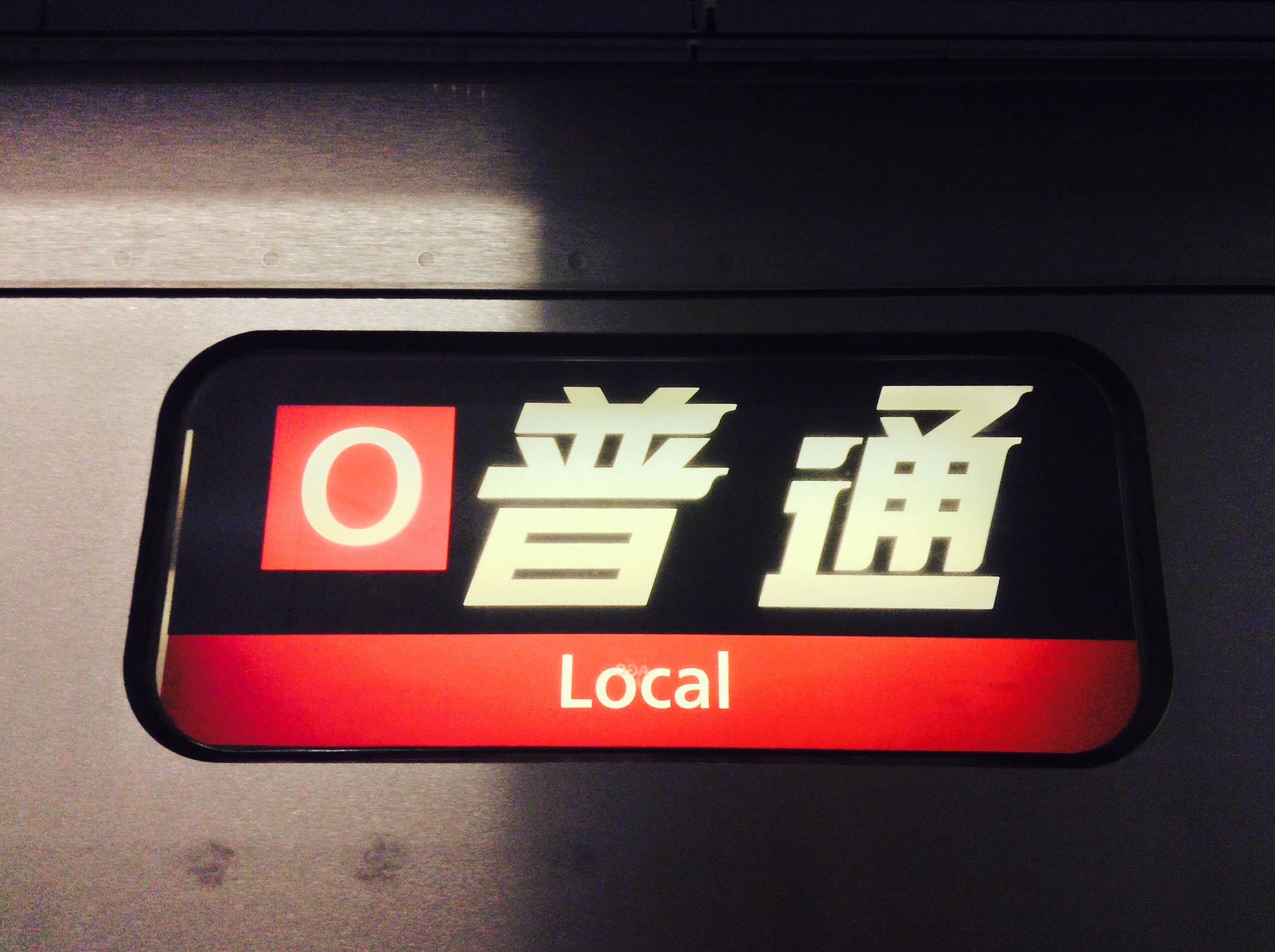
大阪環状線の種別幕「O」
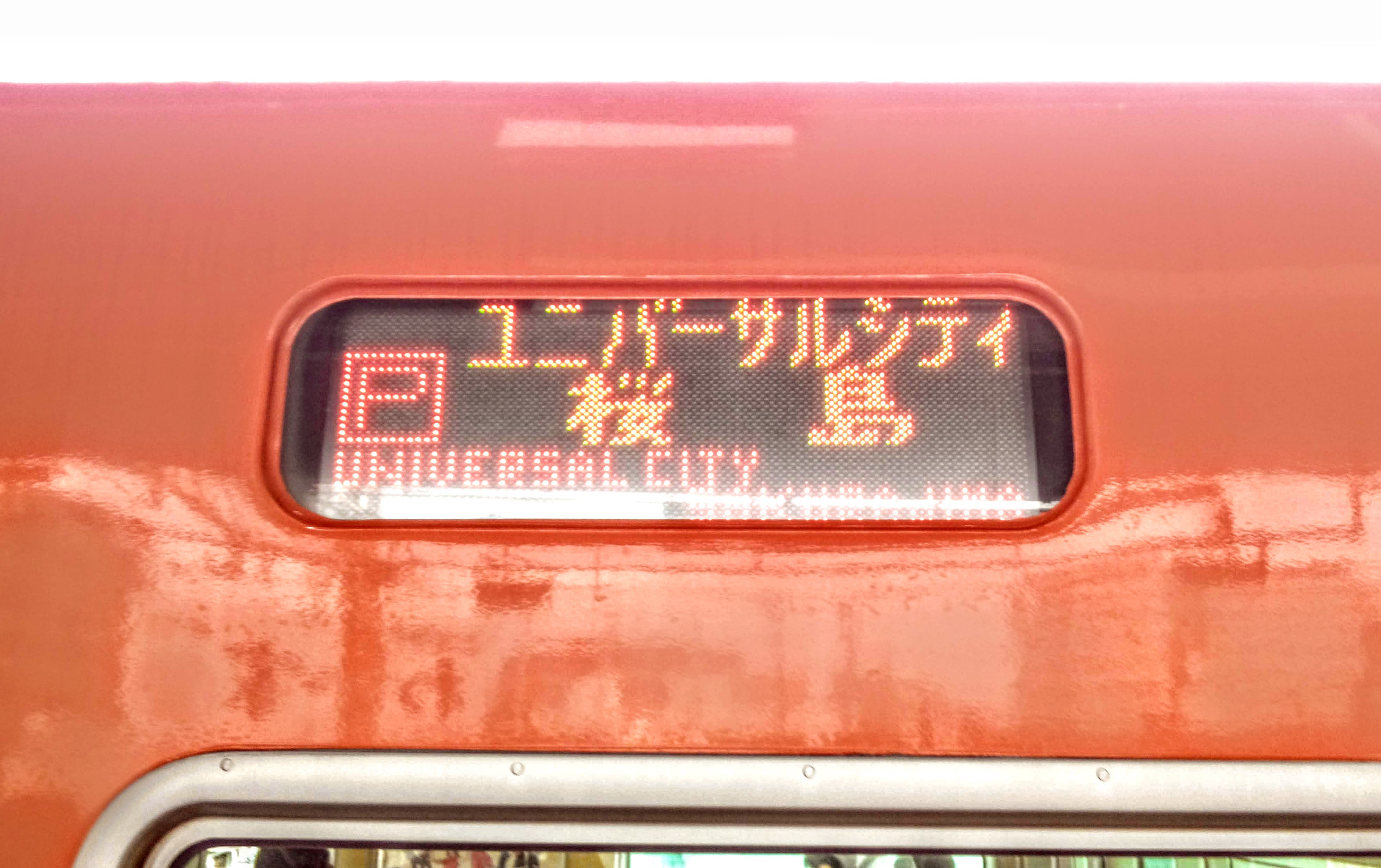
ゆめ咲線の行先表示「P」
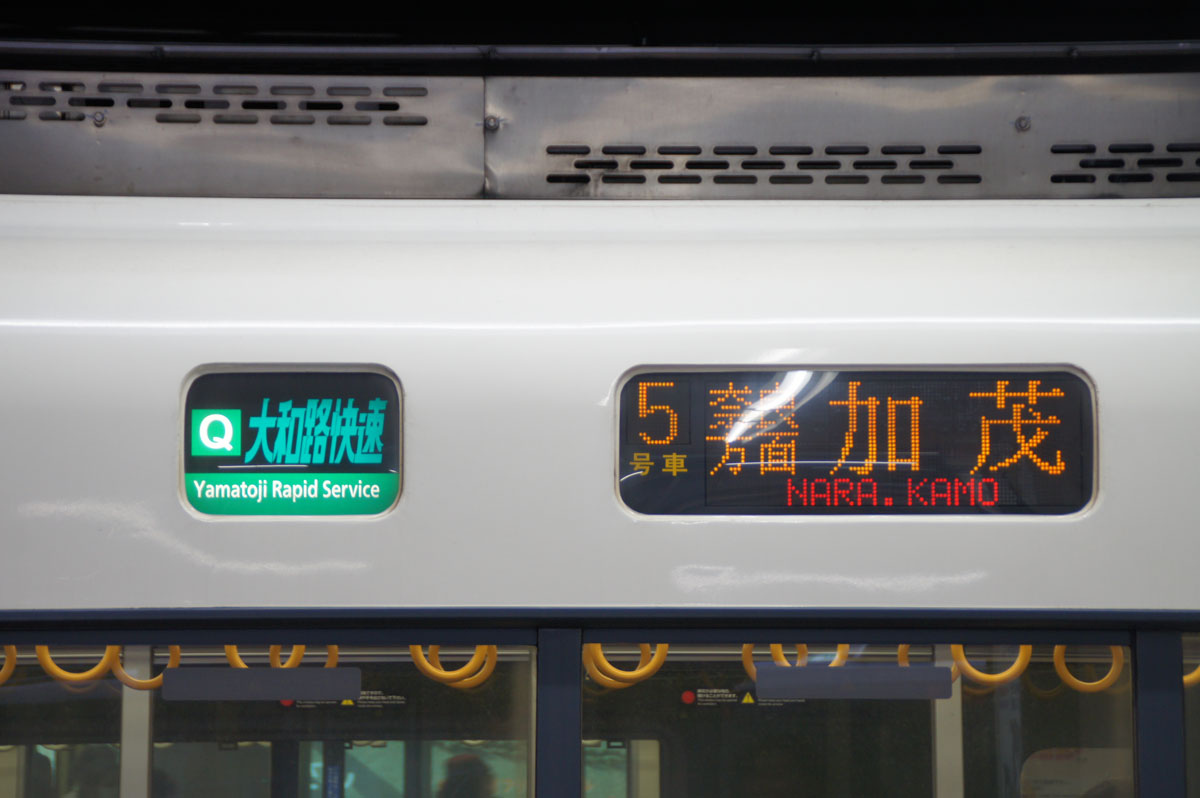
大和路快速の種別幕「Q」
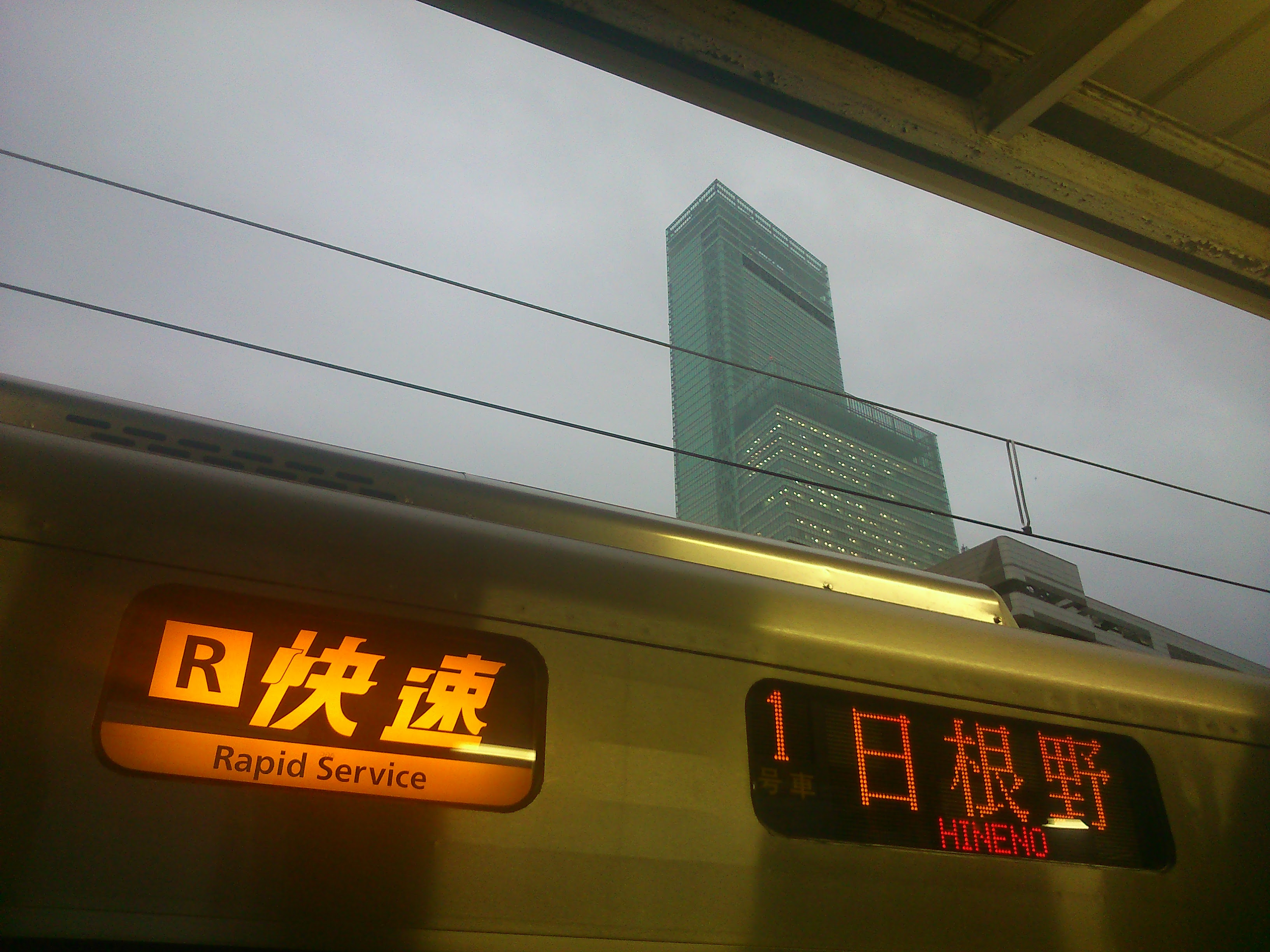
阪和線の種別幕「R」
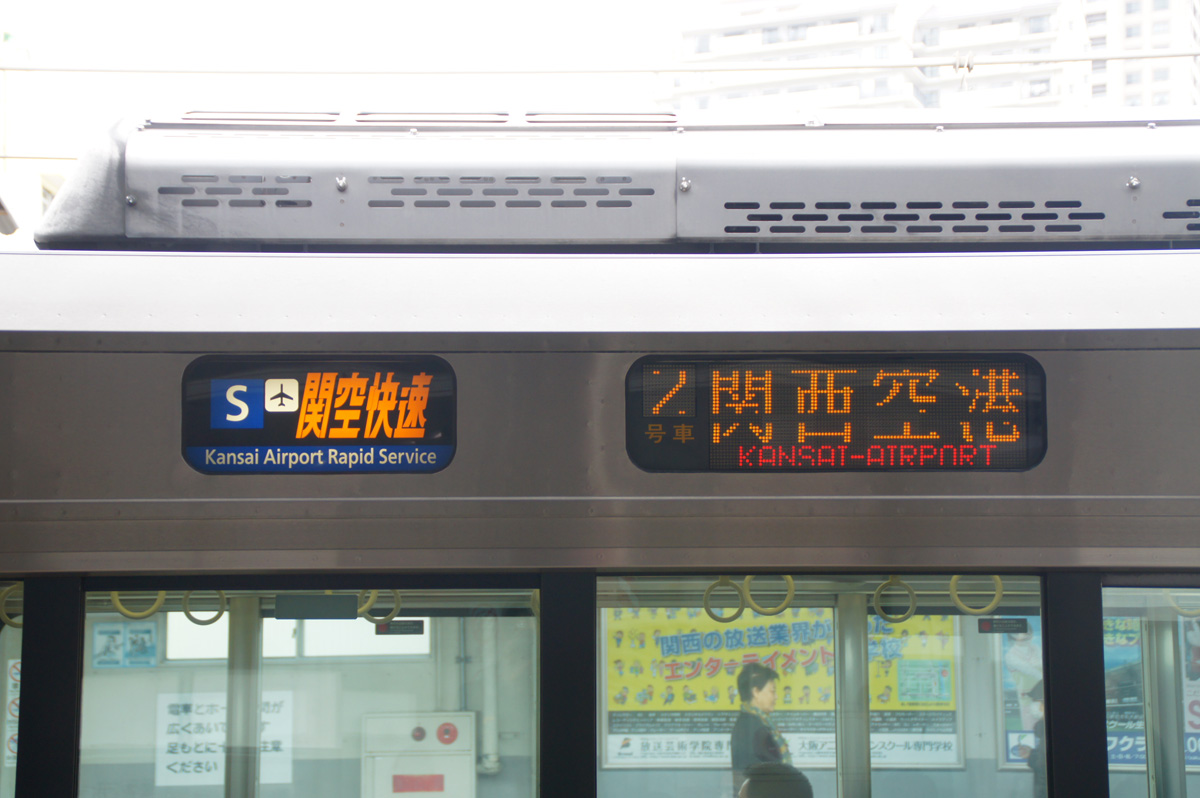
関空快速の種別幕「S」

### 女性専用車
平日・休日にかかわらず毎日、始発から終電まで、323系8両編成の4号車に女性専用車が設定されている。対象車両および乗車位置には、女性専用車の案内表示が設置されている。なお阪和線・大和路線直通列車には設定はない。
大阪環状線では2002年7月1日より平日の始発から9時まで、大阪環状線を周回運転する列車に限って試験的に導入し、同年10月1日から本格的に導入した。その後、同年12月2日からは平日の17時から21時までの時間帯についても女性専用車の設定を行った。
2011年4月18日からは、平日・休日にかかわらず毎日、始発から終電まで女性専用車が設定されるようになった。

## 利用状況
1995年では136万人の利用があったが、2012年では108万人に減少している。2019年度の1日の平均通過人員は292,574人である。並行するOsaka Metro御堂筋線の260,840人、Osaka Metro谷町線の100,723人と比べて多い。
旧城東線区間となる天王寺駅 - 京橋駅 - 大阪駅間（以下、東半分）と大阪駅 - 西九条駅 - 天王寺駅間（以下、西半分）とで性格に大きな違いが見られ、利用者の多くは京阪本線や片町線（学研都市線）の京橋駅、近鉄奈良線・大阪線の鶴橋駅といった郊外路線と連絡する東半分に集中する。そのため、東半分を折り返し運転する区間列車が環状線成立後も多く設定されており、運転密度も高く近隣も商業地・住宅地として開発が進んでいる。
他方、西半分は運転密度が低く、利用者数も伸び悩んでいたが、1973年から関西本線（大和路線）との直通列車、1989年から特急「くろしお」などの阪和線との直通列車、1994年の関西国際空港開港後は関空特急「はるか」や関空・紀州路快速などの快速列車が天王寺駅東方から大阪環状線に乗り入れるようになり、運転密度は上昇した。ただし、優先運行される特急や快速列車が通過する駅では逆に不便なダイヤとなり、西半分の駅 - 東半分の駅間の天王寺駅経由での移動も不便になった。その一方、快速停車駅では利便性が向上し、弁天町駅付近には高層ビルやタワーマンションが立ち並ぶようになり、大正駅と西九条駅は大阪ドームとユニバーサル・スタジオ・ジャパンのオープン以来土曜・休日の利用者が増加傾向にある。また、大和路・関空・紀州路などの快速列車の増発による西半分の高速化は、乗り換え不要で運賃が安いこともあって、大阪駅 - 天王寺駅間の移動における環状線利用増に貢献している。

### 平均通過人員
各年度の平均通過人員（人/日）は以下のとおりである。
| 年度                   | 平均通過人員（人/日） | 出典   |
| 年度                   | 天王寺 - 新今宮       | 出典   |
| ---------------------- | --------------------- | ------ |
| 2013年度（平成25年度） | 278,282               | [ 35 ] |
| 2014年度（平成26年度） | 280,299               | [ 36 ] |
| 2015年度（平成27年度） | 286,475               | [ 37 ] |
| 2016年度（平成28年度） | 290,555               | [ 38 ] |
| 2017年度（平成29年度） | 295,472               | [ 39 ] |
| 2018年度（平成30年度） | 296,567               | [ 40 ] |
| 2019年度（令和元年度） | 292,574               | [ 34 ] |
| 2020年度（令和02年度） | 202,945               | [ 41 ] |
| 2021年度（令和03年度） | 215,147               | [ 42 ] |
| 2022年度（令和04年度） | 249,874               | [ 43 ] |
| 2023年度（令和05年度） | 267,912               | [ 44 ] |

## 大阪環状線改造プロジェクト
2013年3月13日に発表されたJR西日本の中期経営計画において、線区価値の向上、都市の魅力向上の重点線区に選定され、2017年度までの5年間で、駅の改良・美化、車両の新製、高架下・駅周辺の開発などが計画され、2013年12月24日から「大阪環状線改造プロジェクト」がスタートした。
このプロジェクトでは、大阪環状線を「行ってみたい」「乗ってみたい」線区に改造し、ハード面とソフト面の取り組みでイメージアップを図り、大阪環状線の利用を拡大し、大阪の活性化を目指す取り組みである。大阪環状線の駅19駅を19の点でシンボル化し、赤（線区カラー）とオレンジ（車両カラー）で表現した円をイメージしたロゴマークと、お客様満足度二重丸を目指すという思いを込めた「みんなの◎に」というキャッチコピーも制定されている。
このプロジェクトは、以下の重点施策によって行われている。
1. 安全快適な駅づくり（駅美装・改良）
  - 「明るい、きれい、わかりやすい」を基本コンセプトに、全駅の美装・改良（森ノ宮駅から順次実施[48]）
    - 美装・改良された駅には、駅名標、時刻表、路線図、乗り換え・出口案内を集約させたインフォメーションボードを設置しているほか、縦型の駅名標の上にロゴマークが表記されている。

  - トイレを集中的に改良[49]
2. 駅構内及び高架下の開発・リニューアル
  - 駅構内・高架下・駅周辺の魅力向上を目指して、生活基盤の充実や、周辺地域の活性化に向けた開発を実施（玉造駅周辺の開発[50]、弁天町駅交通科学博物館跡地の開発）
3. 車両新製
  - 「安全・安心の向上」「機器の信頼性向上（安定輸送）」「情報提供の充実」「人に優しい快適な車内空間」などを重視し、2017年度までに投入
    - プロジェクト発表時点では形式が未定だったが、2014年12月8日に323系として車両の概要と、2016年度から2018年度にかけて順次投入し、103系と201系を置き換える計画が発表された[51]。
    - なお、プロジェクト発表時、大阪環状線では103系や201系といった4ドア車と221系・223系・225系といった3ドア車が混在していたが、新型車両投入にあたっては、ドア数も検討項目に挙がっていたことから、2014年2月17日から21日までの朝通勤時間帯に3ドアの車両が集中運用された（17日・18日は外回り、19・20日は内回り、21日は両方向で実施）[52][53]。この集中運用により、223系や225系が営業列車として桜島線（JRゆめ咲線）直通列車にも使用された[54]。この実験の結果、3ドア車で検討が進められていると報道され[55]、新型車両は3ドア車で製造すると発表された。
4. 地域や他交通事業者との連携
  - 鉄道施設の美化による街の美観促進・魅力発信を実施し、自治体や他交通事業者との連携強化、地域住民との連携により線区価値の向上を目指す[56]。

このほかにも、全駅へ発車メロディが順次導入されたほか、沿線風景や名所・祭事などをモチーフにデザインしたラッピング列車「OSAKA POWER LOOP」が2014年6月1日から2017年9月7日まで運転された。デザインは、FM802が主催しているアーティスト発掘プロジェクトに参加しているうち8名が携わった。また、2014年9月28日には天満音楽祭とコラボレーションした音楽列車「TEN-ON ぐるKAN LIVE」が運転された。2017年10月15日には323系初の車内イベント列車として天満音楽祭とコラボレーションしたイベント列車「ぐるKANブラス」が運行される。2019年4月1日からはサンリオのキャラクター「ハローキティ」とのコラボレーションイベント「HELLO! LOOP PROJECT」が、当プロジェクトの一環として実施されている。期間中は「ハローキティ 環状線トレイン」の運行や、主要駅へのフォトスポットの設置などが行われる。
このプロジェクトが「323系と大阪環状線改造プロジェクト」として、2016年9月29日に2016年度グッドデザイン賞（移動用機器・設備部門）を受賞している。

323系電車（左）と103系電車（右）
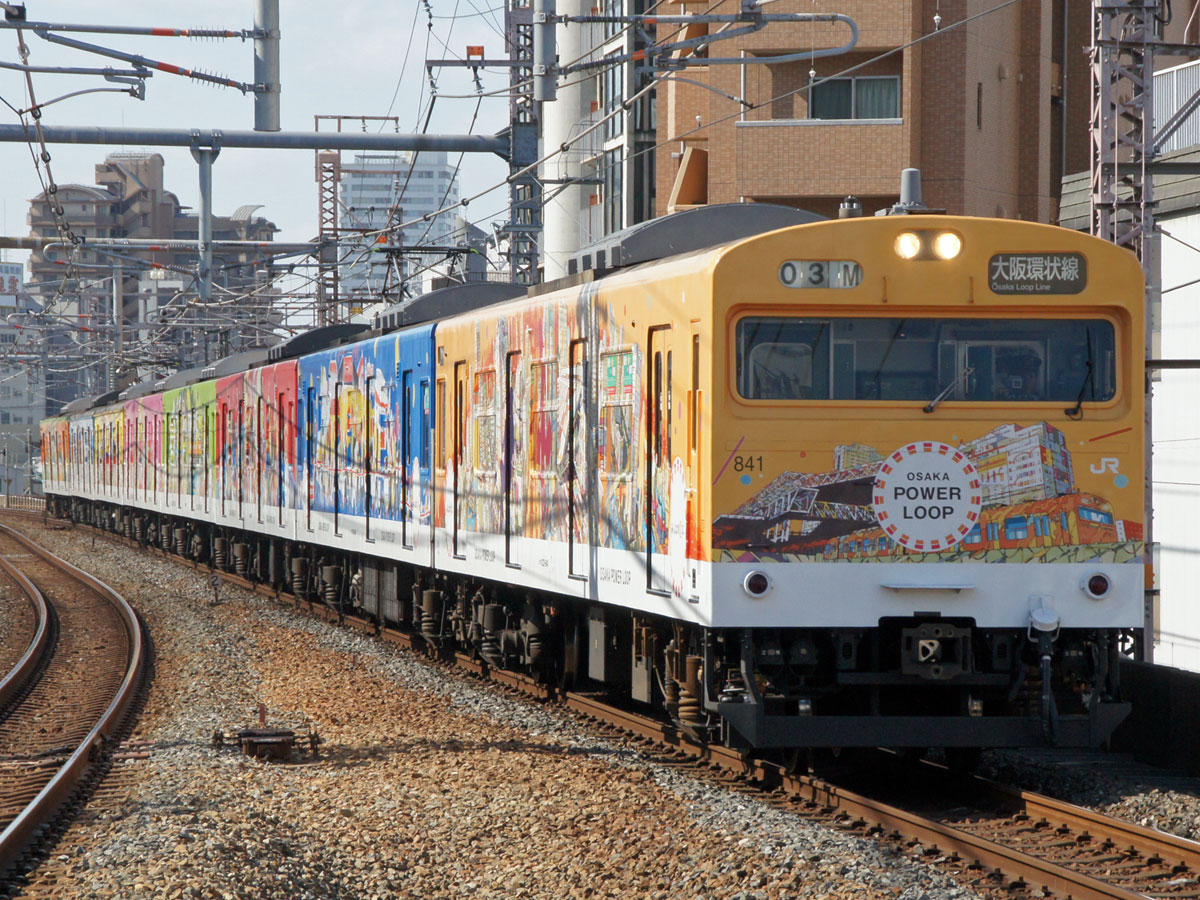
2014年6月から2017年9月まで運行された「OSAKA POWER LOOP」ラッピング車
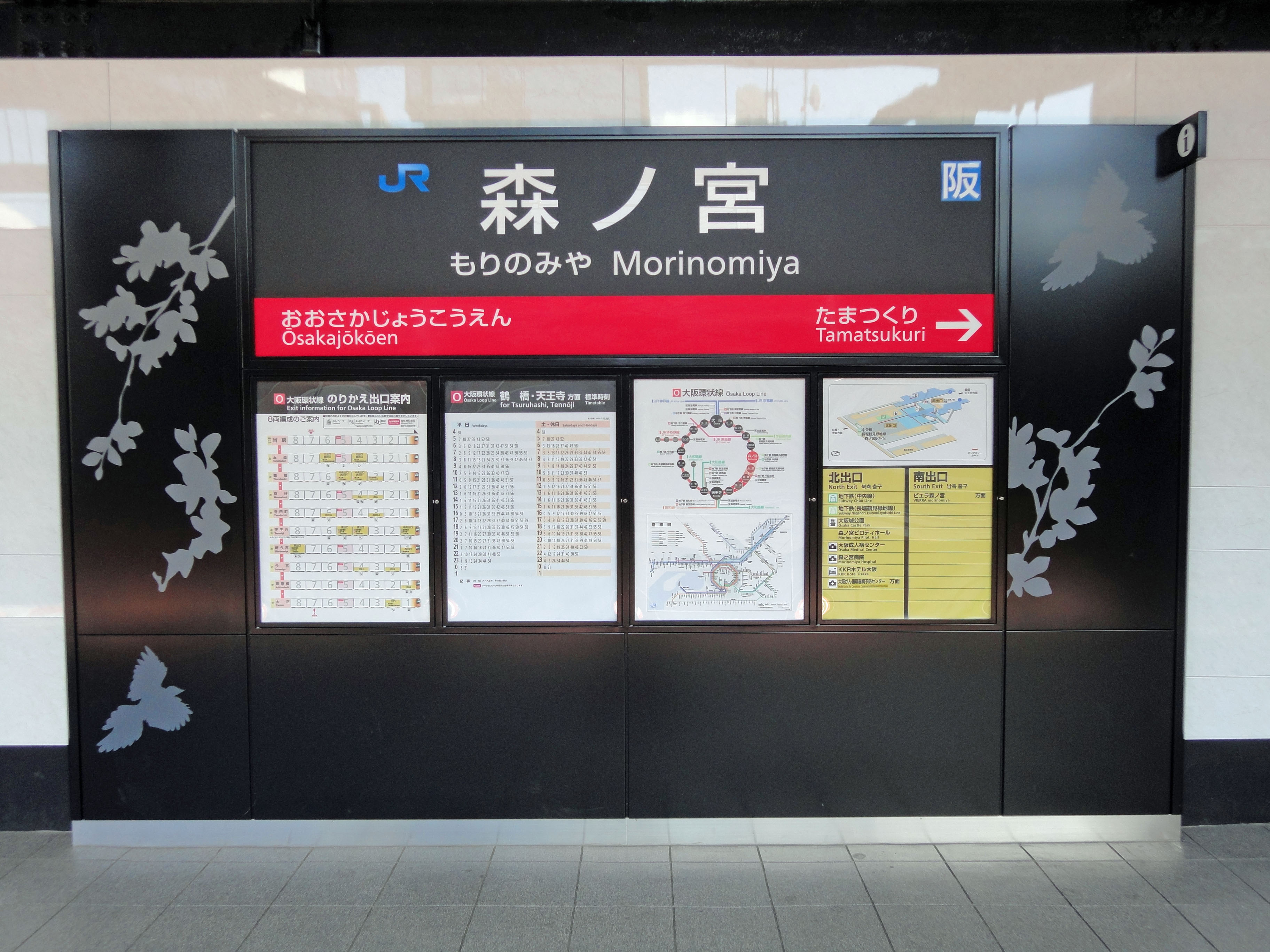
新設されたインフォメーションボード（森ノ宮駅）
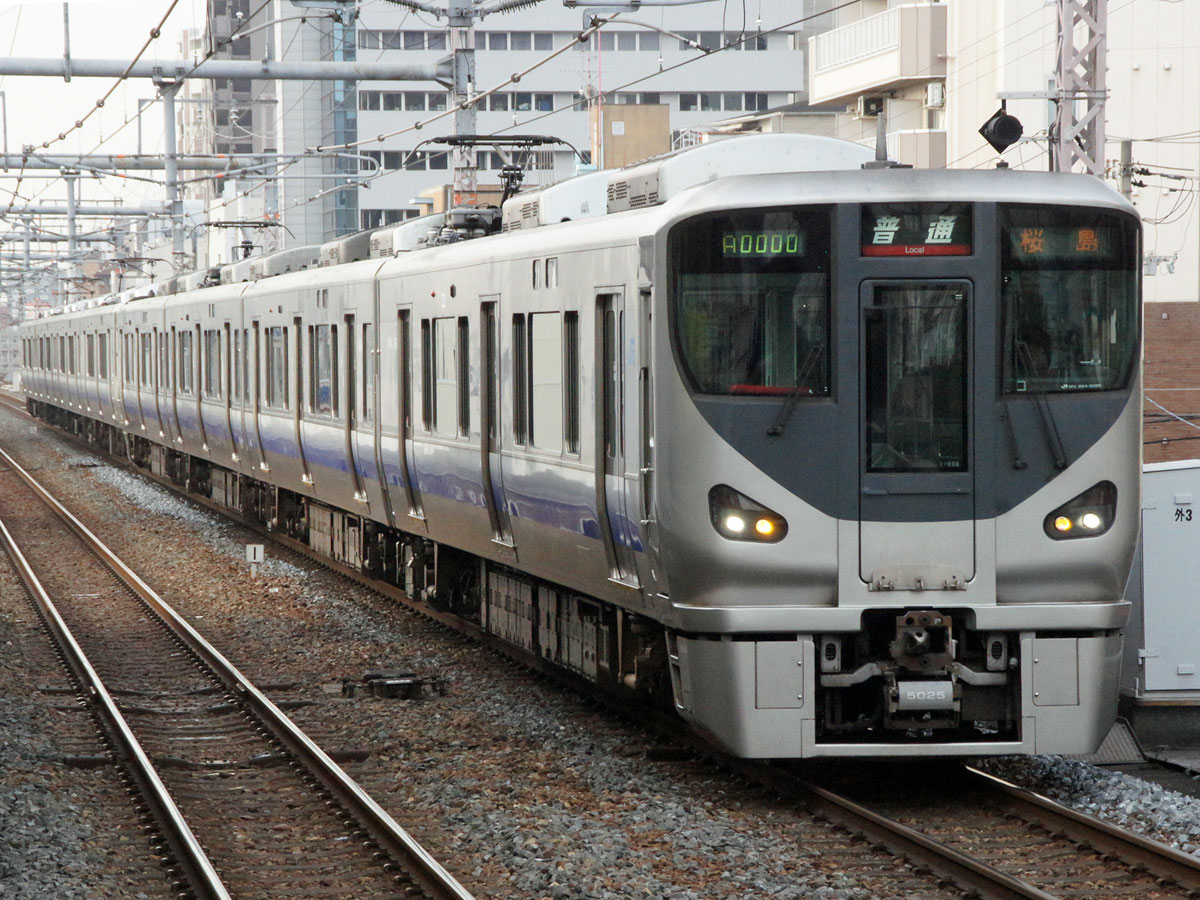
3ドア集中運用の影響で桜島線に直通する225系5000番台
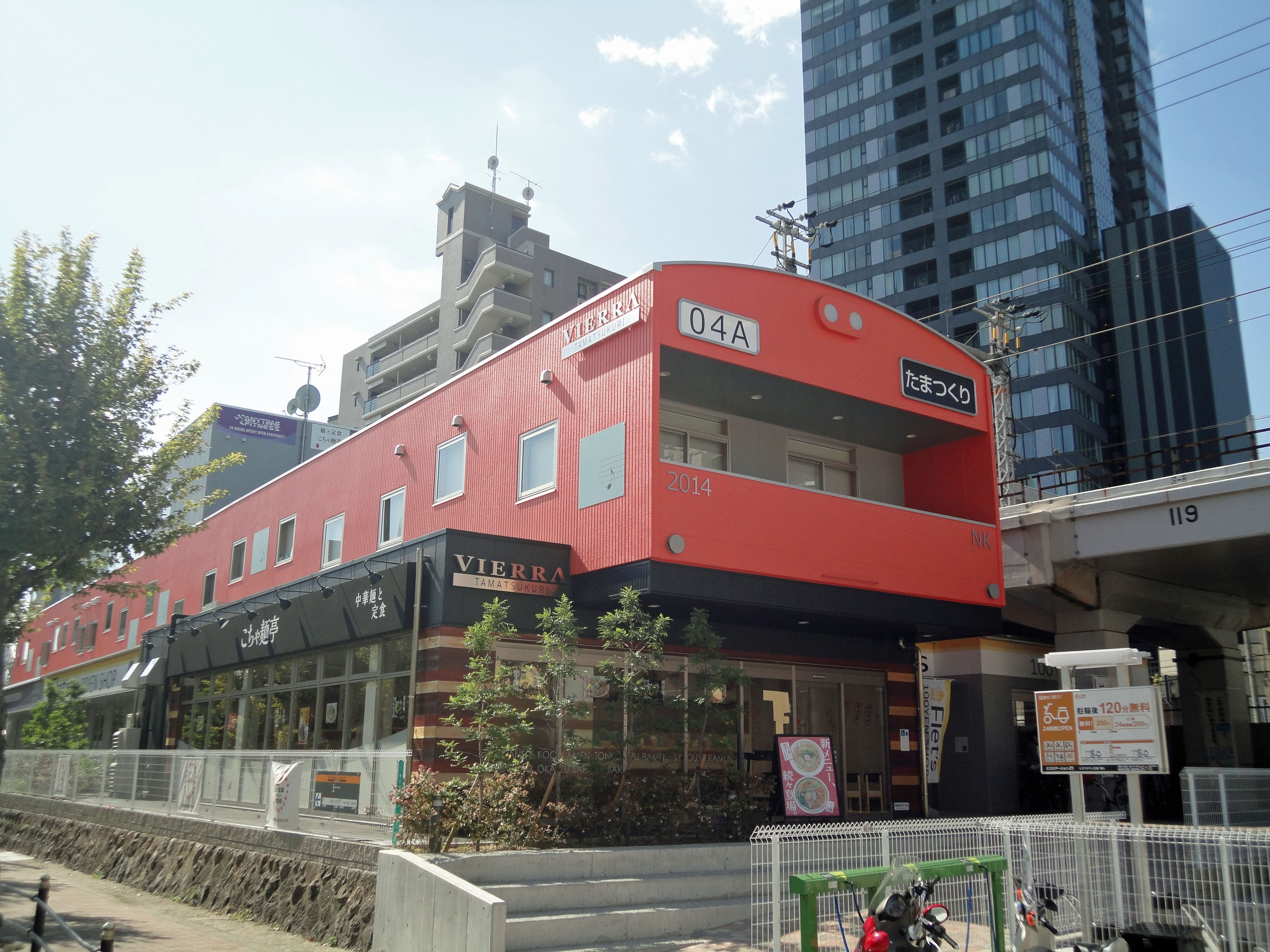
玉造駅の電車形の商業施設「ビエラ玉造」

## 使用車両
本節では、大阪環状線で使用される、または使用された車両について記述する。なお、貨物列車については、牽引機関車（貨物電車のM250系を含む）のみを記述する。

### 現在の使用車両

#### 旅客列車
以下はすべて電車である。

##### 普通・快速列車用
すべて8両編成、3ドア車で運行されている。座席は323系がロングシート、それ以外の車両はクロスシートである。

###### 大阪環状線・桜島線内用
吹田総合車両所森ノ宮支所（旧・森ノ宮電車区）所属車両が使用される。
323系
8両固定編成であり、大阪環状線・桜島線内の普通に使用される。大阪環状線改造プロジェクトの一環で投入された車両で、2016年12月24日に営業運転を開始した。以後、順次103系と201系をすべて置き換え、2019年6月8日に8両編成22本176両の投入が完了した。

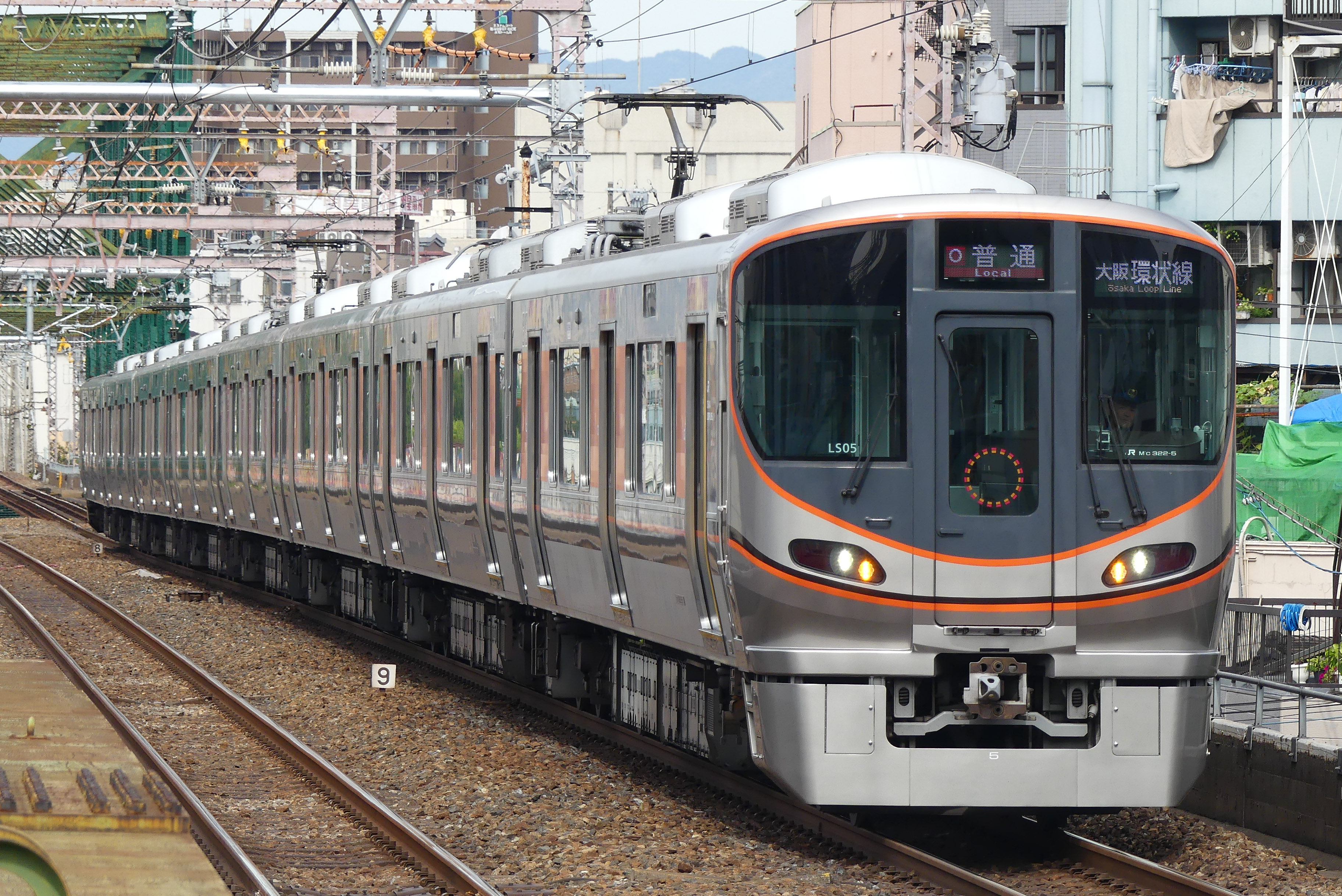
323系

また、車内広告を1社で独占して掲出している広告貸切列車として使用されている車両もある。8両編成の広告貸切列車は Loopack（ルーパック）と呼ばれ、過去にはヘッドマークを掲出していた時期もあり、特に毎年10月には8020推進財団が広告主となっている列車について、8020運動の普及啓発を行う「8020号」の特製ヘッドマークが掲出されている。

###### 大和路線直通列車用
吹田総合車両所奈良支所（旧・奈良電車区）所属車両が使用される。
221系
8両編成（一部は4両編成を2編成連結）が用いられる。主に大和路線直通の大和路快速・区間快速で使用される。
また、朝ラッシュ時に大阪環状線の普通列車の運用にも就いている。
2000年3月から2010年12月まで深夜の新大阪駅発快速御坊駅行き（2010年3月までは紀伊田辺駅行き）として、阪和線・紀勢本線に直通する列車にも使用されていた。この列車は前4両が御坊行き、後ろ4両が日根野駅で切り離されていた。

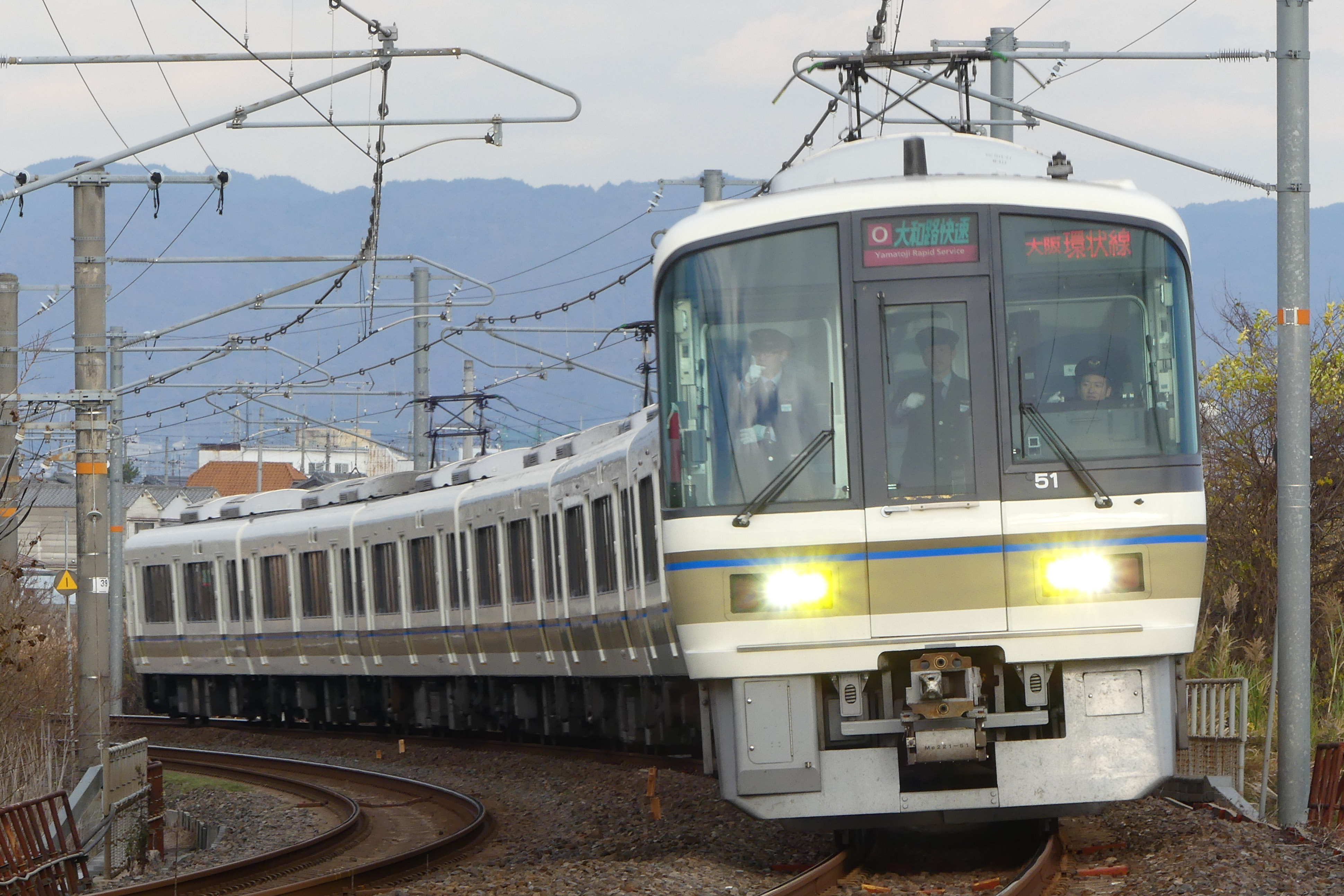
221系

###### 阪和線・関西空港線直通列車用
吹田総合車両所日根野支所（旧・日根野電車区）所属車両が使用される。
223系（0、2500番台）・225系（5000、5100番台）
8両編成（4両編成を2編成連結）が用いられる。主に阪和線直通の関空快速・紀州路快速・直通快速で使用される。なお、この2系式は共通運用となっている。
223系の運用開始当初は大阪環状線内を6両で運転（朝や昼間に天王寺駅でJR難波発着の2両編成と分割併合）されていたが、1999年5月の紀州路快速の設定時に5両+3両の8両編成となり、2008年3月14日から現行の編成となっている。

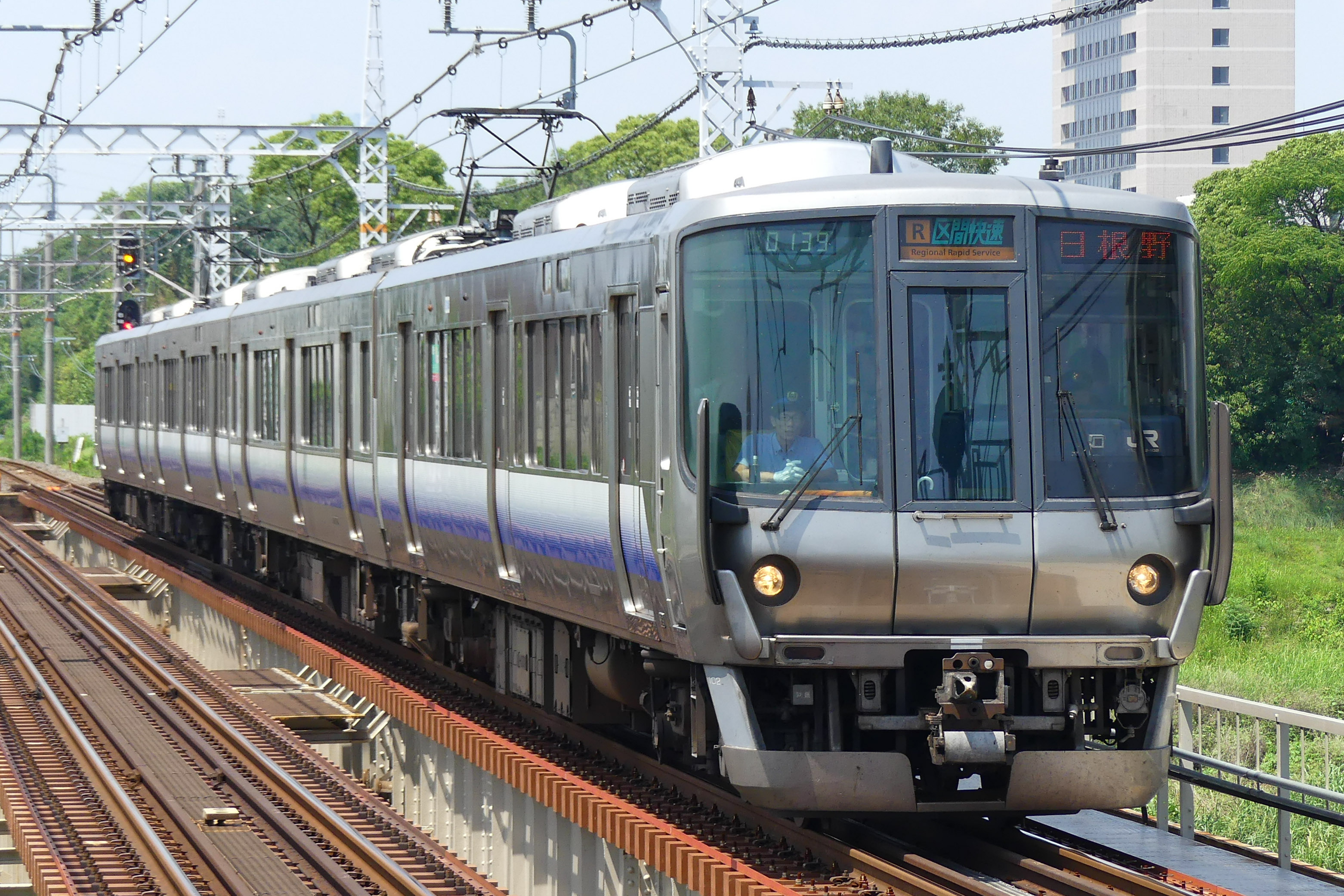
223系0番台
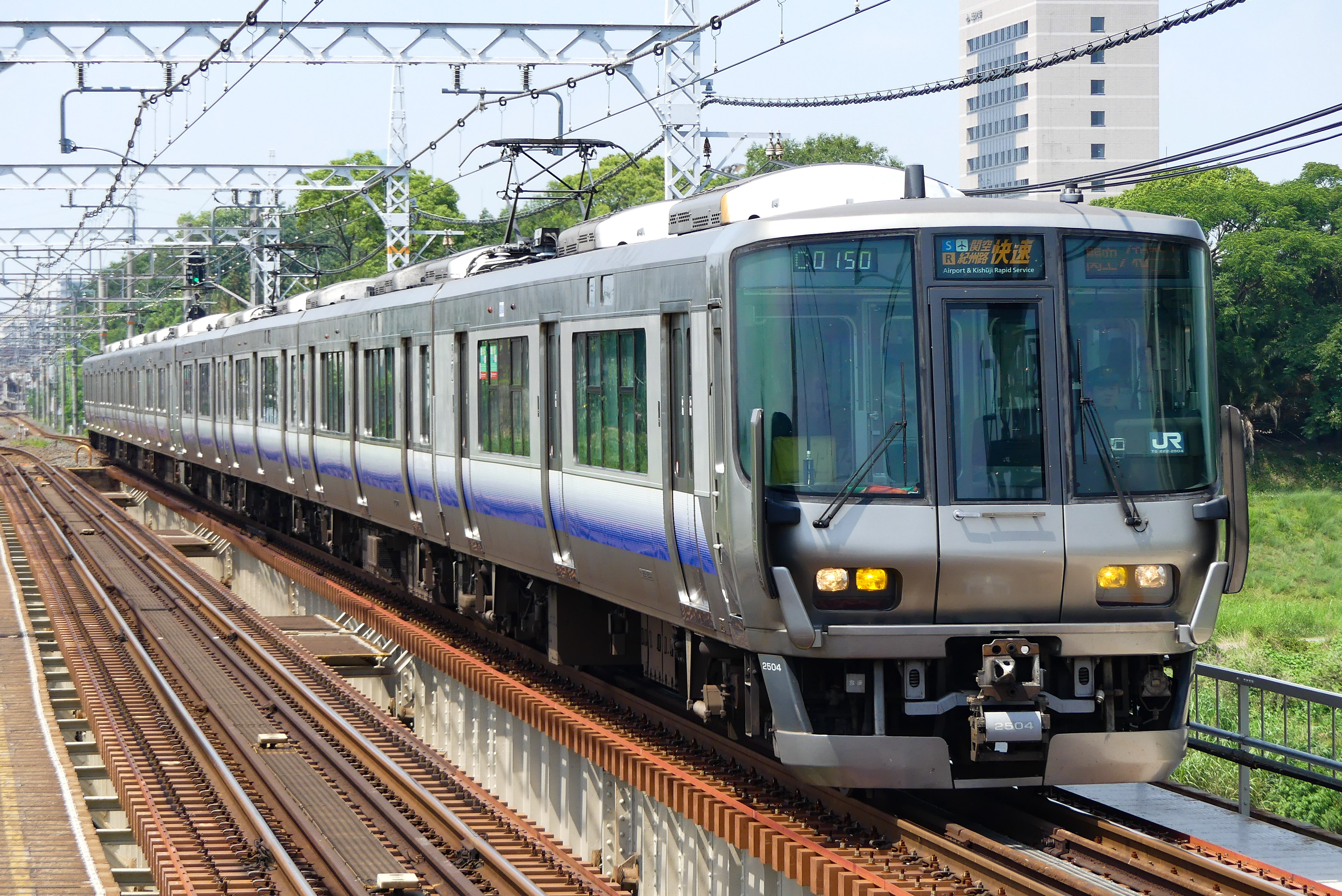
223系2500番台
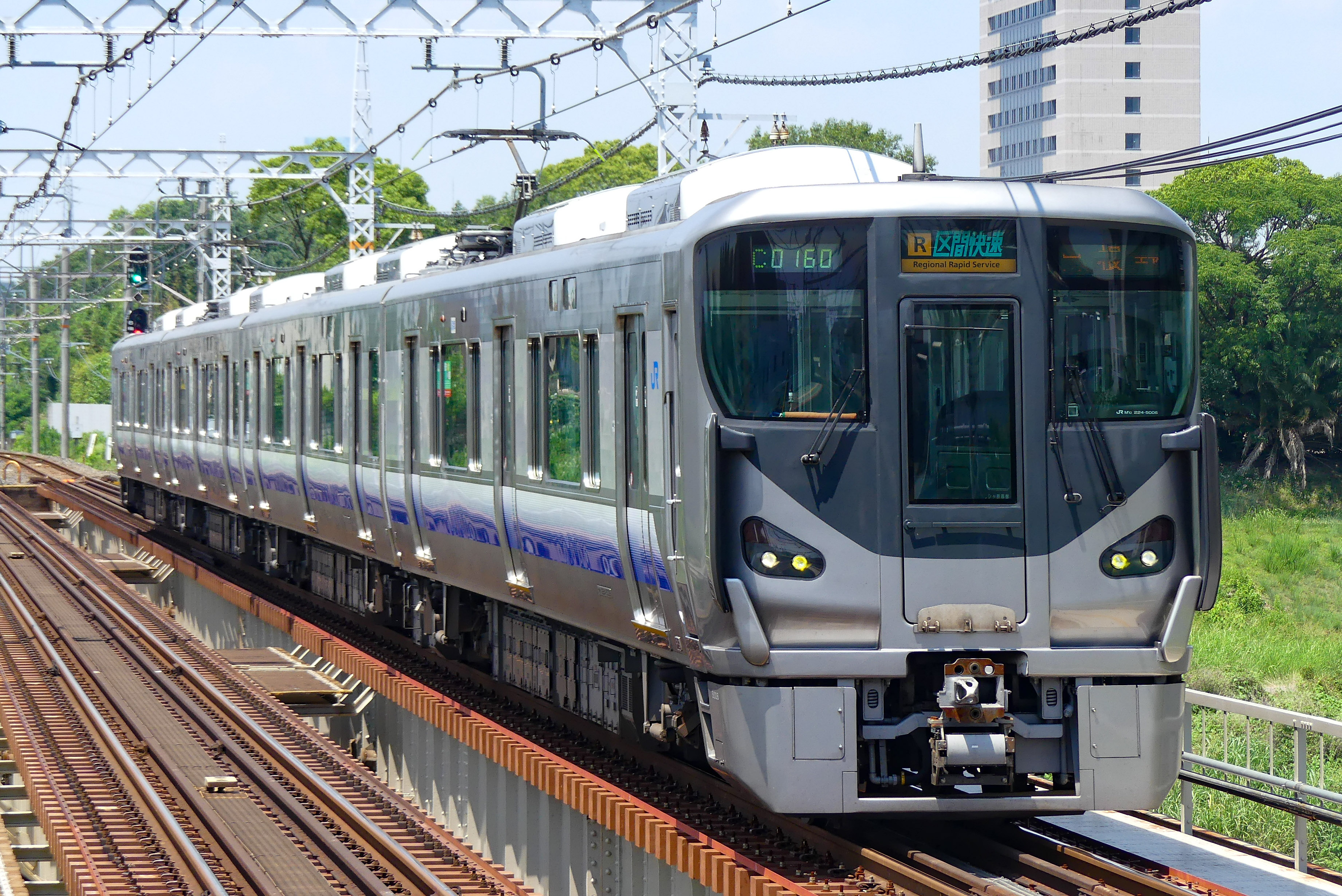
225系5000番台
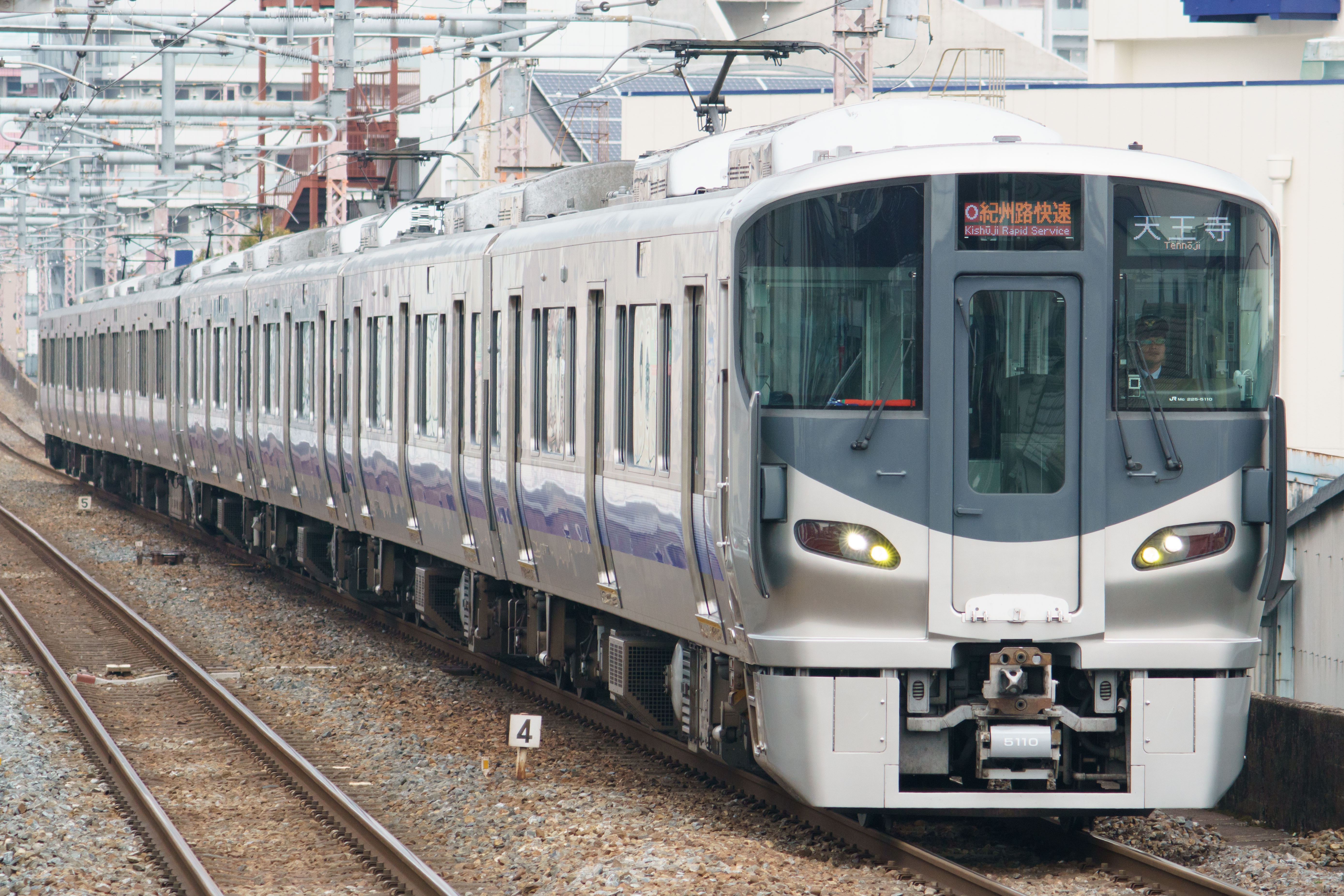
225系5100番台

##### 特急列車
吹田総合車両所日根野支所（旧・日根野電車区）および吹田総合車両所京都支所（旧・京都総合運転所）所属車両が使用される。本節で特に記述なければ日根野支所所属。
281系・271系
基本6両・増結3両編成が阪和線・関西空港線直通の特急「はるか」に使用される。
283系・287系
基本6両・増結3両編成が阪和線・紀勢線直通の特急「くろしお」に使用される。
289系
京都支所所属の基本6両・増結3両編成が阪和線・紀勢線直通の特急「くろしお」に使用される。
- 271系
- 281系
- 283系
- 287系
- 289系

#### 貨物列車
福島駅付近から西九条駅までを併走する梅田貨物線を経由し、桜島線（JRゆめ咲線）安治川口駅貨物ヤードを結ぶ貨物列車の牽引機として運用される。
- 電車
  - M250系「スーパーレールカーゴ」(Super Rail Cargo)
- 電気機関車
  - EF65形（不定期のみ）
  - EF66形
  - EF210形

### 過去の使用車両

#### 旅客列車
- 電車
  - 72系
  - 101系
大阪環状線全通の1961年4月25日から1985年3月、1989年6月から1991年3月16日まで使用されていた。車体色は橙色（      朱色1号、オレンジバーミリオン）。末期は森ノ宮電車区に桜島線用の6両2本のみ配置されており、車両送り込みのための京橋駅 - 桜島駅および、森ノ宮駅 - 天王寺駅（折り返し） - 大阪駅 - 桜島駅の運用で大阪環状線を走った。末期の編成は6両オール電動車であるが、中間のユニットはパンタを降ろして付随車代用で使用されていた。また、2編成とも前後の2両ずつ4両のみ冷房車であった[† 19]。1991年のATS-P設置に際して引退が決まり、同年4月28日の大阪環状線全通30周年イベントで、動くパビリオン「歴史電車」として運用されて運転を終了した[70]。
  - 103系
森ノ宮支所所属の8両固定編成が用いられていた。車体色は橙色（      朱色1号、オレンジバーミリオン）。大阪環状線・桜島線内の普通に使用されていた。
1969年に投入され、長きにわたって大阪環状線の主力車両であったが、2005年 - 2007年の網干総合車両所からの201系転入、2007年の体質改善車転入で日根野電車区（当時）へ多数の車両が転出した。このため2011年にはMT比4M4Tの8両編成は5編成にまで減少している[71]。
2014年6月1日から2017年9月7日まで「OSAKA POWER LOOP」ラッピング編成が運行されていた[72][58]。また大和路線直通の区間快速としての運用も存在したが、2016年10月3日より奈良支所所属の221系に置き換えられて、廃止されている。
桜島線内への送り込み運用は6両編成（USJ開業直前は一時4両編成）であったが、2012年3月17日のダイヤ改正から、8両編成で運転されている[73]。
車両の老朽化が進んだことやドア数の統一目的のため、2016年からは323系に順次置き換えられ、2017年9月の時点ではLA4編成の8両1本のみが残る状況となり、形式名に因んで同年10月3日をもって大阪環状線での運用を終了した[74][75][76]。
かつては奈良支所所属で車体色が黄緑色（      黄緑6号、ウグイス）の8両編成（4両編成を2本連結）が大和路線直通の区間快速として運用されていたが、2016年10月3日より221系に置き換えられている[77]。
  - 201系
森ノ宮支所所属の8両固定編成が用いられていた。車体色は橙色（      朱色1号、オレンジバーミリオン）。大阪環状線・桜島線内の普通に使用されていた。
JR京都線・神戸線で2005年12月1日から321系の投入が開始された際に転入したもので、同年12月15日から大阪環状線で運用を開始した。最初に運用を開始した網干総合車両所のC2編成は車体色が水色（      青22号、スカイブルー）のままで運用されたが、のちに橙色となった編成も運用されるようになり、2008年末からすべて橙色に変更された[78]。
103系のUSJラッピングを引き継いで、2012年10月17日にLB6編成が[79]、2013年2月1日にLB15編成が[80][81]それぞれUSJラッピングとなっていた。
103系同様大和路線直通の区間快速運用が存在したが、2016年9月30日をもって廃止された。
車両の老朽化が進んだことやドア数の統一目的のため、2016年からは323系に順次置き換えられ、2017年度から廃車や6両編成に減車した上で奈良支所への転属が発生している。
2019年3月16日のダイヤ改正から桜島線内運用と直通運転のみとなり、2019年6月7日限りで営業運転を終了した[68][82][83]。
  - 113系（奈良電車区・日根野電車区）
奈良電車区所属車両は1973年の関西本線奈良駅 - 湊町駅（現在のJR難波駅）間が電化された際に、同線へ直通する快速として運用を開始。1989年3月13日のダイヤ改正で大和路快速が設定されてからは221系への置き換えが始まり、1989年7月20日に大和路線の運用を終了した。
日根野電車区所属の車両は早朝、新大阪駅発着の梅田貨物線経由阪和線・紀勢本線直通の快速列車として、大阪環状線では西九条駅 - 新今宮駅間を4両編成で運行していた。2011年12月10日までに運用を終了した[84]。
  - 165系
1990年3月から2002年3月まで、深夜の新大阪駅発の梅田貨物線経由阪和線・紀勢本線直通の快速列車新宮駅行き（2000年10月からは紀伊田辺駅行き）で使用されていたが、老朽化のため221系に置き換えられた。
  - 485系
1990年4月から9月まで、花の万博アクセスのため梅田貨物線・大阪環状線経由で京橋駅へ乗り入れた臨時特急「エキスポ雷鳥」で使用。
  - 381系
1989年7月22日から大阪環状線に乗り入れた特急「くろしお」「スーパーくろしお」で2015年10月30日まで使用されたほか、2011年3月12日のダイヤ改正で廃止された「やまとじライナー」や、2010年4月から6月まで運行された臨時特急「まほろば」としても運用された。

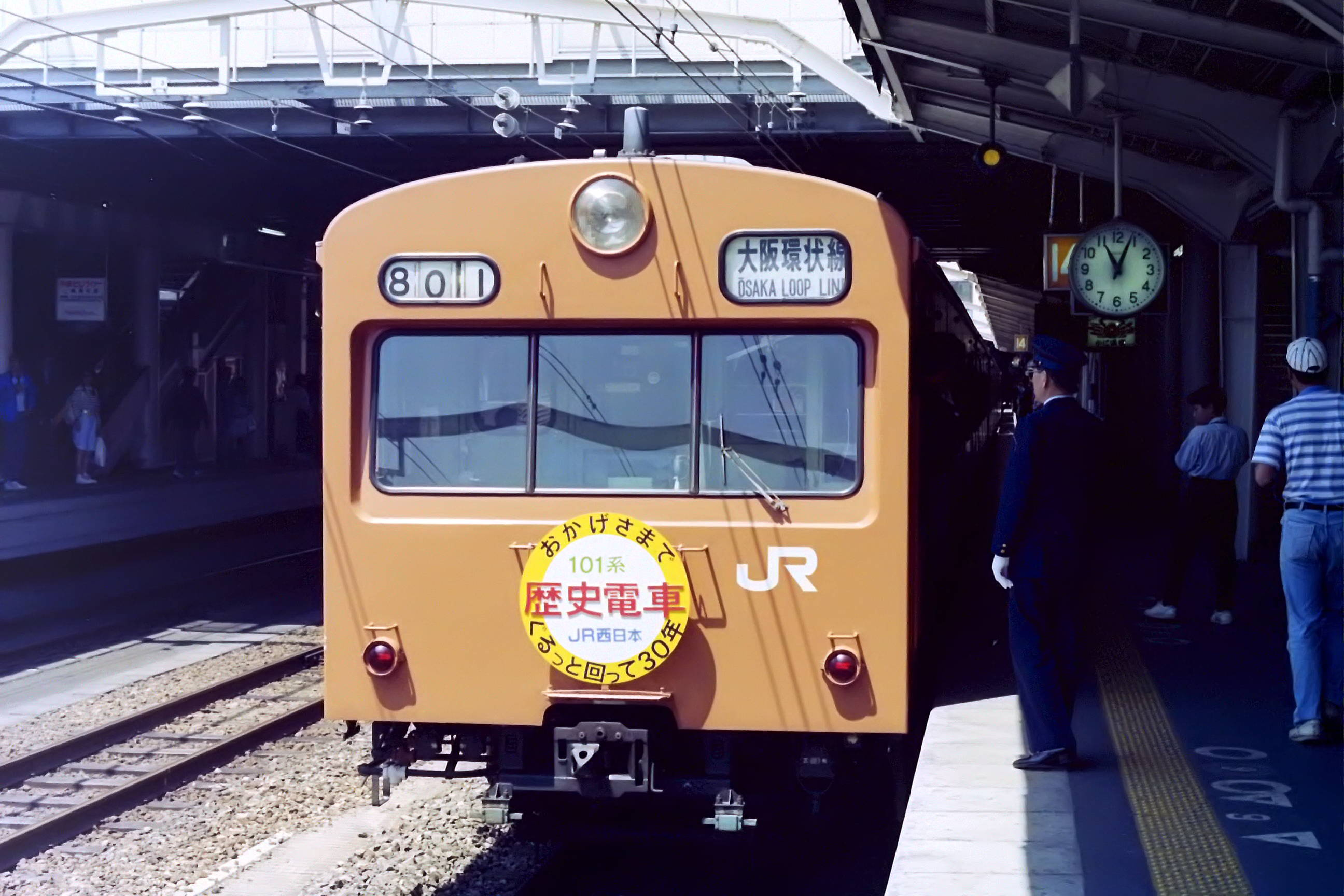
101系 大阪環状線30周年「歴史電車」
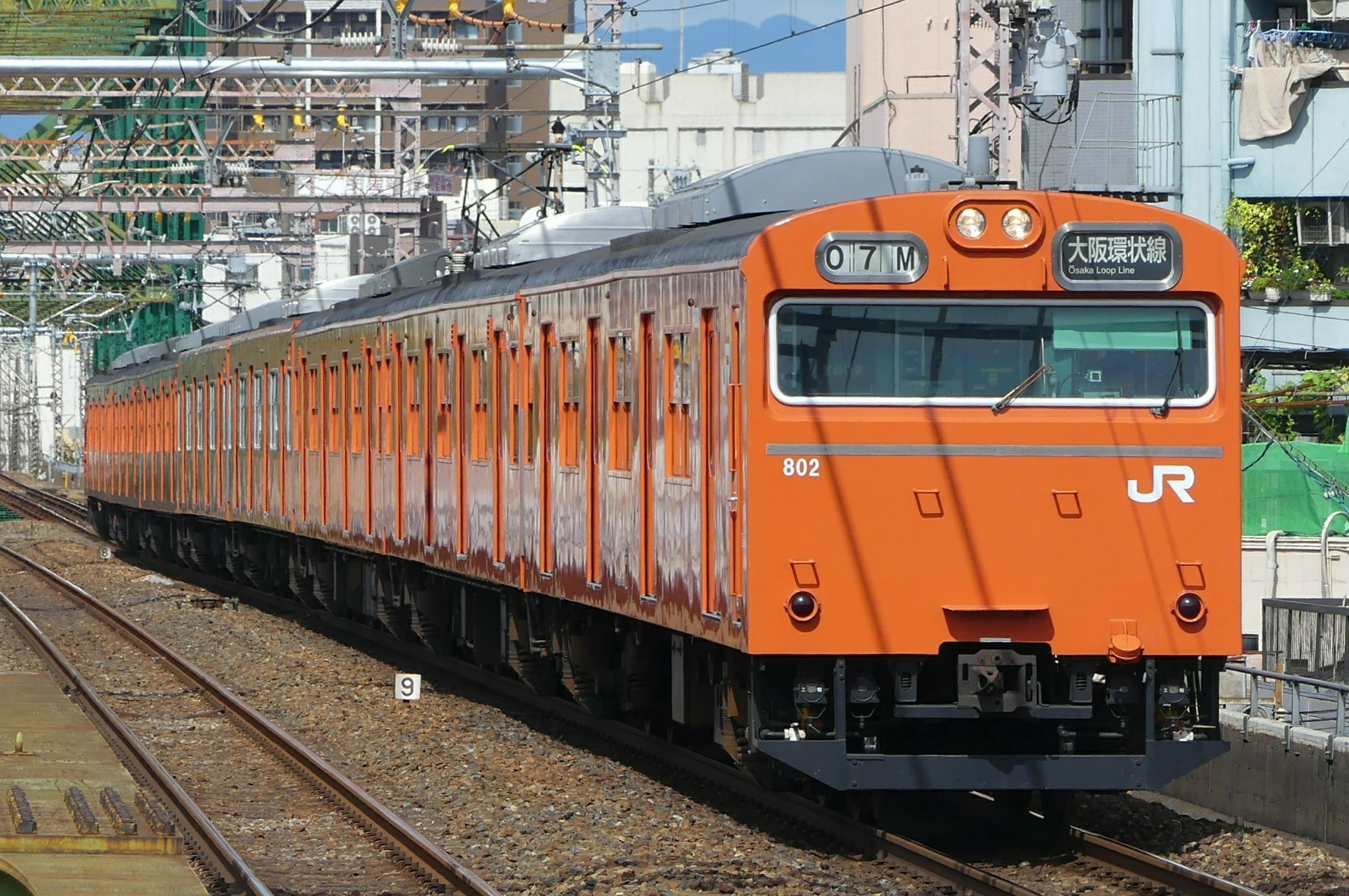
103系
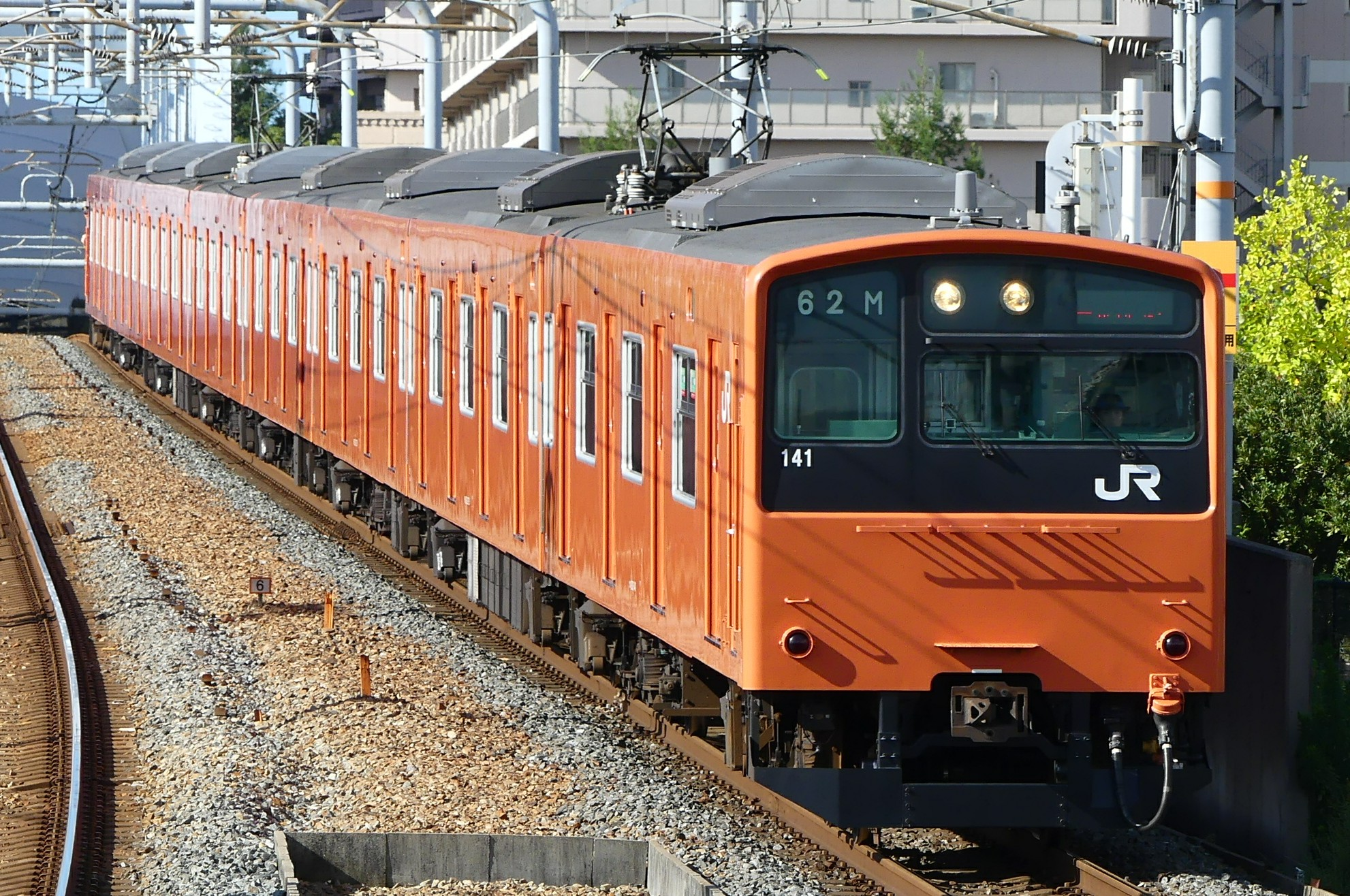
201系

#### 貨物列車
- 電気機関車
  - EF81形
  - EF200形
- ディーゼル機関車
  - DE10形

## 歴史

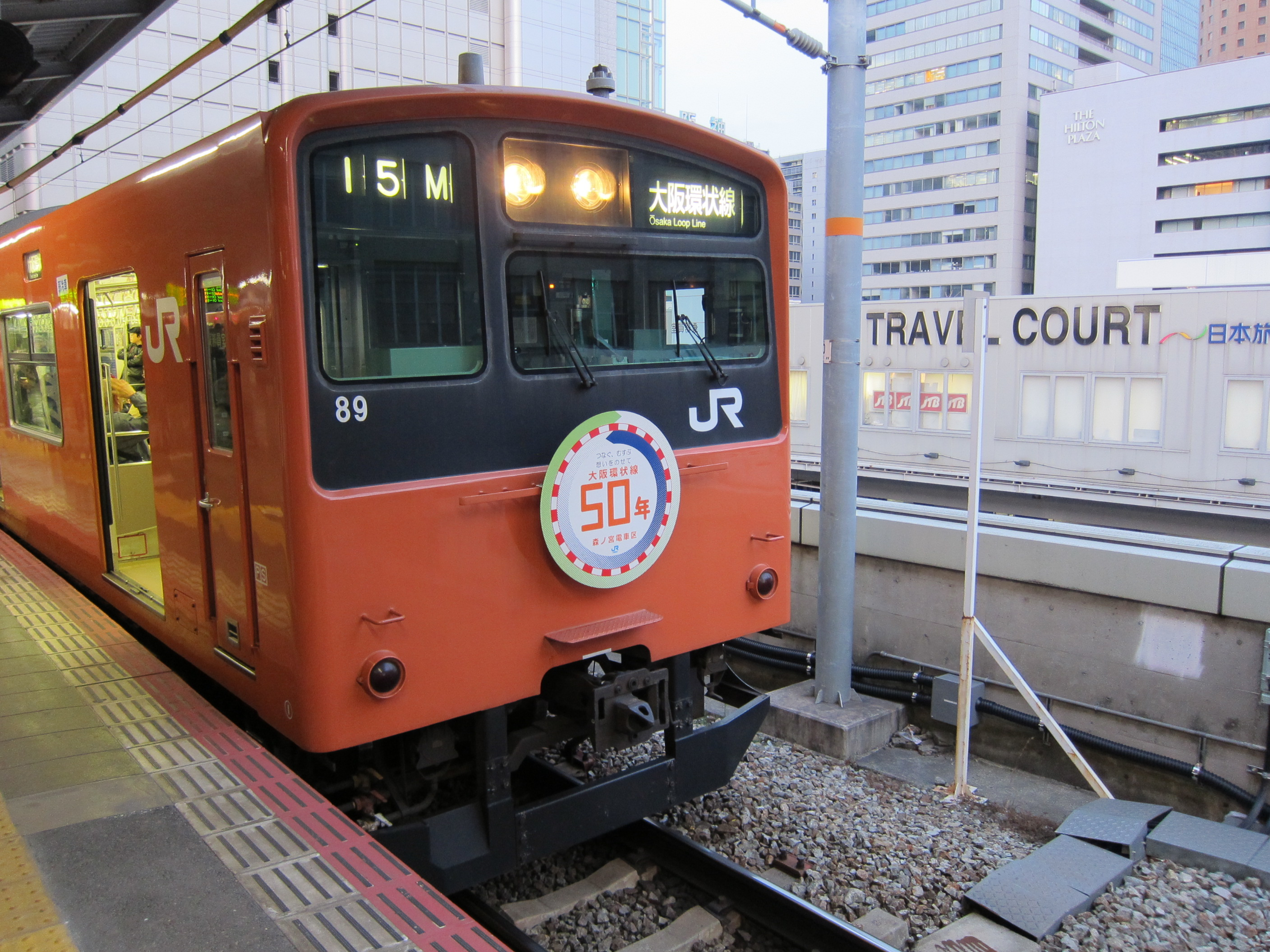
大阪環状線開業50周年を記念して、ヘッドマークが付けられた201系。大阪駅にて撮影。

大阪環状線は、大阪鉄道（初代）により建設された関西本線の今宮駅 - 天王寺駅間、同じく大阪鉄道（初代）により建設された天王寺駅 - 玉造駅 - 大阪駅間の城東線、西成鉄道により建設された西成線の大阪駅 - 西九条駅間、鉄道省により建設された関西本線貨物支線（大阪臨港線）の境川信号場 - 今宮駅間を元に、未成区間の西九条駅 - 境川信号場間を日本国有鉄道（国鉄）が繋いで成立した環状路線である。その関係で、国鉄時代は境川信号場 - 天王寺駅間は天王寺鉄道管理局の管内で、残りが大阪鉄道管理局の管内とされた。
関西本線・城東線・西成線の開業当時、関西本線は木津村・今宮村・天王寺村の集落を迂回する必要があり、市街地からやや南へ離れてしまい、城東線は四天王寺・大坂城址といった建造物や天王寺村・清堀村・玉造町の集落を迂回するため、市街地から大きく東へ離れてしまった。西成線は比較的市街地に近接していたが、船舶の出入が多いため橋が1本もない安治川右岸を通っており、基本的には臨港路線だった。
もともとの市街地が海に面していない大阪では、もとから海に面した市街地である東京と比べて海側への鉄道敷設が容易でありそうなものだが、大阪湾と大阪市街を結ぶ二大水路の安治川および木津川への架橋が、船舶の出入の多さから事実上不可能という問題があり、大阪鉄道（初代）の大阪駅乗り入れが城東線ルートになったのも、この問題に一因があった。1897年に大阪港（築港）の埋立造成が開始され、その完工を目前に控えた1928年の大阪臨港線開業時に木津川への架橋は実現したが、安治川への架橋は1961年の大阪環状線開業まで実現することはなかった。
このように、大阪市街の東半分を取り囲む関西本線および城東線がどちらも市街地から離れたところに敷設されたため、現在の私鉄各社に加えて片町線や当の関西本線ですら現在の大阪環状線の内側（それらは明治期、市街地の端でもあった）にターミナルを設置することとなり、環状線の構想に至るには市街地の拡張を待つ必要があった。大正初期までに開業した私鉄（元私鉄を含む）の大阪側ターミナルは難波駅・湊町駅（現・JR難波駅）・片町駅・汐見橋駅・天王寺西門前駅・阪神梅田駅・天満橋駅・恵美須町駅・大阪上本町駅など、ほとんどが現在の大阪環状線の内側に位置するもので、阪急梅田駅も当初は内側（現在の阪急百貨店うめだ本店の位置）にあった。当時は城東線も西成線もまだ電化されておらず、それらのターミナルと大阪市の中心市街地との間の輸送は専ら大阪市電が担っていた。
大正末期に至って城東線・西成線の内側は一部を除いて市街化され（時期を同じくして城東線・西成線が通る地域はすべて大阪市に編入された）、大阪鉄道（2代目、現・近鉄南大阪線）と阪和電気鉄道（現・JR阪和線）は天王寺駅にターミナルを構えるに至った。環状線の構想も戦前には持ち上がったが、上述のとおり船舶の出入が多い安治川への架橋に対して反対運動があり、計画が具体的に進むことはなかった。また、銀座・日本橋といった繁華街・オフィス街が広がっているため、江戸時代以来の市街地と江戸城外郭を用地買収してでも未成区間を解消し、新橋駅（烏森駅）・有楽町駅・東京駅・神田駅を開設する意義があった東京市の海側と異なり、一部レジャー施設と新興住宅地を除いて工業地帯・港湾施設が広がる大阪市の海側に十分な利用者数が見込めるのかという疑問も残った。
しかし、戦災復興都市計画によって環状線建設が立案施行されることになった。第二次世界大戦直後と高度経済成長期の2度にわたって大阪市長を務めた中井光次は、海側の未成区間への新線敷設と港区・大正区における旅客駅の開設に尽力し、1953年に大阪環状線建設促進協議委員会が発足、1956年3月20日には大阪市内環状線として起工式が挙行された。それでもなお、安治川橋梁の架橋に対して反対運動があったため、1960年に開業予定が1年遅れることになった。大阪環状線という名称に決定したのは1961年4月3日で、1960年12月26日の国鉄関西支社が調査役会議で本社に上申したものである。
大阪環状線となったのは、西九条駅から大阪臨港線の今宮駅 - 浪速駅間に設けられた境川信号場までが開通した1961年である。なおこの時、西成線のうち西九条駅 - 桜島駅間が桜島線として分離され、大阪臨港線は起点を大正駅に変更され大阪環状線貨物支線として扱われるようになった。当初は西九条駅で線路がつながっていなかったため、桜島駅 - 大阪駅 - 京橋駅 - 天王寺駅 - 西九条駅の逆「の」の字運転を行っていたが、1964年に西九条駅の高架化が完成して線路がつながり、環状運転を開始した。
1973年に関西本線（1988年に大和路線の愛称が付く）の快速列車、1989年に阪和線・紀勢本線の特急、1990年に阪和線快速列車の大阪環状線直通運転が開始された。2012年現在では日中の3分の2が大和路線や阪和線直通列車（快速）であり、これらの運行形態は逆「の」の字運転である（大和路快速・関空快速・紀州路快速の各項も参照）。
なお、鉄道国有法の公布に伴い主要鉄道の国有化が実施されるまで、城東線は大阪鉄道 - 関西鉄道の保有路線であったが、南海電気鉄道の前身である南海鉄道の列車が、1993年に全廃された南海天王寺支線を経由してここに乗り入れ、大阪駅まで直通していたこともあった。

### 年表

#### 関西本線
- 1889年（明治22年）5月14日：大阪鉄道 柏原駅 - 天王寺駅 - 湊町駅（現在のJR難波駅）間が開業[85]。天王寺駅開業[85]。
- 1899年（明治32年）3月1日：今宮駅が開業。
- 1900年（明治33年）6月6日：大阪鉄道が関西鉄道に合併[85]。
- 1907年（明治40年）10月1日：関西鉄道が国有化[85]。
- 1909年（明治42年）10月12日：国有鉄道線路名称制定により、名古屋駅 - 奈良駅 - 湊町駅間が関西本線となる[85]。
- 1928年（昭和3年）12月1日：関西本線貨物支線（大阪臨港線） 今宮駅 - 浪速駅 - 大阪港駅間 (5.2 M≒8.37 km) が開業。浪速駅・大阪港駅が開業。
- 1930年（昭和5年）4月1日：営業距離の単位をマイルからメートルに変更 (5.2 M→8.2 km)。
- 1956年（昭和31年）3月15日：貨物支線の浪速駅 - 大阪東港駅間 (3.0 km) が開業。大阪東港駅が開業。

#### 城東線
- 1895年（明治28年）
  - 5月28日：大阪鉄道 天王寺駅 - 玉造駅間 (2 M 28 C≒3.78 km) が開業[85]。桃山駅・玉造駅が開業。
  - 10月17日：玉造駅 - 梅田駅間 (4 M 29 C≒7.02 km) が延伸開業[85]。京橋駅・天満駅・梅田駅開業。
- 1896年（明治29年）12月10日：玉造駅 - 大阪砲兵工廠（後の大阪陸軍造兵廠）間の側線開業。
- 1898年（明治31年）4月27日：桜ノ宮駅が開業。
- 1900年（明治33年）6月6日：大阪鉄道が関西鉄道に合併[85]。梅田駅を官営鉄道の大阪駅に統合。
- 1901年（明治34年）1月25日：天王寺駅 - 大阪駅間改マイルで10 C (≒0.20 km) 短縮。
- 1902年（明治35年）11月12日：営業距離の単位をマイル・チェーンからマイルのみに簡略化 (6 M 47 C→6.6 M)。
- 1905年（明治38年）3月1日：桃山駅を桃谷駅に改称。
- 1907年（明治40年）10月1日：関西鉄道が国有化[85]。
- 1908年（明治41年）3月30日：寺田町駅 - 玉造駅間が複線化。
- 1909年（明治42年）10月12日：国有鉄道線路名称制定により、天王寺駅 - 大阪駅間が城東線となる[85]。
- 1913年（大正2年）
  - 6月30日：天満駅 - 大阪駅間が複線化。
  - 11月15日：桃谷駅 - 玉造駅間に鶴橋仮聯絡所、京橋駅 - 桜ノ宮駅間に中野町信号所が開設。
- 1914年（大正3年）
  - 2月14日：鶴橋仮聯絡所が廃止。
  - 3月10日：玉造駅 - 天満駅間が複線化。
- 1922年（大正11年）4月1日：中野町信号所が中野町信号場に改称。
- 1927年（昭和2年）12月10日：中野町信号場が廃止。
- 1930年（昭和5年）4月1日：京橋駅 - 大阪駅間の貨物営業が廃止。営業距離の単位をマイルからメートルに変更 (6.6 M→10.7 km)。
- 1931年（昭和6年）6月1日：玉造駅 - 京橋駅間に猫間信号場が開設[85]。
- 1932年（昭和7年）
  - 3月29日：桃谷駅 - 猫間信号場間が高架化[86]。玉造駅 - 猫間信号場間に貨物用別線を敷設し3線化。
  - 4月21日：森ノ宮駅が開業[86]。
  - 7月16日：寺田町駅が開業[86]。
  - 9月21日：鶴橋駅が開業[86]。
- 1933年（昭和8年）2月16日：天王寺駅 - 大阪駅間が電化。桜ノ宮駅 - 大阪駅間が高架化[85]。電車運転開始[86]。
- 1943年（昭和18年）10月1日：西成線と城東線の直通運転開始[85][86]。
- 1945年（昭和20年）
  - 8月14日：太平洋戦争下、京橋駅 - 森ノ宮駅付近で空襲[85]。線路や橋脚が破壊されたため桜ノ宮駅 - 鶴橋駅間が運休[85]。
  - 8月23日：空襲で被害を受けた区間が復旧[85]。
- 1947年（昭和22年）：猫間信号場 - 大阪陸軍造兵廠間の側線が廃止。
- 1953年（昭和28年）2月1日：土曜、休日ダイヤが設定される[87]。
- 1954年（昭和29年）4月1日：天王寺駅 - 寺田町駅間が複線化[88]。
- 1955年（昭和30年）6月12日：日曜、祝日ダイヤが設定される[89][88]。
- 1957年（昭和32年）4月1日：天王寺駅 - 玉造駅間の貨物営業が廃止。
- 1958年（昭和33年）7月15日：全列車の6両運転開始。
- 1960年（昭和35年）10月1日：101系電車運転開始。
- 1961年（昭和36年）4月20日：猫間信号場が廃止[90]。玉造駅 - 猫間信号場間の貨物用別線が廃止。玉造駅 - 京橋駅間の貨物営業が廃止。

#### 西成線
- 1898年（明治31年）
  - 4月5日：西成鉄道 大阪駅 - 安治川口駅間が開業。現在の大阪環状線にあたる区間に福島駅・野田駅が開業。大阪駅 - 福島駅間は貨物営業のみ[† 20][91]。
  - 10月1日：西九条駅が開業。
- 1899年（明治32年）5月1日：大阪駅 - 福島駅間旅客営業開始[† 21][92]。
- 1904年（明治37年）12月1日：鉄道作業局が西成鉄道の路線を借上げ。
- 1906年（明治39年）12月1日：西成鉄道が国有化[85]。
- 1909年（明治42年）10月12日：国有鉄道線路名称制定により、大阪駅 - 西九条駅 - 天保山駅間が西成線となる[85]。
- 1912年（明治45年）7月17日：福島駅 - 西九条駅 - 安治川口駅間が複線化[86]。
- 1931年（昭和6年）11月8日：貨物支線の野田駅 - 大阪市場駅間 (1.3 km) が開業。大阪市場駅が開業。
- 1941年（昭和16年）5月1日：大阪駅 - 西九条駅 - 桜島駅間が電化[85][86]。
- 1943年（昭和18年）10月1日：西成線と城東線の直通運転開始[85][86]。
- 1950年（昭和25年）
  - 2月23日：電力消費規制により、節電ダイヤが実施される[93]。
  - 3月6日：節電ダイヤが解消[93]。
- 1961年（昭和36年）4月6日：大阪駅 - 福島駅間の貨物営業が廃止。

#### 大阪環状線成立以後
- 1961年（昭和36年）
  - 4月25日：西九条駅 - 大正駅 - 天王寺駅間 (7.4 km) が開業。城東線 (10.7 km)、西成線 大阪駅 - 西九条駅間 (3.7 km)、野田駅 - 大阪市場駅間 (1.3 km) を合わせて大阪環状線に、西成線 西九条駅 - 桜島駅間は桜島線になる。関西本線の貨物支線であった今宮駅 - 浪速駅 - 大阪港駅間 (8.3 km)および浪速駅 - 大阪東港駅間 (3.0 km) を大阪環状線に編入し、貨物支線の起点を今宮駅から大正駅に変更 (-1.8 km)。野田駅 - 西九条駅間改キロ (-0.1 km)。弁天町駅・大正駅が開業。境川信号場が開設。
  - 11月6日：101系が運用開始[94]。
- 1962年（昭和37年）3月1日：運用車両が101系に統一される[94]。
- 1964年（昭和39年）3月22日：西九条駅が高架化。大阪駅 - 福島駅間の複線化により全線複線化が完成し、環状運転開始。新今宮駅が開業。
- 1965年（昭和40年）3月18日：野田駅 - 西九条駅間が3線化、野田駅が福島寄りに0.1 km移転[95]。貨物支線の野田駅 - 大阪市場駅間改キロ (+0.2 km)。
- 1966年（昭和41年）4月1日：芦原橋駅が開業。
- 1968年（昭和43年）3月25日：天王寺駅 - 新今宮駅間が複々線化され、関西本線と分離運転開始。桜島線との直通運転が入出庫時を除き廃止[96]。
- 1969年（昭和44年）12月10日：103系電車運転開始[85]。
- 1970年（昭和45年）8月10日：一部の列車で8両編成で運転開始[97]。
- 1972年（昭和47年）3月15日：ダイヤ改正により、休日のみ大阪駅 - 弁天町駅 - 天王寺駅間で快速が運転開始[85]。
- 1973年（昭和48年）5月：103系電車に冷房車が投入される。
- 1973年（昭和48年）10月7日：関西本線の快速が日曜・祝日のみ大阪環状線への直通運転開始[98]。
- 1974年（昭和49年）7月20日：関西本線の快速が平日にも大阪環状線に直通するようになる[99]。
- 1976年（昭和51年）3月1日：全列車が8両編成に統一[100]。
- 1983年（昭和58年）
  - 10月1日：大阪城公園駅が開業。
  - 10月20日：乗車促進ベルが設置される[101]。
- 1984年（昭和59年）2月1日：貨物支線の野田駅 - 大阪市場駅間 (1.5 km)、浪速駅 - 大阪港駅間 (3.4 km)、浪速駅 - 大阪東港駅間 (3.0 km) が廃止。大阪市場駅・大阪港駅・大阪東港駅が廃止。

#### 国鉄分割民営化以後
- 1987年（昭和62年）4月1日：国鉄分割民営化により西日本旅客鉄道が承継。日本貨物鉄道が境川信号場 - 浪速駅間の第一種鉄道事業者に、福島駅 - 西九条駅間、新今宮駅 - 境川信号場間の第二種鉄道事業者となる。貨物支線の起点が大正駅から境川信号場に変更 (-0.8 km)。
- 1988年（昭和63年）
  - 3月13日：「やまとじライナー」が運転開始[102]。
  - 4月：西九条駅構内の配線を変更、大阪環状線から梅田貨物線へのルートが開通し、「なら・シルクロード博覧会」開催に伴う臨時快速を、湊町駅（現在のJR難波駅）発着の快速を行先変更する形で、加茂駅・奈良駅 - 新大阪駅間で運転。

| 種別＼駅名 | 天王寺 | … | 京橋 | 京橋 | … | 大阪 | 大阪 | … | 西九条 | 西九条 | … | 天王寺 |
| ---------- | ------ | - | ---- | ---- | - | ---- | ---- | - | ------ | ------ | - | ------ |
| 特急       |        |   |      |      |   |      |      |   |        | 1      | 1 | 1      |
| 大和路快速 | 3      | 3 | 3    | 3    | 3 | 3    | 3    | 3 | 3      | 3      | 3 | 3      |
| 普通       | 9      | 9 | 9    | 9    | 9 | 9    | 6    | 6 | 6      | 6      | 6 | 6      |

- 1989年（平成元年）
  - 3月11日：関西本線直通の区間快速を夕方以降に新設して関西本線との直通運転を拡大。
  - 4月10日：関西本線への221系電車導入に伴い、関西本線に直通する快速が大和路快速に改称。
  - 7月22日：天王寺駅構内の関西本線から阪和線への連絡線が開通し、特急「くろしお」が大阪環状線を介して新大阪駅・京都駅まで直通運転を開始。特急「スーパーくろしお」の運転開始。
- 1990年（平成2年）
  - 3月10日：関西本線直通の区間快速を朝方にも拡大。朝と夜に新大阪駅発着の阪和線直通列車を設定。
- 1991年（平成3年）
  - 4月1日：全線でATS-P使用開始[103]。
  - 4月28日：101系電車の最終運転が行われる[70]。
- 1993年（平成5年）4月1日：全駅で分煙化が実施され、喫煙コーナーを除いて終日禁煙になる[104][105]。
- 1994年（平成6年）9月4日：関西国際空港が開港し、特急「はるか」および、大阪環状線で関空快速が運転を開始。
- 1995年（平成7年）4月20日：関空特快「ウイング」が運転開始。
- 1996年（平成8年）
  - 7月31日：283系電車による特急「スーパーくろしお オーシャンアロー」が運転開始。
  - 10月5日：平日ダイヤで運転されていた土曜日が、休日ダイヤで運転されるようになる[106]。
- 1997年（平成9年）3月8日：大阪環状線の今宮駅が開業[107]。特急「スーパーくろしお オーシャンアロー」が「オーシャンアロー」に改称。京橋駅・大正駅を皮切りにJスルーが導入される[108]。
- 1999年（平成11年）5月10日：各駅に発車メロディと接近メロディと入線メロディが順次導入される。紀州路快速が運転開始（関空快速に併結）。関空特快「ウイング」が廃止。

| 種別＼駅名       | 天王寺 | … | 京橋 | 京橋 | … | 大阪 | 大阪 | … | 西九条 | 西九条      | …           | 天王寺      |
| ---------------- | ------ | - | ---- | ---- | - | ---- | ---- | - | ------ | ----------- | ----------- | ----------- |
| 特急             |        |   |      |      |   |      |      |   |        | 3           | 3           | 3           |
| 大和路快速       | 3      | 3 | 3    | 3    | 3 | 3    | 3    | 3 | 3      | 3           | 3           | 3           |
| 関空・紀州路快速 |        |   |      | 2    | 2 | 2    | 2    | 2 | 2      | 2           | 2           | 2           |
| 普通             | 6      | 6 | 6    | 6    | 6 | 6    | 6    | 6 | 6      | 6           | 6           | 6           |
| 普通             | 3      | 3 | 3    | 3    | 3 | 3    | 3    | 3 | 3      | →桜島線直通 | →桜島線直通 | →桜島線直通 |

- 2001年（平成13年）3月3日：USJ開業による旅客利便性向上のため桜島線直通運転が再開。特急「はるか」が朝の一部を除いて西九条駅にも停車するようになる[109]。
- 2002年（平成14年）
  - 7月1日：女性専用車が朝ラッシュ時間帯に試験導入される[29][30]。
  - 7月20日：USJへのアクセス向上のため、特急「くろしお」「スーパーくろしお」「オーシャンアロー」の一部が西九条駅にも停車[30][110]。
  - 10月1日：女性専用車が本格導入される[30]。
  - 12月2日：女性専用車が夕ラッシュ時間帯に拡大される[30][31]。
- 2003年（平成15年）
  - 10月1日：コンコースの喫煙コーナーが廃止[111]。
  - 12月下旬：発車メロディの使用が各駅で順次停止。
- 2004年（平成16年）11月9日：貨物支線の境川信号場 - 浪速駅間の運行休止。
- 2005年（平成17年）12月15日：201系電車が運転開始。
- 2006年（平成18年）4月1日：貨物支線の境川信号場 - 浪速駅間 (2.3 km) および浪速駅が廃止。また新今宮駅 - 境川信号場間の日本貨物鉄道の第二種鉄道事業 (3.8 km) が廃止[112]。
- 2007年（平成19年）5月20日：境川信号場が廃止。
- 2008年（平成20年）
  - 3月15日：天王寺駅構内の関西本線から阪和線への連絡線が複線化。関空快速・紀州路快速の環状線直通列車を増発、平日ラッシュ時に阪和線と直通する直通快速が運転開始。
  - 10月1日：ホーム上の喫煙コーナーが廃止され、全面禁煙化（大阪駅・京橋駅・天王寺駅は大阪環状線ホームのみ）[113]。
- 2009年（平成21年）
  - 10月4日：大阪環状・大和路線運行管理システムが導入[114]。
- 2010年（平成22年）
  - 3月13日：特急「はるか」の西九条駅の停車を取り止め、日中の6往復を毎日運転の臨時列車に変更[115]。
  - 12月1日：組織改正により、大阪支社の管轄から近畿統括本部の管轄に変更[116]。

| 種別＼駅名       | 天王寺 | … | 京橋 | 京橋 | … | 大阪 | 大阪 | … | 西九条 | 西九条      | …           | 天王寺      |
| ---------------- | ------ | - | ---- | ---- | - | ---- | ---- | - | ------ | ----------- | ----------- | ----------- |
| 特急             |        |   |      |      |   |      |      |   |        | 3           | 3           | 3           |
| 大和路快速       | 4      | 4 | 4    | 4    | 4 | 4    | 4    | 4 | 4      | 4           | 4           | 4           |
| 関空・紀州路快速 | 4      | 4 | 4    | 4    | 4 | 4    | 4    | 4 | 4      | 4           | 4           | 4           |
| 普通             | 4      | 4 | 4    | 4    | 4 | 4    | 4    | 4 | 4      | 4           | 4           | 4           |
| 普通             | 4      | 4 | 4    | 4    | 4 | 4    | 4    | 4 | 4      | →桜島線直通 | →桜島線直通 | →桜島線直通 |

- 2011年（平成23年）
  - 3月12日：ダイヤ改正により次の通り変更[117]。
    - 日中の運行形態が大きく変更され、普通8本・快速列車8本（いずれも最大本数）に変更。
    - 快速列車の停車駅に大正駅が追加。
    - 「やまとじライナー」が廃止。

  - 4月18日：女性専用車が毎日、終日設定される[32]。
- 2012年（平成24年）
  - 3月17日：ダイヤ改正により次の通り変更[73][118]。
    - 日中の桜島線との直通運転が取り止め。
    - 快速列車の停車駅に福島駅が追加。
    - 特急「オーシャンアロー」「スーパーくろしお」「くろしお」がすべて「くろしお」に統一される。

  - 7月1日：一ツ家踏切が廃止され、大阪環状線の踏切が全廃[15]。
- 2014年（平成26年）
  - 2月17日 - 21日：新型車両のドア数検討のため、実験的に朝ラッシュ時間帯に3ドア車両（221系・223系・225系）を集中運用[52]。
  - 3月15日：京橋駅・森ノ宮駅・西九条駅で発車メロディを復活[119]。
  - 5月1日：大阪駅で発車メロディを復活[119]。
- 2015年（平成27年）
  - 3月22日：すべての駅で発車メロディを復活[25]。
  - 11月22日：いい夫婦の日の企画として、車内で結婚式を挙げる「ブライダルトレイン」を103系電車で特別運行。大阪駅発着で、約32分間で一周[120]。
- 2016年（平成28年）12月24日：323系電車の営業運転を開始[121][66]。
- 2017年（平成29年）10月3日：103系電車の営業運転を終了[74][75][76]。営業運転で使用される車両が全車空気ばね台車装備となる。
- 2018年（平成30年）
  - 3月4日：車内で結婚式を挙げる「ブライダルトレイン」を323系電車で特別運行。大阪駅発着で、約40分間で一周[122]。
  - 3月17日：各駅に駅ナンバーが導入され、使用を開始する。
- 2019年（令和元年）
  - 6月7日：201系電車の営業運転を終了[68][82][83]。
  - 6月8日：323系電車の投入が完了[68]。
- 2020年（令和2年）
  - 2月：自動運転列車の試験走行を開始[123]。
  - 3月14日：すべての普通・快速が8両編成となる[124]。
- 2021年（令和3年）2月6日：乗車位置案内が、4ドア車（既に運行終了）=○印、3ドア車（特急列車以外の全列車）=△印から、323系（女性専用車両設定あり・トイレなし・ロングシート車）=○印、221系・223系・225系（女性専用車両設定なし・トイレ付き・クロスシート車）=△印に変更[21]。

## 駅一覧
天王寺駅から内回り方向に記述する。
- 内回り：天王寺駅→鶴橋駅→京橋駅→大阪駅→西九条駅→新今宮駅→天王寺駅方面
- 外回り：天王寺駅→新今宮駅→西九条駅→大阪駅→京橋駅→鶴橋駅→天王寺駅方面
- 全駅大阪府大阪市内に所在し、特定都区市内制度における「大阪市内」（阪）エリアに属している。
- 駅シンボルフラワーは各駅ホーム上の大型駅名標や案内サインなどのデザインに採り入れられている花[125]。
- 駅ナンバーは2018年3月より導入[126]。

| 正式路線名 | 駅ナンバー | 駅名         | 営業キロ | 営業キロ               | 接続路線 | 所在地                 | 駅シンボル フラワー |
| 正式路線名 | 駅ナンバー | 駅名         | 駅間     | 累計                   | 接続路線 | 所在地                 | 駅シンボル フラワー |
| ---------- | ---------- | ------------ | -------- | ---------------------- | --- | ---------------------- | ------------------- |
| 大阪環状線 | JR-O01     | 天王寺駅     | -        | 0.0                    | 西日本旅客鉄道： 関西本線（大和路線） (JR-Q20)（一部直通運転）・ 阪和線 (JR-R20) （一部直通運転） 大阪市高速電気軌道： 御堂筋線 (M23)・ 谷町線 (T27) 近畿日本鉄道：F 南大阪線（大阪阿部野橋駅: F01） 阪堺電気軌道：■ 上町線（天王寺駅前駅: HN01） | 天王寺区               | ペチュニア          |
| 大阪環状線 | JR-O02     | 寺田町駅     | 1.0      | 1.0                    | | 天王寺区               | カモミール          |
| 大阪環状線 | JR-O03     | 桃谷駅       | 1.2      | 2.2                    | | 天王寺区               | 桃の花              |
| 大阪環状線 | JR-O04     | 鶴橋駅       | 0.8      | 3.0                    | 近畿日本鉄道：D 大阪線 (D04)・A 奈良線 (A04) 大阪市高速電気軌道： 千日前線 (S19) | 天王寺区               | アジサイ            |
| 大阪環状線 | JR-O05     | 玉造駅       | 0.9      | 3.9                    | 大阪市高速電気軌道： 長堀鶴見緑地線 (N19) | 天王寺区               | 稲穂                |
| 大阪環状線 | JR-O06     | 森ノ宮駅     | 0.9      | 4.8                    | 大阪市高速電気軌道： 中央線 (C19)・ 長堀鶴見緑地線 (N20) | 中央区                 | パンジー            |
| 大阪環状線 | JR-O07     | 大阪城公園駅 | 0.9      | 5.7                    | | 中央区                 | 瓢箪                |
| 大阪環状線 | JR-O08     | 京橋駅       | 0.8      | 6.5                    | 西日本旅客鉄道： 片町線（学研都市線）・ JR東西線（JR-H41・両線共通） 京阪電気鉄道： 京阪本線 (KH04) 大阪市高速電気軌道： 長堀鶴見緑地線 (N22) | 城東区                 | コスモス            |
| 大阪環状線 | JR-O09     | 桜ノ宮駅     | 1.8      | 8.3                    | | 都島区                 | 桜                  |
| 大阪環状線 | JR-O10     | 天満駅       | 0.8      | 9.1                    | 大阪市高速電気軌道： 堺筋線（扇町駅: K12） | 北区                   | 梅の花              |
| 大阪環状線 | JR-O11     | 大阪駅       | 1.6      | 10.7                   | 西日本旅客鉄道： 東海道本線（JR京都線・JR神戸線） (JR-A47)・ 福知山線（JR宝塚線） (JR-G47)・ おおさか東線 (JR-F01)・東海道本線貨物支線（梅田貨物線）・ JR東西線（北新地駅: JR-H44） 阪急電鉄： 神戸本線・ 宝塚本線・ 京都本線（大阪梅田駅: HK-01） 阪神電気鉄道： 本線（大阪梅田駅: HS 01） 大阪市高速電気軌道： 御堂筋線（梅田駅: M16）・ 谷町線（東梅田駅: T20）・ 四つ橋線（西梅田駅: Y11） | 北区                   | バラ                |
| 大阪環状線 | JR-O12     | 福島駅       | 1.0      | 11.7                   | 西日本旅客鉄道：東海道本線貨物支線（梅田貨物線） 阪神電気鉄道： 本線（福島駅: HS 02） 西日本旅客鉄道： JR東西線（新福島駅: JR-H45） | 福島区                 | カキツバタ          |
| 大阪環状線 | JR-O13     | 野田駅       | 1.4      | 13.1                   | 大阪市高速電気軌道： 千日前線（玉川駅: S12） | 福島区                 | 野田藤              |
| 大阪環状線 | JR-O14     | 西九条駅     | 1.2      | 14.3                   | 西日本旅客鉄道： 桜島線（JRゆめ咲線） (JR-P14)（桜島駅まで一部直通運転） 阪神電気鉄道： 阪神なんば線 (HS 45) | 此花区                 | チューリップ        |
| 大阪環状線 | JR-O15     | 弁天町駅     | 1.6      | 15.9                   | 大阪市高速電気軌道： 中央線 (C13) | 港区                   | 向日葵              |
| 大阪環状線 | JR-O16     | 大正駅       | 1.8      | 17.7                   | 大阪市高速電気軌道： 長堀鶴見緑地線 (N11) | 大正区                 | 山つつじ            |
| 大阪環状線 | JR-O17     | 芦原橋駅     | 1.2      | 18.9                   | 南海電気鉄道： 高野線（汐見橋線）（芦原町駅: NK06-4） | 浪速区                 | なでしこ            |
| 大阪環状線 | JR-O18     | 今宮駅       | 0.6      | 19.5                   | 西日本旅客鉄道： 関西本線（大和路線） (JR-Q18) | 浪速区                 | 菩提樹              |
| 大阪環状線 | JR-O19     | 新今宮駅     | 1.2      | 20.7                   | 西日本旅客鉄道： 関西本線（大和路線） (JR-Q19) 南海電気鉄道： 南海本線・ 高野線 (NK03) 大阪市高速電気軌道： 御堂筋線・ 堺筋線（動物園前駅: M22・K19） 阪堺電気軌道：■ 阪堺線（新今宮駅前停留場: HN52） | 浪速区                 | ハギ                |
| 関西本線   | JR-O19     | 新今宮駅     | 1.2      | 20.7                   | 西日本旅客鉄道： 関西本線（大和路線） (JR-Q19) 南海電気鉄道： 南海本線・ 高野線 (NK03) 大阪市高速電気軌道： 御堂筋線・ 堺筋線（動物園前駅: M22・K19） 阪堺電気軌道：■ 阪堺線（新今宮駅前停留場: HN52） | 浪速区                 | ハギ                |
| JR-O01     | 天王寺駅   | 1.0          | 21.7     | （本表の最上欄を参照） | （本表の最上欄を参照） | （本表の最上欄を参照） |                     |

1. ↑  近鉄の鶴橋駅は書類上は大阪線の駅だが、運転系統としての「奈良線」も大阪線経由で乗り入れる。
2. ↑  福知山線の正式な起点は尼崎駅だが、運転系統上の「JR宝塚線」は東海道本線経由で大阪駅に乗り入れる。
3. ↑  おおさか東線の正式な起点は新大阪駅だが、運転系統上の「おおさか東線」は全列車が東海道本線貨物支線（梅田貨物線）経由で大阪駅に乗り入れる。
4. ↑  大阪駅と北新地駅の間は徒歩連絡の特例がある（JR東西線#乗車制度を参照）。
5. ↑  京都本線の正式な起点は十三駅だが、運転系統としての「京都本線」は宝塚本線経由で大阪梅田駅に乗り入れる。
6. ↑  梅田貨物線の書類上の路線分岐駅は福島駅だが、同駅と野田駅にはホームがない。実際に大阪環状線本線から線路が分岐しているのは西九条駅である。大阪駅 - 西九条駅間を梅田貨物線経由で運行する定期旅客列車は特急「はるか」・「くろしお」のみであり、いずれも大阪駅・ 天王寺駅以外の駅は全て通過するため梅田貨物線経由の旅客列車とは乗り換えできない。
7. ↑  南海電鉄の新今宮駅は正式には南海本線の単独駅だが、運転系統上の「南海高野線」も岸里玉出駅から南海本線経由で乗り入れる。

- 寺田町駅・桃谷駅・玉造駅・福島駅・野田駅はJR西日本交通サービスによる業務委託駅であり、その他の駅はJR西日本の直営駅である。

### 停車パターン
- ●：全列車停車、▲：外回りのみ停車、▼：内回りのみ停車、｜：全列車通過、↓：内回りのみ通過
- 外回り列車は2018年10月28日のダイヤ改正以降、大和路快速・関空快速・紀州路快速・快速は大阪駅以東で、直通快速・区間快速は全線において「普通」に種別変更して運転される。
- 特急「はるか」・「くろしお」の停車駅は列車記事を参照

| 内回り路線記号 | O    | P      | Q                     | T                     | Q                     | T                     | -                  | R                  | W                  | S                  | R                  | R                  | 備考                                              |
| 外回り路線記号 | O    | O      | O                     | O                     | O                     | O                     | O                  | O                  | O                  | O                  | O                  | -                  | 備考                                              |
| 駅名           | 普通 | 普通   | 区間快速              | 区間快速              | 大和路快速            | 大和路快速            | 直通快速           | 紀州路快速         | 紀州路快速         | 関空快速           | 関空快速           | 快速               | 備考                                              |
| -------------- | ---- | ------ | --------------------- | --------------------- | --------------------- | --------------------- | ------------------ | ------------------ | ------------------ | ------------------ | ------------------ | ------------------ | ------------------------------------------------- |
| 天王寺駅       | ●    | ●      | ●                     | ●                     | ●                     | ●                     | ▲                  | ●                  | ●                  | ●                  | ●                  | ▼                  | 大阪環状線ホームに発着                            |
| 寺田町駅       | ●    | ●      | ●                     | ●                     | ●                     | ●                     | ▲                  | ●                  | ●                  | ●                  | ●                  | ▼                  |                                                   |
| 桃谷駅         | ●    | ●      | ●                     | ●                     | ●                     | ●                     | ▲                  | ●                  | ●                  | ●                  | ●                  | ▼                  |                                                   |
| 鶴橋駅         | ●    | ●      | ●                     | ●                     | ●                     | ●                     | ▲                  | ●                  | ●                  | ●                  | ●                  | ▼                  |                                                   |
| 玉造駅         | ●    | ●      | ●                     | ●                     | ●                     | ●                     | ▲                  | ●                  | ●                  | ●                  | ●                  | ▼                  |                                                   |
| 森ノ宮駅       | ●    | ●      | ●                     | ●                     | ●                     | ●                     | ▲                  | ●                  | ●                  | ●                  | ●                  | ▼                  |                                                   |
| 大阪城公園駅   | ●    | ●      | ●                     | ●                     | ●                     | ●                     | ▲                  | ●                  | ●                  | ●                  | ●                  | ▼                  |                                                   |
| 京橋駅         | ●    | ●      | ●                     | ●                     | ●                     | ●                     | ▲                  | ●                  | ●                  | ●                  | ●                  | ▼                  |                                                   |
| 桜ノ宮駅       | ●    | ●      | ●                     | ●                     | ●                     | ●                     | ▲                  | ●                  | ●                  | ●                  | ●                  | ▼                  |                                                   |
| 天満駅         | ●    | ●      | ●                     | ●                     | ●                     | ●                     | ▲                  | ●                  | ●                  | ●                  | ●                  | ▼                  |                                                   |
| 大阪駅         | ●    | ●      | ●                     | ●                     | ●                     | ●                     | ▲                  | ●                  | ●                  | ●                  | ●                  | ▼                  |                                                   |
| 福島駅         | ●    | ●      | ●                     | ●                     | ●                     | ●                     | ▲                  | ●                  | ●                  | ●                  | ●                  | ▼                  |                                                   |
| 野田駅         | ●    | ●      | ●                     | ●                     | ｜                    | ｜                    | ▲                  | ｜                 | ｜                 | ｜                 | ｜                 | ↓                  |                                                   |
| 西九条駅       | ●    | ●      | ●                     | ●                     | ●                     | ●                     | ▲                  | ●                  | ●                  | ●                  | ●                  | ▼                  |                                                   |
| 弁天町駅       | ●    |        | ●                     | ●                     | ●                     | ●                     | ▲                  | ●                  | ●                  | ●                  | ●                  | ▼                  |                                                   |
| 大正駅         | ●    |        | ●                     | ●                     | ●                     | ●                     | ▲                  | ●                  | ●                  | ●                  | ●                  | ▼                  |                                                   |
| 芦原橋駅       | ●    |        | ●                     | ●                     | ｜                    | ｜                    | ▲                  | ｜                 | ｜                 | ｜                 | ｜                 | ↓                  |                                                   |
| 今宮駅         | ●    |        | ●                     | ●                     | ｜                    | ｜                    | ▲                  | ｜                 | ｜                 | ｜                 | ｜                 | ↓                  | 大阪環状線ホームに発着                            |
| 新今宮駅       | ●    |        | ●                     | ●                     | ●                     | ●                     | ▲                  | ●                  | ●                  | ●                  | ●                  | ▼                  | 直通列車は2 - 4番のりばに発着                     |
| 天王寺駅       | ●    |        | ●                     | ●                     | ●                     | ●                     | ▲                  | ●                  | ●                  | ●                  | ●                  | ▼                  | 直通列車は関西本線ホーム（15 - 18番のりば）に発着 |
| 直通先         |      | 桜島線 | 関西本線 （大和路線） | 関西本線 （大和路線） | 関西本線 （大和路線） | 関西本線 （大和路線） | 阪和線・関西空港線 | 阪和線・関西空港線 | 阪和線・関西空港線 | 阪和線・関西空港線 | 阪和線・関西空港線 | 阪和線・関西空港線 |                                                   |

### 廃止区間
( ) 内は起点からの営業キロ
貨物支線（大阪臨港線）
境川信号場 (0.0) - 浪速駅 (2.3) - 大阪港駅 (5.7)
浪速駅 (0.0) - 大阪東港駅 (3.0)
貨物支線
野田駅 (0.0) - 大阪市場駅 (1.5)

### 廃止信号場
( ) 内は大阪駅起点・環状線内回り経由の営業キロ
- 境川信号場：2007年5月20日廃止、弁天町駅 - 大正駅間 (6.2)
- 鶴橋仮聯絡所：1914年2月14日廃止、桃谷駅 - 玉造駅間
- 猫間信号場：1961年4月20日廃止[90]、森ノ宮駅 - 京橋駅間 (16.2)
- 中野町信号場：1927年12月10日廃止、京橋駅 - 桜ノ宮駅間